# ایل خزل
خِزِل از ایلات کرد می‌باشد. کردهای خزل در استان ایلام، کرمانشاه، لرستان، همدان، خراسان، مازندران و  آذربایجان غربی و استان‌های دیگر زندگی می‌کنند. ایرانیکا، ایل خزلی را از اهالی شهر بدلیس و دیاربکر در کردستان ترکیه برشمارده است. دکتر فلیتیز ایزل، قبیله ای از کُردان سوریه به نام هِزِل [HEZEL] را در پیوند با ایل خِزل از کردهای فیلی می‌داند. فریا استارک در کتاب سفرهای فارسی از ایل هیزل[HIZIL] به عنوان مردمان شیروان در ایلام یاد می‌کند جک دیوید الر، خاستگاه ایل خزل که در دوران گذشته آوازه ای دیگر داشته را در شیروان و نیمه ی شمالی استان ایلام، سرزمینی با نام اساطیریِ هورتی(Hurti) مربوط به قرن ۲۲ پیش از میلاد دانسته است. امجد جایموخا، مورخ روسی، این قبیله را از مردمان هوری قلمداد کرد. خِزِل ها پایبند به مناسبات طایفه ای و برخاسته در مقابل  پتیارگی، معتقد به سامان مندی روندهای گوناگون هستی، «دات» بوده اند. پتیاره(پهلوی: patyārag) هر آن چیزی است که جهان را از پویش بسوی راستی که سرانجام هستی است، باز می دارد. در اشارات دیگر نام خزل برگرفته از گیزل(Gizil) به معنای آتش و در ارتباط با آیین مهرپرستی می باشد.

## خزل (ایلام)
هنری راولینسون، واژهٔ خِزل را تغییریافتهٔ نام خضر می‌داند، او بر این باور است که شخصیت خضر در میان مسلمانان همان الیاس، پیغمبر یهودی است و نام ایل خِزل از نام او گرفته شده‌. منتها روایات افسانه‌ای، نسب و خاستگاه خِزل ها را به رستم می‌رسانند. مردم خزل خود را از سلالهٔ کاوه آهنگر می‌دانند؛ به همین جهت است که گورستانی تاریخی به نام کاوه آهنگر (کاوه‌ی ئاسنگه‌ر) در شهرستان سیروان استان ایلام وجود دارد که مورد احترام و تقدیس توسط مردم بومی این منطقه است.

### سکونتگاه
ایل خِزل، ایلی کُرد، که نخست ماوای آنان ایلام بود. خِزل در ایلام به کردی فیلی سخن می‌گویند. سکونتگاه اصلی ایل کُرد خزل در شهرستان سیروان ، شهرستان چرداول و شهر ایلام در استان ایلام است. گروهی از ایشان در استان کرمانشاه، ساکنِ شهرستان قصر شیرین و ماهیدشت هستند. آنان در زمان رضاشاه از ایلام به این شهرستان کوچانده شدند.همچنین ساکنان فعله گری در سنقرِ کرمانشاه ازلحاظ قومی خزل شمرده می‌شوند.

موقعیت ایل خزل در ایلام جسان و مندلی و شهر باستانی کارد بنداد(توسط طهمورث یا هوشنگ ساخته شد) کاردبنداد(Kardbandad) یا مدائن (Madain) شامل هفت شهر از جمله تیسفون بود. تیسفون(Ctesiphon-برای اولین بار در کتاب عزرا عهد عتیق با نام کاسفیا (مشتق از نام قومی کاس-Cas) ذکر شده‌است)

### مردم
کتاب رضاشاه و نظام ایلی، ایل خزل در ایلام را شامل شش طایفهٔ شمسی وند، چرداول، هلیلان، مرشدوند، قلی وند و خزل وند دانسته‌است اما در کتاب جغرافیای لرستان به طایفهٔ فرهادوند ایل خزل نیز اشاره شده‌است. ایل حبیب وندی از ایلات کرد ناحیهٔ سرپل زهاب و کرند شاخه ای از ایل خزل می‌باشد. مجلهٔ فرانسوی شناخت شرق از ایل خزل ساکن در دالاهو به عنوان مردمان لک پیرو یارسان نام می‌برد. بخشی از جمعیت خزل وند در شهرستان ازنا سکونت دارند. عباس العزاوی در کتاب عشایر عراق، آل کوردی و بو کردیدی را دو طایفه از ایل خزل در جغرافیای عراق ذکر کرده‌است. شبکه فرهنگی عراق به نقل از دکتر خلیل الدیلمی طوایف کُرد دیوانیه را «آریایی آلمان نژاد» ساکن منطقهٔ المیهناوی و دودمان آنان را آل عمران می‌خواند که از کُردان خزل بودند. احمد المندلاوی ایل خزل را از ایلات اصیل کرد ساکن مندلی گفته‌است. مندلاوی‌ها از مردمان خزل می‌باشند که به زبان کردی سخن می‌گویند. شیخ آزاد الحاج حمید ریاست شورای شهر مندلی در سال ۲۰۰۳ به تغییر اجباری نام خانوادگی اهالی مندلی توسط دولت بعث اشاره می‌کند که طی آن اسامی خانوادگی باولی، هواسی، خِزل و خالِی به الباوی، العباسی، الخزاعل و الخالدی تغییر یافت. بنا بر کتاب فاتحان میمک و کتاب ايلام و تمدن ديرينۀ آن نوشته ی ايرج افشار ایل خزل در ایلام از تیره‌های مرشدوندقلیوند، خضروند و شمسی وند تشکیل شده‌است. مندیکان طایفه ای ایزدی در شمال عراق و در ترکیه عضوی از اتحاد هیورکان می باشد.کنفدراسیون هیورکان از 24 قبیله یا قبایل کوچک کرمانج در کردستان ترکیه و کردستان عراق می باشد.، ملاحسن شمدین کرکوسی رئیس کنفدراسیون هیورکی است. منطقه ی بِگیری در مرز ایران و ترکیه واقع در استان وان سکونتگاه طایفه ی مندیکی است.در منابع متعدد مندیکی طایفه ای از ایل شکاک شمارده شده است.مصطفی آکوش سکونت طایفه ی مندیکی در شرق دریاچه وان را علت نامگذاری جریان اصلی آب تامین کننده دریاچه به نام افراد این طایفه دانسته است. مندیکی ها بخش اصلی کنفدراسیون ارتوشی و با نام مامدان اکثریت مردم شهر وان در ترکیه را تشکیل می دهند.

### تاریخ معاصر
در اواخر دورهٔ قاجار ایل خزل علیه غلامرضا خان فیلی قیام کردند که منجر به کوچاندن عده ای از مردم خزل به مناطقی از قصر شیرین(کرکهرک)و گیلان غرب (چم امام حسن) می‌شود. هنری راولینسون می‌گوید:
«در چادر جمشید بیگ رئیس طایفهٔ خزل فرود آمدم. این شخص همان کسی است که مدت زیادی در چاردهور (چرداول) مستقر بوده و با طایفه‌های بزرگ فیلی اتحاد داشته‌است» من ازبرخورد و رفتار بی شائبه میزبانم که باحالت تملق وچاپلوسی ایرانیان وتاحدی کردان کرمانشاه مغایرت داشت بی‌اندازه شاد شدم اوبابی علاقه گی مرابه چادرخویش خوانده خوش آمدگفت وکاملاآشکاربوداحترام گذاشتن به یک فرنگی برایش بسیاردشوار است.— Jamshid Beg، Notes on a March from Zoháb, at the Foot of Zagros, along the Mountains to Khúzistán (Susiana), and from Thence Through the Province of Luristan to Kirmánsháh, in the Year 1836-page 50

### عملیات آزاد سازی میمک

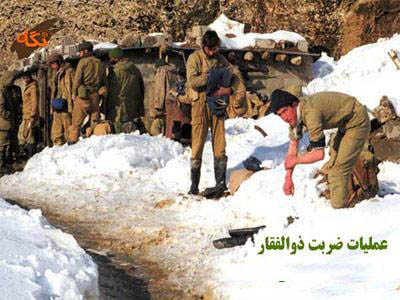

عملیات آزاد سازی میمک نخستین پیروزی ایران در جنگ ایران-عراق با همکاری ایل خزل و ارتش جمهوری اسلامی ایران در روز ۱۹ دی ماه ۵۹ انجام شد. میمک سرزمین گسترده و وسیع است و ارتفاعات آن بر دشت های پیرامون تا کیلومتر ها احاطه دارد. در ۱۸ شهریور ۵۹ و قبل از آغاز رسمی جنگ، عراق در پی تحرکات خود و تعرض به خاک جمهوری اسلامی توانست دو پاسگاه مرزی ژاندارمری را علی‌رغم ایستادگی آنان و با استفاده از حجم گسترده نیرو و ادوات اشغال کند و به این ترتیب پاسگاه‌های نی خزر و هلاله و ارتفاعات میمک به دست رژیم بعث عراق افتاد.
عملیات آزادسازی میمک که با نام عملیات خوارزم و عملیات ضربت ذوالفقار نیز شناخته می‌شود به عملیات نظامی‌ای گفته می‌شود که در نوزدهم دی ماه ۱۳۵۹ ایل خزل در استان ایلام برای بازپس‌گیری ارتفاعات میمک واقع در جنوب ایلام با نیروهای عراقی مبارزه کردند و این مناطق را بازپس گرفتند هرچند کمتر در مورد این عملیات در سطح کشور اطلاع‌رسانی شد. طراحی عملیات و فرماندهی آن توسط سرهنگ زرهی ستاد محسن سفیری انجام گرفت.
عملیات مهم و استراتژیک بازپس‌گیری میمک، اولین عملیات نظامی در تاریخ جنگ هشت ساله تحمیلی محسوب می‌شود که با فداکاری‌ها و رشادت‌های مردمی سلحشور مردان ایل خزل و ارتش جمهوری اسلامی ایران در روز ۱۹ دی ماه ۵۹ به اولین پیروزی رزمندگان منجر شد. خبرگزاری جمهوری اسلامی در گزارشی سرزمین میمک(Mī Mak) را بخشی از سرزمین آبا و اجدادی ایل خزل ذکر کرده‌است.
ایرج افشار در «ایلام و تمدن دیرینهٔ آن» دربارهٔ ولی محمد امیدی چنین می‌نویسد: ولی محمد امیدی، از ایل خزل، از شاعران توانای کردی سرای ایلام است، و اشعار حماسی او، زبانزد خاص و عام اند، چنان‌که به فردوسی ایلام شهرت یافته‌است. زبان شعری اش پخته، فخیم و منسجم است.
سردارفتاح خان خزل از سرداران بزرگ مشروطه خواه که در محاصره تبریز با کمک سواران خود و با همراهی یارمحمدخان کرمانشاهی از کرمانشاه به تبریز لشکر کشی نمود و با کمک باقرخان و ستارخان محاصره تبریز را شکست. او به سبب مخالفت با دودمان قاجار به دستور عبدالحسین میرزا فرمانفرما حاکم کرمانشاه در اثر شکنجه‌های سخت جان باخت. فرمانفرما اجازهٔ دفن فتاح خان در کرند غرب را نداد و عنوان کرده بود «اگر فتاح خان را در کرند غرب دفن کنند جسد او را از خاک بیرون خواهد آورد». در همین راستا شبانگاه جسد وی را در زادگاهش روستای حبیب ون به خاک سپاردند.

## هزو (باتمان)
هزوان (Hazoan) که به حمزه کان نیز معروف است مرتبط با هیزبان یا هزبان می‌باشد هزوان یا هزبان دودمان‌ کرد تباریست که خاستگاه آنان میان همدان و اربیل بوده‌است. پس از مرگ یازتا جانشین او مونباز دوم به شاهی آدیابن رسید او در نبرد با تراژان اسیر و کشته شد و خاندان سلطنتی او به همدان بازگشتند و فرزندان آنان بعدها میان دو دریاچه وان و ارومیه امارت آماتونی را ایجاد کردند.
تیگلت-پیلسر در سال ۷۳۷ پ. م، برای دومین بار به زاگرس لشکر کشید و وارد سرزمین مادها می‌شود. وی در گزارش این لشکر کشی و دیگر متون خود که غالباً از کلخوی باستان به دست آمده‌اند در چهار کتیبه و همچنین در ادامه اسامی سرزمین‌های گیشسیم، خرخار، بیت سگبت، بیت ایشتر به کوه سیلخزی یا سیل هزو(Silhazu) که دژ بابلی نیز خوانده می‌شده‌ است اشاره می‌کند سیلخزی یا سیل هزو در شرق سرزمین مایشتا و در نزدیکی کوه الوند قرار داشته‌است مرکز مطالعات باستان‌شناسی دانشگاه تهران در شمارهٔ From Mount Silhazu to Mount Bikni موقعیت کوه سیل هزو را در همدان شناسایی نموده‌است. در منابع ترکی هَزو  را  "آزا" و موقعیت آن شهر مُک( Mokk) در وان ترکیه شناسایی نموده اند.تیگلت-پیلسر در استوانه اش از اسارت شاهی کورتی(Kurti) در هَزو خبر می دهد. در کتاب تحفه ناصرى، تألیف شکرالله سنندجی، هَزو به مردم و سرزمینی در جغرافیای باستانی کردستان گفته شده است. جلد 15 دائرةالمعارف لندن-دیکشنری جهانی۱۸۳۹، هَزو (Hazo) را متعلق به کاسیان یا چاسی(Chassi) در ایران دانسته است.
آماتونی (Amatuni): تومانوف دودمان ارمنی آماتونی را از تبار ماد و مانوئه نیای آماتونی را از نسل آستیاگ پادشاه ماد می‌گوید. در آثار آماتونیان ارمنستان به وضوح خود را از نوادگان شاهان قبایل ماتیانی می‌دانند. نوادگان شناخته شده شاهان (رئیس) قبایل ماتیانی، خاندان شاهزاده ارمنی (ناکسارار) آماتونی بودند.جمعی از آماتونی پس از قیام واهان در دوران ساسانی به گرگان تبعید شدند و جمعی دیگر به گرجستان. در جریان جنگ روم و ایران ۹۱–۵۷۲، کوتیت آماتونی، همراه با دیگر شاهزادگان ارمنی که از ظلم امپراتور موریکیوس خشمگین بودند، در لشکر ایران با امپراتوری بیزانس جنگیدند. در قرن ۱۳و ۱۴ تحت فرمانروایی شاهزادگان مخارگردزلی (Mkhargrdzeli) دوباره بر آراگاتس و همچنین قسمتی از شیراک و نیگ که دژی کلیدی در آمبرد بود حکومت کردند. شاخه از خاندان آماتونی در قرن پانزدهم بر قلعه ماکو (شاوارشان) حکمرانی می‌کردند. در زمان حمله تیمورلنگ، هنگامی که قلعه ماکو را محاصره شد، با موفقیت از آن دفاع کردند. در ۱۵۰۰ میلادی عثمانی‌ها حکومت آماتونی با نام شاه نشین آرتاز در ماکو را در این منطقه سرنگون کردند. در حالی که شاخه ای دیگر آماتونی که بر همامشن حکومت می‌کرد در قرن ۱۵ پس از حمله عثمانی‌ها به امپراتوری ترابوزان و تبعید آخرین شاهزاده آن بارون داوید دوم به ایسپیر سرنگون شد. در قرن هفدهم میلادی، یکی از نمایندگان خاندان آماتونی، آذربک(Azarbek) آماتونی، پسر شاهزاده جورج آماتونی، از حاکمان شهر نخجوان-رو-آراکس بود. ملک آذربک و اولاد او جورج، پطروس و وهان به حکومت ایران خدمت می‌کردند. خاندان پطروس آذربکیان آماتونی، به شهر تفلیس نقل مکان کردند. طبق سند هدیه ایراکلی دوم، «در سال ۱۷۹۵ روستای ایالتی چوگورتی(Chugureti) با ساکنان محلی و زمین‌هایی کاراپت و گئورگی، به فرزندان سرگیس آماتونی برای اجاره مادام العمر داده شد. شاخه دیگری از قبیله آماتونی، ارسباران تا سال ۱۹۱۸ در هیئت مدیره شرکت‌های نفتی باکو متعلق به هوهانس میرزویان بودند.آماتونیان به ناخارار معروف بودند در منطقه آرتاز (ماکو) سرچشمه گرفتند. در کشاورزی و مهندسی معماری تخصص داشتند. در اثر حمله اعراب به ایران شاه شاپوه آماتونی ۱۲۰۰۰ نفر از مردمان آرتاز (ماکو) و ساکنین آرارات را به نواحی دوردست در کوه‌های کاچکار هدایت نمود. آنان در ویرانه‌های باستانی تمبور و روستاهای اطراف آن ساکن شدند. شاهزاده همام شهر را بازسازی کرد و نام آن را همامشن نهاد. این سرزمین به مدت بیش از هفتصد سال از گزند جنگ به دور ماند تا آنکه در سال ۱۴۶۱ منطقه همامشن توسط امپراتوری عثمانی فتح شد. در نتیجه، در قرون ۱۶ تا ۱۸ تعداد قابل توجهی از همامشنیان با فشار عثمانیان مجبور به گرویدن به اسلام شدند. همامشن‌ها در استان ریزه، در نواحی پازار، کایلی مپاوری، آرتاشن و فیندیکلی مسلمان سنی مذهب هستند. گروهی که در جریان تهاجم عثمانی در منطقه آجارا در گرجستان سکونت گزیدند توسط استالین به قزاقستان، ازبکستان و قرقیزستان تبعید شدند. تعداد قابل توجهی از این تبعید شدگان از سال ۱۹۸۹ به منطقه کراسنودار (روسیه) نقل مکان کرده‌اند. هفته نامه «آکوس» جمعیت همامشن را سیصد هزار نفر گزارش می‌دهد که تنها سی تا چهل هزار نفر همامشنی با شهرت آمادونی (Amadoni) به زبان ارمنی سخن می‌گویند و در نواحی کوهستانی آرتوین و بورچکا ساکن می‌باشند.

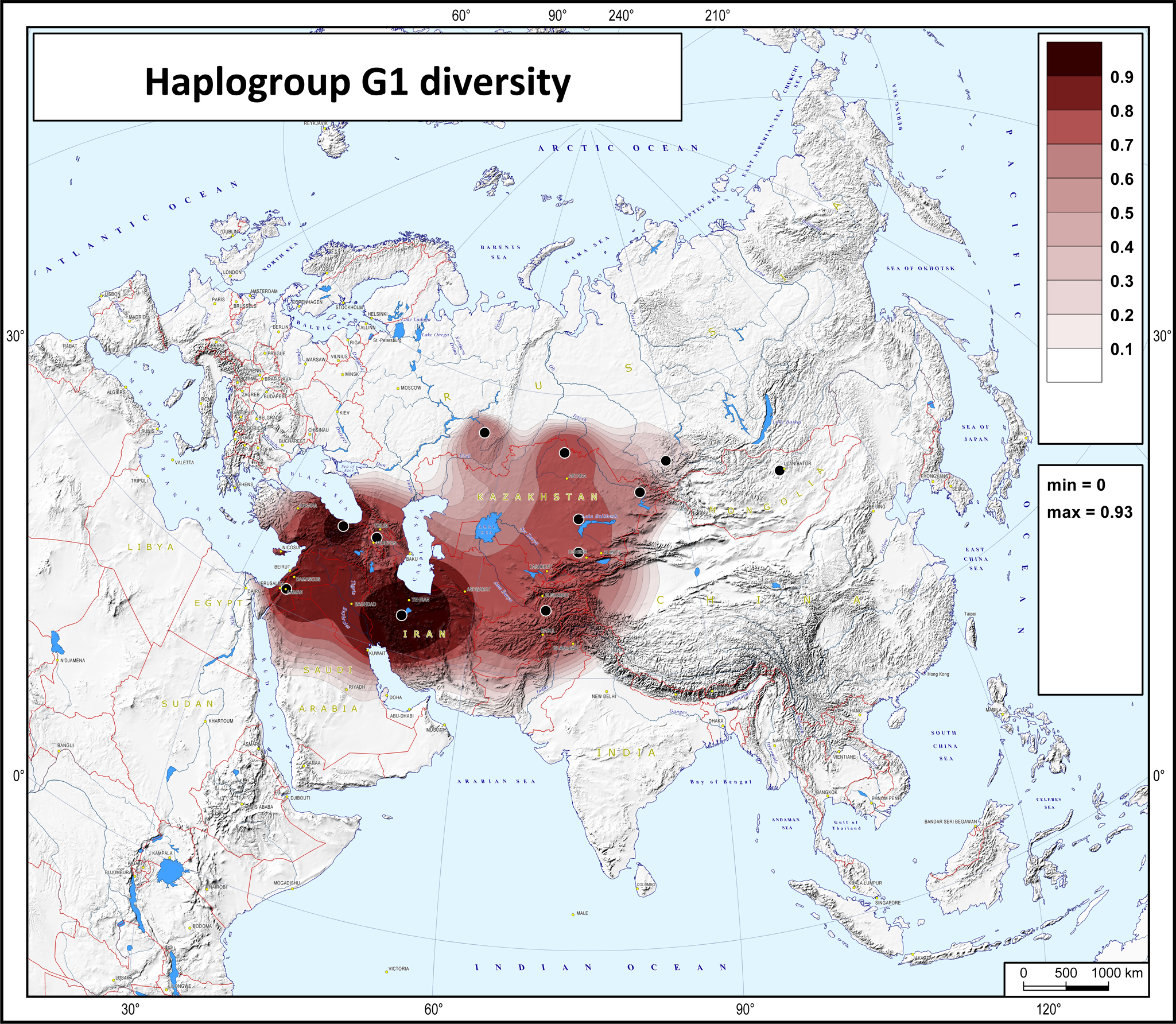
هاپلوگروپ یا تک گروه G: این هاپلوگروپ با زیر شاخه مهم وگسترده آن یعنی G2aدر بین مردم کشور گرجستان وخصوصا شمال شرقی آن یعنی ساوانتی غالب است و برخی از از بومیان قدیمی اروپا نیز حامل این هاپلوگروپ بوده‌اند. در ایران تقریباً این هاپلوگروپ در تنوع ژنتیکی اکثر مناطق یافت می‌شود آن هم به نسبت قابل ملاحظه ای. در ایران زیرشاخه‌های G2 متنوع هستند. G1یا G-M285: تنوع زیرشاخه‌های (G1 (M285 در ایران بیشتر از کشورهای دیگر یافت می‌شود وبه نظر می‌آید منشأ آن ایران است. بیشترین غلظت G1 در بین قومیت مادیار Madjars در قزاقستان گزارش شده‌است. همچنین اصالت G1 میان همامشین‌های ایرانی‌تبار در شمال شرق ترکیه قابل توجه است. منابع: Early Neolithic genomes from the eastern Fertile Crescent 2016

موسس خورناتسی ملقب به پدر تاریخ‌نگاری ارمنی نویسنده کتاب تاریخ ارمنستان، خاندان کامساراکان را از نسل پیروزماد (Pērōzmat) نهاوندی و از خاندان کارن گفته‌است. یکصد سال پس از پس از پیروزی اعراب بر ساسانیان در ۷۷۴ میلادی بزرگان و نجبای ارمنستان (معروف به نَخْوَدار یا ناخارار) از جمله کامساراکان شورش بزرگی را برانگیختند. نبرد باگرواند (Bagrevand) در نزدیکی آگری با پیروزی عباسیان بر امیگونیان خاتمه یافت. این شکست راه را بر ورود اسلام به قفقاز هموار کرد. پس از نبرد باگرواند پهلاونی‌ها که شاخه ای از کامساراکان بودند شهرت یافتند. در قرن یازدهم پهلاونی‌ها قلعه‌های مختلفی از جمله آمبرد و بجنی را در سرتاسر ارمنستان کنترل و ساختند و در تمام امور کشور نقش بسزایی داشتند. سیریل تومانوف دو دودمان هتومی و مخارگردزلی را از پهلاونیان شمارده‌است مخارگردزلی که به نام زکریان شناخته می‌شدند اصالتاً کُرد بودند. بخشی از این دودمان پیرو آیین ایزدی بودند رومیان دو بار در سالهای ۱۰۴۱–۱۰۴۲ به ارمنستان حمله کردند. نیروهای ارمنی هیچ فرمانده ای نداشتند. بسیاری از مناطق ارمنستان توسط رومیها فتح شد و شهرها و روستاهای ارمنستان ویران شدند. بازمانده سربازان ارمنی به نزد واهرام پهلاوونی رفتند و از او تقاضای کمک و فرماندهی کردند. او سه لشکر امپراتوری بیزانس را به عقب‌نشینی وادار کرد. دولت بیزانس تلاش فوق العادهٔ دیگری برای تسخیر ارمنستان و ضمیمه کردن آن کشور به خاک خود بعمل آورد، بدین صورت که لشکری عظیم به جنگ کشور ارمنستان فرستاد، و در عین حال پادشاه آلبانیای قفقاز را نیز تحریک کرد تا از سمت مشرق به ارمنستان حمله کند. لیکن در نبردی سخت که در پای دیوارهای شهر آنی روی داد، ژنرال واهرام پاهلاوونی ارتش بیزانس را چنان سخت درهم شکست که رومیان ۲۰٬۰۰۰ کشته برجای گذاشتند. این پیروزی به واهرام پاهلاوونی امکان داد که گاگیگ دوم را بر تخت سلطنت ارمنستان بنشاند و سپس قلعهٔ آنی را که در دست «وست سرکیس» و هوادارانش مانده بود تصرف کند.

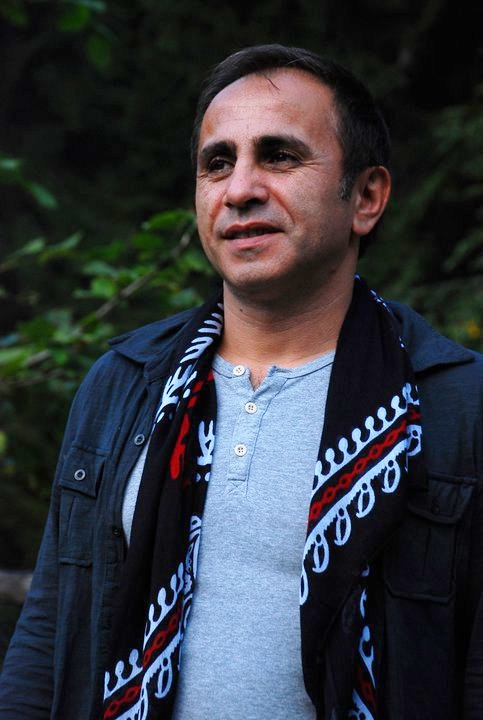
گوکان بیربن خواننده و هنرمند همامشنی اهل ترکیه است.

مورخان از جمله زرینکوب خاندان کارن پهلو و سوخرا را از نسل کارن بزرگ فرزند کاوه آهنگر معرفی کرده‌اند. دوره پیروز یکم ساسانی خاندان کارن پهلو (Kārēn-Pahlaw) شجره نامه خود را به منوچهر پیشدادی از تبار فریدون می‌رساندند. تختگاه این خاندان نهاوند بوده‌است. از شخصیت‌های این خاندان ویشتاسپ کرنی(wšt֨sp krny) می‌باشد که به عنوان تأمین کنندهٔ جو در واراینه (Varaina) یاد شده‌است.کارَن ،بزرگمهر و سوخرا از دیگر افراد خاندان کارن بودند. دو امتیاز مهم این خاندان در دوران اشکانیان و ساسانیان نگهداری از درفش کاویان و تاج گذاشتن بر سر پادشاه در آیین تاجگذاری بود به هنگام حمله اعراب به ایران، در جنگ نهاوند درفش کاویان به دست ضرار بن کتاب افتاد. او سی هزار دینار برای درفش دریافت کرد، مورخان معتقدند ارزش راستین درفش ۱٫۲ تا حتی دو میلیون دینار بوده‌است. و چون درفش را نزد عمر بن خطاب، خلیفه مسلمانان، بردند، وی از بسیاری گوهرها، درها و جواهراتی که به درفش آویخته شده بود، دچار شگفتی شد و به نوشته تاریخ بلعمی عمر خلیفه مسلمین دستور داد تا گوهرهای آن را بردارند و آن را بسوزانند.
هزبان(Hezbanî): به عنوان مردمان کُرد اشنویه تا مراغه و تبریز گزارش شده‌اند. بنا به کتاب شرفنامه شدادیان کرد در ارمنستان و آذربایجان و بخشهایی از گرجستان امروزی حکومت می‌کردند. شدادیان از طایفه کرد روادی بودند که البته روادیان هم خود جزو کردهای هزوان محسوب می‌شدند. مینورسکی بر پایه منابع ارمنی، شدادیان را بازماندگان خانواده سلطنتی ماد می‌داند که پس از سقوط دولت ماد به کوهپایه‌های آرارات فرار کردند. نخستین گروه ترکان غز در دوره سلطان مسعود غزنوی به آذربایجان وارد شدند و به مراغه یورش بردند. وهسودان به یاری ابوالهیجا بن ربیب الدوله رهبر کردان هزبانی حاکم ارومیه آنان را شکست داد.. در ۴۴۶ هجری طغرل سلجوقی به آذربایجان لشکر کشید و روادیان را خراج گذار خود کرد. حکومت روادی در ۴۶۳ هجری با خلع مملان آخرین حاکم روادی از سوی آلب ارسلان سلجوقی پایان یافت و مردمان هزو به حکاری عقب‌نشینی کردند. در تبریز و ارومیه بازماندگان هزو با نام خانوادگی هزویی و هزایی و در باتمان با شهرت هزوی و حمزه کان (همازه کان) سکونت دارند. گویش‌های کردی در استانهای الازیغ، بینگول و دیاربکر و قسمتهای بالای رودخانه‌های فرات، قزل ایرماق و مورات، زازاکی با نام‌های دیگر دیلمی، زازاکی و زازاکی جنوبی و سیورکی، کوری، هزو ،موتکی (موتی)، دامیلی و چندین گویش دیگر، مربوط به گروه گورانی می‌باشند. همچنین مردمان هزو در آذربایجان به زبان ترکی آذربایجانی و کرمانجی سخن می‌گویند. کلود کاندر در کتاب زندگی صلاح الدین(The Life of Saladin1897): صلاح الدین فرزند ایوب از دودمان شادی، کُرد روادی از قبیلهٔ بزرگ هزبانی بود. صلاح الدین بنیان‌گذار دولت ایوبیان بود. در ۶۰۴هجری، پس از آنکه پادشاهی اخلاط به ایوبیان رسید، بدلیس نیز به قلمرو نجم الدین ایّوب که در اخلاط فرمانروایی داشت پیوست. در زمان حاکمیت ایوبیان، تیره‌های مختلف از طایفة رَوّادی (رَوادِی) کُرد که این خاندان بدان انتساب داشتند، از جانب آذربایجان به نواحی بدلیس و اخلاط و وان کوچ کردند شدادفر طایفه ای است که در سیورک سکونت دارند.
حزوانلو (Hazoanlo): ایل کُرد کرمانج منسوب به هزو (Hezoyê). حزوانلو در بجنورد و قوچان و اطراف گلمکان در نزدیکی مشهد پراکنده‌اند و به حمزوانلو، حمزی و حمزکانلو یا حمزه کانلو (حمزکی) شهرت دارند. از شخصیت معروف حزوانلو حاجی خان حمزکانلو فاتح دهلی از سرداران ممتاز و سفیر نادرشاه به دربار امپراتور روم و بیگلربیگی قفقاز می‌باشد. «حاجی خان حمزکانلو» که او را در بعضی از کتابها چمشکزک هم گفته‌اند همواره با نادر بوده‌است و در جنگ با افغانها و تیموریان هند او را همراهی می‌کرد. حاجی خان حمزکانلو همواره دو فرسخ قبل از نادر حرکت می‌کرده‌است و شهرهای کابل، پیشاور، لاهور و دهلی را او فتح کرد و سپس به عنوان سفیر از طرف نادر شاه نزد سلطان عثمانی می‌رود و مدتی نیز حاکم گنجه بوده‌است.ابراهیم الدقوقی همزی ( حمزة قانلو ) را در آدیامان و ملطیه  ذکر کرده است.

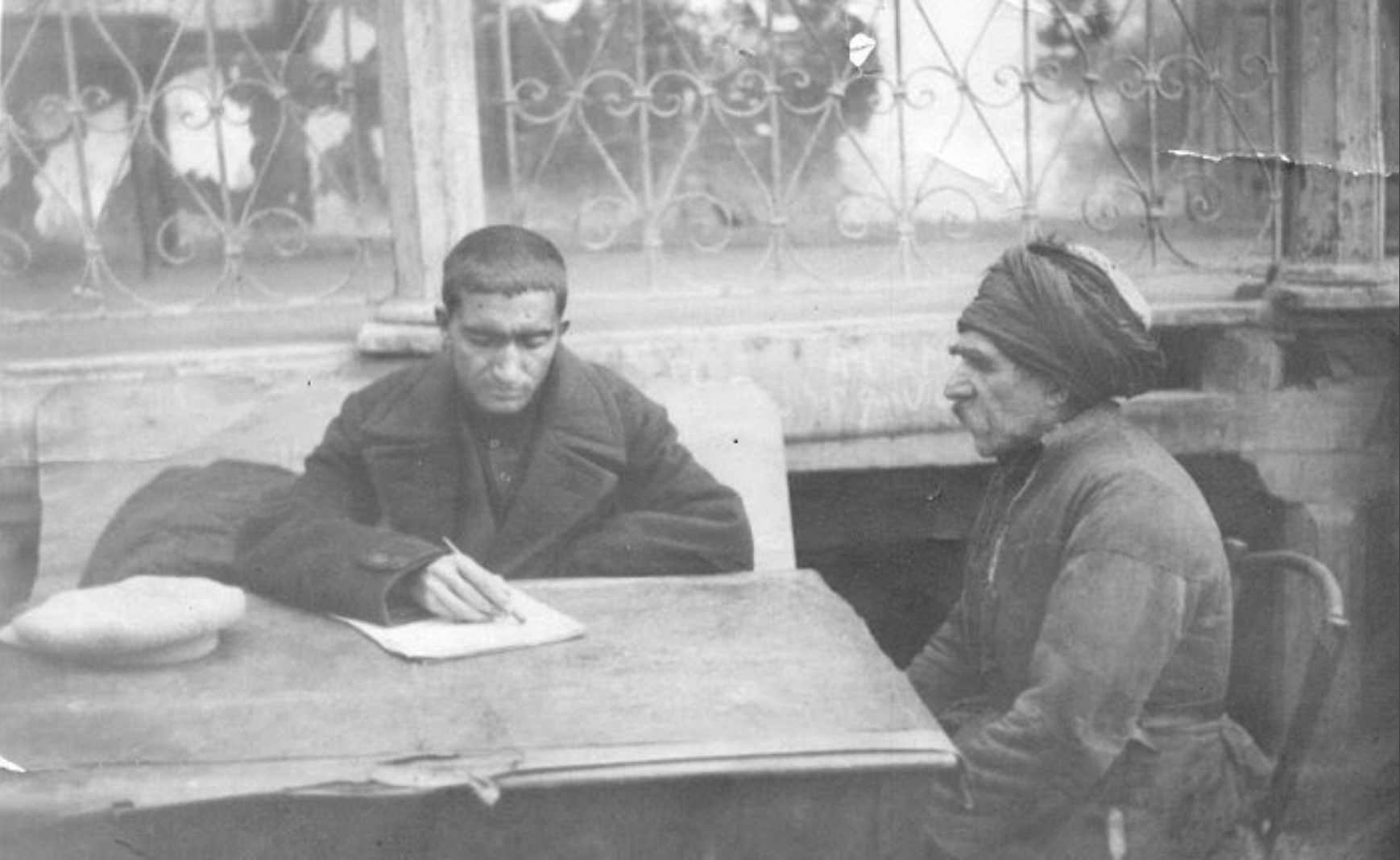
حاجی سیندی (سمت چپ) از کردان قفقاز، در حال گفتگو با مامه هزوی در روستای هکودا، باتمان - سال ۱۹۳۱ (تصویر از کتاب اولین کلمات)

هیزان (Hizan): هیزان از ایلات کُرد ساکن موش در کردستان ترکیه می‌باشد. هیزانلو که به هیزولانلو و ایزانلو نیز شهرت دارند و شاخه ای از ایل شادلو بشمار می‌روند. کسروی شادلو‌ها را از روادی‌ها دانسته‌است. شادلو شامل آجقانلو، االنلو، بدرانلو، برسوکانلو، بوطالبانلو، بوربوری، بوغانلو، پوشوالنلو، جابانلو، جوکانلو، چوسؤالنلو، خادمانلو، خانیانلو، خنضرانلو، دوراقانلو (این تیره به شاخه‌های متعددی از جمله تمانلو، اوتانلو، قوجوالنلو، بحرانلو و طاهرلو تقسیم می‌شوند)، قراقاشلو، قرکانلو، کپکانلو، کچرانلو، کوپالنلو، گریوانلو، گلمانلو و هیزانلو می‌باشد. پاپلی یزدی، ایزانلو را جزء شانزده طایفه کوچ نشین خراسان نوشته‌است که در حد فاصل مراوه تپه و شاه جهان ییلاق قشلاق می‌کنند.
شاه نشین هیزان (۱۵۲۰–۱۸۴۵): شاه نشینی کُرد از تبار کاردوخی شامل مناطق هیزان، ایسابرد و موکس (به رومی: موکوس Moxos) بود. مردم و طوایف این شاه نشین به «نمیران» (جاودانه) معروف بودند. علت نامیدن آنها به این نام چنین است: هنگامی که یکی از شخصی صاحب دارایی و ثروت بمیرد، حاکم این دارای را بین فرزندانش اعم از کوچک و بزرگ تقسیم می‌کند. به این ترتیب، امرار معاش می‌کنند، چنان‌که اگر نمرده باشند، اگر کم یا زیاد شوند، وضعیتشان تغییر نمی‌کند. به همین دلیل به آنها «نمیران» می‌گفتند که به معنای «جاودانه» است.شرفنامه از عزیمت شاهرخ میرزا چهارمین پسر تیمور گورکانی به هیزان و ملاقات با پسر سلطان سلیمان خیزانی خبر می‌دهد خان محمود خیزانی شاهزاده معروف کرد قرن نوزدهم. شیخی بیگ با نبرد با هکاریان، نیمی از منطقه کاواش(Kavaş'ê)(دهانه جنوبی خلیج وان) را به فرمانروایی خود درآورد. پس از قتل شیخ بیگ، برادرش خان محمود شاه موکس شد. خان محمود حاکم جدید بین سالهای ۱۸۲۰–۱۸۳۸ کاواش، وستان، خاوه سور(Xavesor) و محمدان را تحت فرمانروایی خود قرار داد و قلعه خوشاب(Hoşap) را که مرکز حکمرانی محمدی بود، مرکز امپراتوری خود قرار داد. او حکومت خود را از موکس و سراسر جنوب دریای وان تا خوی و سلماس در کردستان ایران گسترش داد. به همین نام با شاهزادگان محمدی، حکاری، سیزیر و بوتان و عثمانی‌ها و قاجاریان جنگید. در سال ۱۸۳۸، خان محمود یکی از مشهورترین و بزرگ‌ترین شاهزادگان کُرد بود. او در کردستان، در پایتخت عثمانی و در ایران شناخته شده بود. خان محمود تغییر سیاست دولت عثمانی در اداره کردستان را که باعث از بین رفتن دولت‌های کرد می‌شد، نپذیرفت و علیه دولت عثمانی قیام کرد. در پاییز ۱۸۳۸، نیروهای عثمانی به فرماندهی عثمان پاشا، با کمک نورالله بیگ هکاری و سیف الدین بیگ بوتی (شاهزاده قدیمی سیزر، کورم و معاون بدیرخان بیگ)، شورش خان محمود را شکست دادند. ۱۸۴۷ او دستگیر و در دادگاه محاکمه و به روسه در بلغارستان کنونی تبعید شد.
فقی طیران (به کردی: فه‌قێی ته‌یران یا Feqiyê Teyran) (۱۵۶۳–۱۶۴۱م) فیلسوف و شاعر کُرد سده شانزدهم و هفدهم است. فقی طیران به سبب زهد و ریاضت و جهد بسیار در تصوف استادی کامل به‌شمار می‌آمد و در روایات چنین آمده که وی زبان پرندگان را دانسته و با آنان سخن می‌گفته‌است. اسم فقی طیران نیز اشاره به این دارد که مردم او را شاگرد پرندگان می‌دانسته‌اند. او خوش صدا بود و اشعارش را به صورت ترانه برای عموم می‌خواند. آثار او از جمله شیخی سه‌نعان، به‌رسیسایێ عابید، زه‌مبیل فرۆش، که‌لا دمدم، ئه‌سپی ڕه‍. ش، ههٔ ئاو به زبان کُردی می‌باشند. فقی طیران در هیزان درگذشت و آرامگاه او در روستای زادگاهش وِره زوزه قرار دارد. از دیگر شخصیت‌های شناخته شده اهل هیزان سوات کایا و ابوشجاع باذ بن دوستَک معروف به باذکُرد می‌باشند. باذکُرد از کردان دوستکی و در ارتباط با قبیلهٔ حمدانی (Hamîdî) بود که به عنوان مؤسس سلسله مروانیان شناخته می‌شود. باذکُرد پس از هفت سال حکومت در دیاربکر درگذشت. بازماندگان دوستکی در بهدینان به عنوان قبیله دوسکی شناخته می‌شوند.
هزو (Hezo):دودمانی از کُردان که بین سال‌های 1080 تا 1598میلادی بر گستره ای شامل هزو، ساسون و ارزن حکومت کردند. امیران هزو خود از تبار مروانیان بودندکه از شهر اخلاط به بدلیس آمدند. اما به خاطر عزالدین بیگ، بنیان‌گذار حکومت، به نام‌های ایزدین (Îzedîn)، عزتین(Izzettin)، و عززان(Ezezan) شناخته می‌شدند. برادر بزرگ عزالدین به نام ضیاءالدین جد حاکمان بدلیس(1182-1847) بود و حاکمان ساسون نیز از دودمان حاکمان بدلیس بودند. مرکز آنان قلعه هزو در ساسون قرار داشت. شهرستان هزوی با ۱۱۵ روستا از جمله روستای ملکیشان(Melkîşan) و پَلو(Palo) در ۱۹۳۸میلادی به شهرستان کوزلوک تغییر نام داده شد. شهرستان هزو در غرب هیزان، جنوب بتلیس و در شرق دیاربکر قرار دارد. طوایف منشعب از هزو در کشور ترکیه شامل خیتلی(khitli)، خیدلی(khidli)، هیزلی(hizli)، خیزنی(khizni)، کیزلی(keizli-kaizli)، کیزل(kizil)، آهیزلی(ahizli)، خیزلو(khizlo)، خیزلی (khizzli)، کوهیزلی(kvhizli)، خیزلویی(khizlui)، خیزئی(khizei)، خیزوی(khizoi)، هزوی(hezoye)، خزلی(khezli)، بهیزلی(bhizli) و ... می باشد. طایفه ی خضوعی از کردان خراسان از طوایف هزو به شمار می رود. علی خزل کایا، ابراهیم اورنک هزیل، سانا خیزل کایا و میزگان هزل از مبارزان کُرد بوده اند که در نبرد داعش در شمال عراق و در بمباران دولت ترکیه کشته شدند.از مردمان طایفه کیزل، روژبین کیزل هنرمند کُرمانج و رمضان کیزل مالک و موسس باشگاه فوتبال دالکورد در کشور سوئد می باشند.

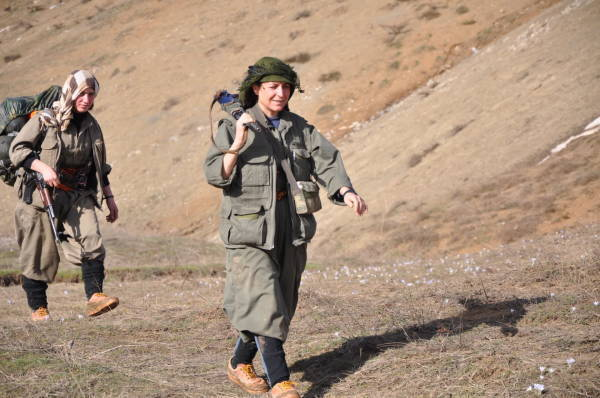
سانا خیزل کایا با نام سازمانی آرمانج گشکار فرمانده یگان‌های زنان آزاد(یژا ستار) در بوتان و زاگرس نویسنده فلسفه و ادبیات بود.

کزویی (Ḵezuʾi- Kezûyî) در ترکیه و در آذربایجان غربی با نام خزویی یکی از سه طایفه خلکانی ایل میلان را تشکیل می‌دهند. در کتاب ساختار سازمان ایلات و شیوه معیشت عشایر آذربایجان‌غربی تالیف ابراهیم اسکندری‌نیا آمده است: طایفه خزویی که خزایی نیز گفته می شود، از ایل میلان عمدتا در روستاهای قره آغاج، دمدم، ممه شیری، قارنجه و بلسور بالا ساکن هستند. در سلماس و ارومیه خزایی بخشی از ایل شکاک بشمار می‌رود. در خورخوره، دیزج در نزدیکی کسیان(Kasian) و منطقهٔ ممکان ارومیه تا نیچالان به صورت پراکنده سکونت دارند. بخشی از این طایفه در شهر مراغه و دهستان هولاسو در شهرستان شاهین دژ زندگی می کنند.غلامحسین افضل الملک خواجه‌وندان مازندران را از سراوندِ سیلاخور گفته‌است که آقامحمّدخان قاجار آنها را کوچانیده و به کلاردشت آورده و عقیدة خواجه‌وندها این است که از نسل خواجه عزیز خزایی هستند. وجود واژگان کرمانجی همچون "زاروک" به معنای فرزند و نیز تاریخ شفاهی،  گویای آنست که خزاییان مازندران با کزوئی و خزویی و خزایی های ایل میلان ، شکاک و مکریان و گروس بیجار پیوند داشته اند.  حسین حُزنی مکریانی از طایفه ی پیر خزایی اهل شهرستان سقز در کردستان بود. او نخستین محقق تاریخ کردستان و مبتکر صنعت چاپ کردستان است. حسین حُزنی مکریانی الفبای کردی را برای چاپ طرح ریزی کرد و اقدام به چاپ و نشر کتاب و نشریه کردی  از جمله ی روزنامه ای با عنوان "روزنامه کردستان" نمود.مکریانی ۱۸ کتاب در حوزه های مختلف تالیف و به چاپ رسانید که ۱۱ کتاب آن درباره تاریخ و فرهنگ کردستان است.
خیزان(Xizan):قلمرو شاهی خیزان، جنوب شهر دربند در قفقاز .مرکز آن خیزی(Khizi) در فلات خیزی میان کوهستان قفقاز جای دارد.رود سامور که از کوه گوتون سرچشمه می گیرد و به دریای خزر می ریزد،میان خیزی و دربند قرار دارد پلینی و بطلمیوس این رود را با نام رود کاسیوس(cassius) یاد کرده اند. قلعه خیزان و قبیله خیزان در منابع عربی قرن نهم به صورت خیزون ذکر شده است.ویرانه های قلعه باستانی به نام دِزوار در روستایی به این نام در بخش خیزی قرار دارد.قیاس الدین گیبولایف قوم شناس و مورخ آذربایجانی در کتاب «درباره تاریخ قومی آذربایجان» معاهده ای که در سال ۶۴۴میلادی بین ایالت آران و خیزون شاهک، منعقد شد را آورده است. حکومت شاهی خیزان در هجوم اعراب از میان رفت. در تک نگاری "قصه های مردمی" نوشته ی پروفسور ممدحسین طهماسب، اطلاعاتی درباره خیزی و خیزیگالا در حماسه قفقازی "نارد" آورده شده است (وجود این حماسه به قرن سیزدهم قبل از میلاد برمی گردد).استرابون، خیزی را  بخشی از مسیر هند دانسته است که از اَران می گذرد با این وجود در آثار نویسندگان معاصر اعتقاد بر آنست که قبیله خیزی در اوایل قرون وسطی از استان خوزستان ایران برای حفاظت از مرزهای شمالی ساسانیان به قفقاز منتقل شده باشند. خیزی در سال ۱۹۲۸ بخشی از کشور شوروی بود در این سال  خیزی منطقه ای با حدود ۲۴ هزار نفر جمعیت و  ۷۲ روستا گزارش شده است. در خیزی عمدتاً اقوام شیخ خیزیلی و صیاد خزیلی سکونت دارند .کوهی به نام برمک و پنج روستای پیرامون آن از جمله فندگیان خاستگاه دودمان برمکی است. استرابون خیزی ها را قبیله ای بر میشمارد که  هلیا (خورشید) را می پرستیدند. مورخان قرون وسطی جمعیت خیزی را برمکلی ، و  قلمرو آن را برمک می گویند.در قرن سوم تا ششم، مزدیسنا مذهب دولتی در قلمرو شاهی خیزان بود. از قرن اول ، قبایل ترک هون، سابیر و خَزَر از دربند گذشتند و در حومه آلبانی از جمله ناحیه برمک شروع به سکونت کردند و در پنج روستا ساکن شدند. پس از جنگ روس و ایران در 1804-1813، منتهی به عهدنامه گلستان خیزان همراه با خانات گوبا تحت حاکمیت روسیه قرار گرفت. خیزی به قالی بافی معروف است. سیمونوویچ در ۱۷۹۶، بیست و چهار روستای خیزی -برمک (Khizi-Barmak) رانام می برد: ۱.سیازان ۲.خیزی(Xızı) ۳.فیندیگان ۴.درزارات ۵.کرد(Kürd) ۶.عرب ۷.شیخ علاءالدین ۸.خیدیرزین ۹.همزکانلی (Hamzkhanli)  ۱۰.درگیارلی ۱۱.دلکس ۱۲.تیکس ۱۳.گمشر  ۱۴.کش  ۱۶.تکالی ۱۷.انگلان ۱۸.پیرآباد ۱۹.مولکانی(Mülkanı) ۲۰. خلال خانگاه ۲۱. طایفه مامد ۲۲. حمیا عرب ۲۳. کوخانی ۲۴. گاهدی.شهرستان خیزی در شمال کشور آذربایجان و مشرف بر دریای کاسپین است..

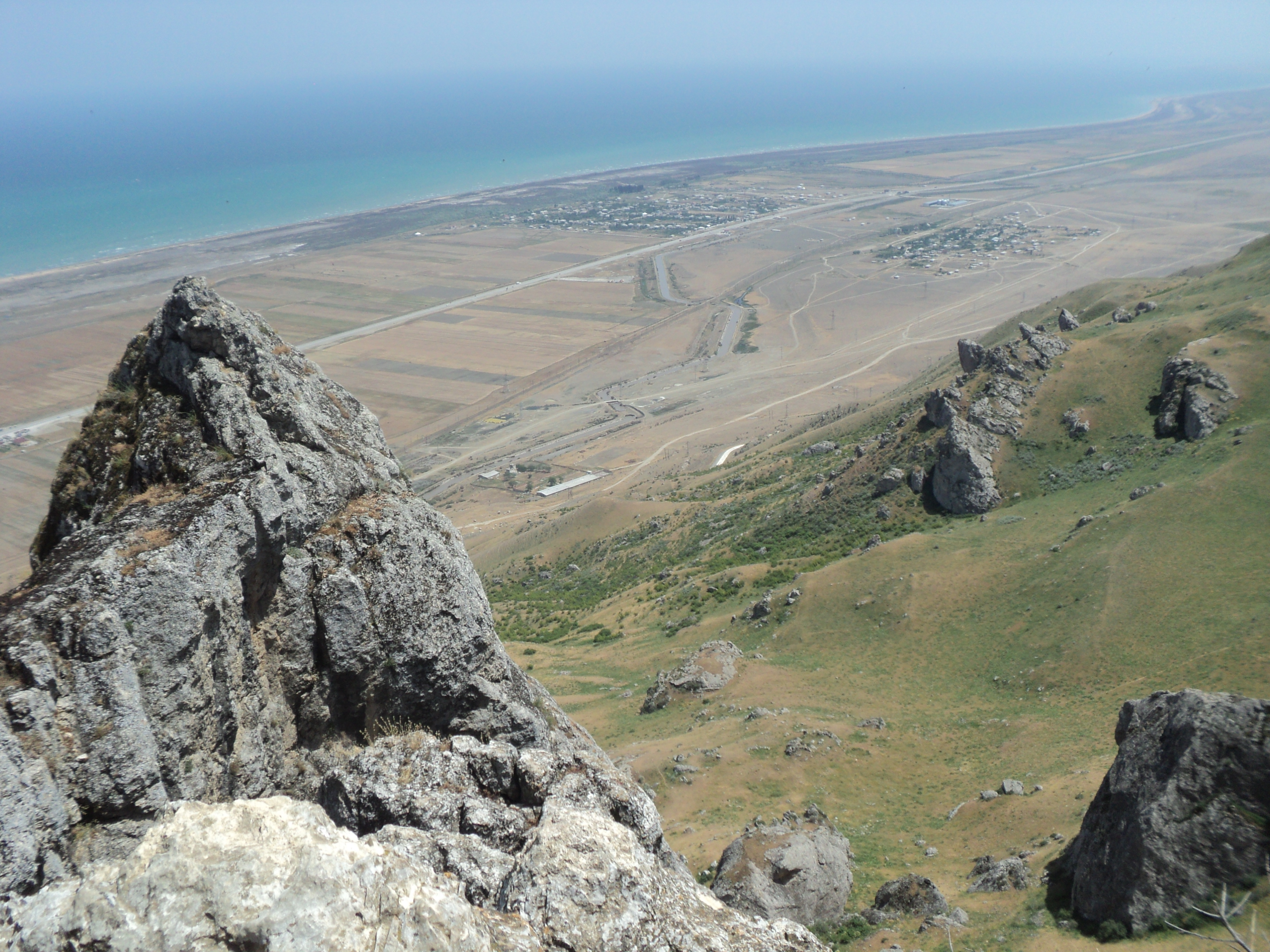
ارتفاعات شرق خیزی

## خزل (کرمانشاه و همدان)

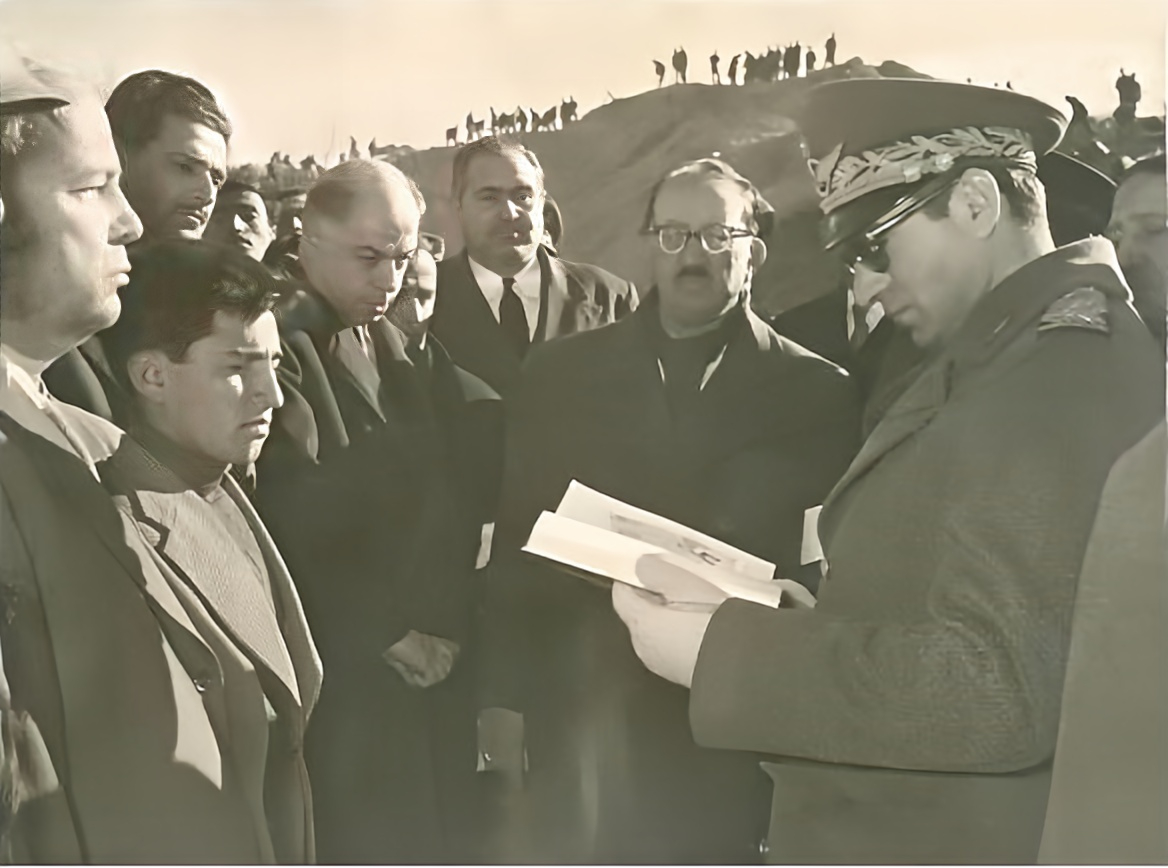
دیدار محمد رضا شاه پهلوی با زلزله زدگان فارسینج سنقر و گفتگو با غلامعلی خان خزائی (سالار اشجع) و مسعود خان خزائی در تاریخ ۱۷ دی ۱۳۳۶

مردم خِزل در بخش فیروزآباد(کرمانشاه) ، بخش ماهیدشت و شهرستانهای سنقر، کنگاور و صحنه از استان کرمانشاه و شهرستانهای اسدآباد، نهاوند و تویسرکان از استان همدان سکونت دارند. مردم ایل خِزل در استان کرمانشاه به کردی کلیایی، کردی مایانی (دینوری) و لکی و در استان همدان به لکی و لری سخن می‌گویند. آژند، کویه(کاوه)، مهری، خزایی، اسپئر، سَران، هورتاوی، خزلی از مردمان خزل در جغرافیای همدان و شرق کرمانشاه بشمار می‌روند. خزل ها در بید سرخ صحنه و دهستان هجر و دهستان گاماسیاب که پیشتر با نام های روژینه دای و خورمچ شناخته شده است و در چندین روستا در اطراف میانراهان دینور سکونت دارند. همچنین به‌طور عمده مقیم در ناحیه ی شمالی صحنه تا سنقر می باشند از جمله روستاهای  چم چم، آقبلاق،قشلاق، جعفرآباد، تپه شارک، سرخه لیجه، کهتر، ملک آباد، کهریز، زیوه، چقابالا علیا، چقابالاسفلی، سلطان طاهر، ده آسیاب،عظیم آباد، کلبعلی خانی، چماق تپه، هالان، کنگرشاه علیا، کنگرشاه سفلی، گرگلان، گرگه بیشه. خزل ها در ماذپهرگ از روستای ده خزل در دره هزار خانی تا داشتی بلاغ در نزدیکی سطر ساکنند. هاینریش کیپرت در ۱۸۶۵ به اسکان ۸۰۰ چادر عشایر خِزِل در نواحی کوهستانی دالخانی سنقر و امروله اشاره داشته است.این ناحیه در غرب و جنوب روستای فارسینج قرار دارد. در اسناد کتاب خانه ی بریتانیا، ایل خِسِل [Khesel] به عنوان قبیله ای ساکن در هرسین ذکر شده است نخستین ساکنان نواحی نهاوند و تپه گیان در ۵۷۰۰ سال قبل مردمان بومی زاگرس به نام کاسی بودند

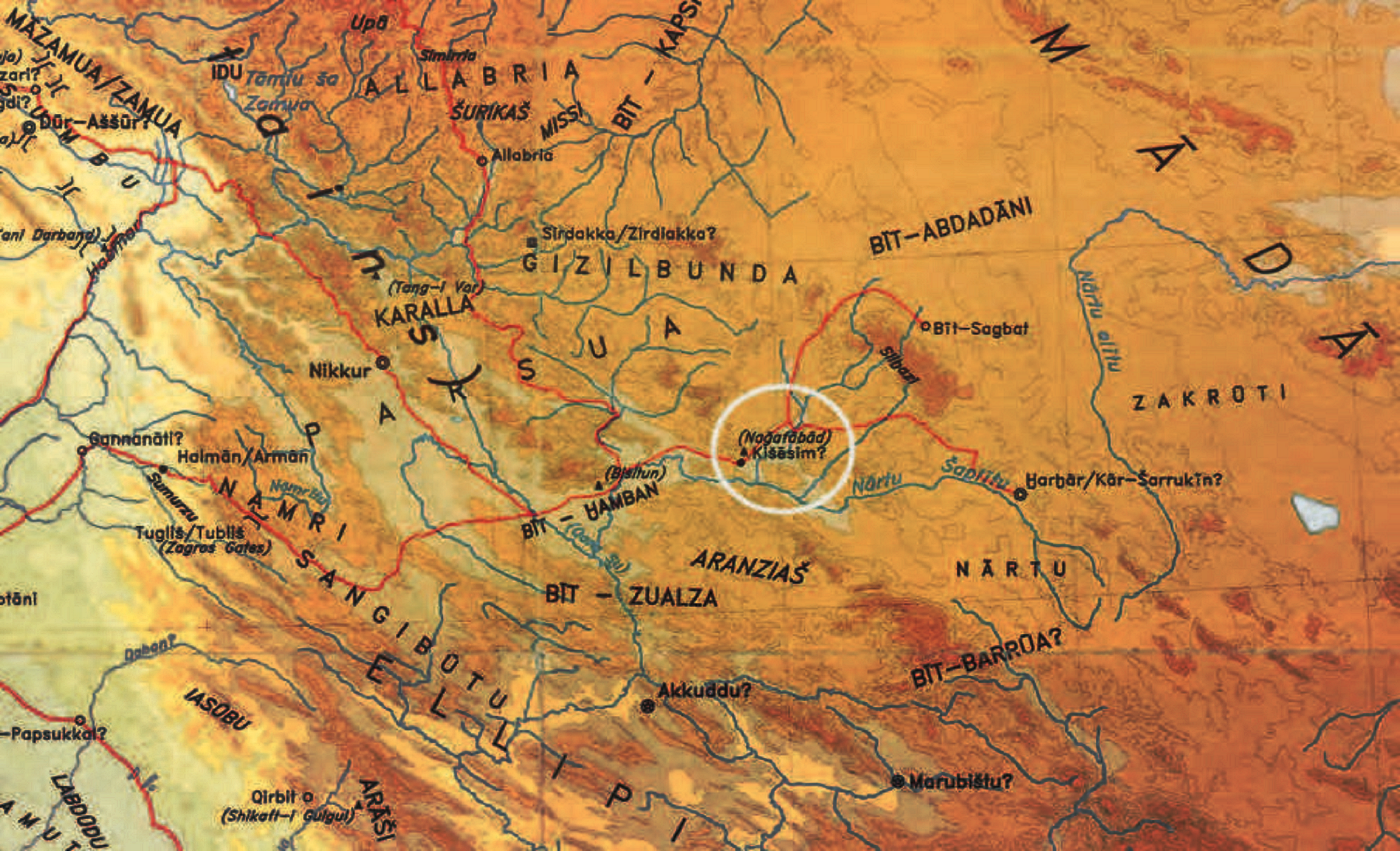
نقشه ی موقعیت جوامع و شهرهای مادی در قرن هشتم پیش از میلاد. موقعیت ایل گیزل بوندا در شهرستان سنقر تا نواحی غربی استان همدان و شهر باستانی آران زیاش در جنوب کیسه سیم[Kišesim] و کنگاور که منطبق بر روستای کهن آران خزل است. منبع : نجف آباد، لوح سارگون دوم و کوه اوراتوس:شواهد زمین شناسی و باستان شناسی صفحه ی 266 ،نوشته ی دکتر سجاد علی بیگی استادیار باستان شناسی، دانشگاه رازی کرمانشاه و دکتر ایرج رضایی و سید ایرج بهشتی

اهل خزل خود را داتی رِن یا دَتیوران می‌خوانند ((دارای خوی و خصلت داتی)). دات در فرس هخامنشی و اوستا به معنی قانون است و همین کلمه است که در فارسی «داد» گردیده‌است رِن یا رَن در زبان کُردی به معنای رفتار و خصلت است.
در کتاب فرهنگ جامعه ایران(ص۷۹۰)، کتاب مردم‌شناسی ایران، کتاب تواریخ گلستانه (ص۲۸۳) و persia and the persian question p609، از ایل قیزل یا قزل در ناحیه چمچمال کرمانشاه یاد شده‌است. در گفتار اهالی خزل واژگان کُردی با حرف خ کمیاب و با حرف ق نایاب است و مردم ایل، خود را خزل یا هزل به معنای قیام کننده، برخاسته یا شورشی می‌خوانند (هِز یا خِز در زبان کردی معادل فارسی خیزش است). با این وجود نام قیزل یا قزل معرب گیزل یا گزل است. پروفسور روبرتو دَن استاد دانشگاه ساپینزا روم موقعیت قبایل مادی ذکر شده در کتیبه شمسی اداد پنجم و سارگون دوم آشور را ترسیم و موقعیت قبیلهٔ گیزل بوندا را در جنوب سنقر تشخیص دادند. 
مجله تحلیلی هفتگی منطقه پلاس آذربایجان(Region Plus) در سال ۲۰۰۶ مطلبی دربارهٔ تاریخ آذربایجان منتشر کرده‌است در بخشی از مقاله به کشور باستانی اراتا اشاره شده و اسامی قبایل و نواحی آراتا بر اساس کتیبه‌های میان رودی ذکر شده‌است. ایلات اوش کایا،اوش دیش، گان تاو یا گن تاو، گیزل بوندا، اوش تاتی یا تات تی اهالی کشوری بودند که سومری‌ها آن را کشوری اساطیری و بسیار قدیمی تر از سومر دانسته‌اند، کشور آراتا (aratta). در اسطوره گیلگمش، او در مسیر سومر به آراتا از منطقه ای به نام «هور - اوروم» می‌گذرد که می‌بایست سرزمین هوری‌ها باشد. در کتاب هفتم هرودوت، جمله ای وجود دارد که می‌گوید پیش از آن که پارسیان به این نام خوانده شوند از دید یونانی‌ها کِفن و از دید خود و همسایگانشان آرتایی نامیده می‌شدند افسانهٔ انمرکار، تنها اشارات باستانی به آراتا است. در کتیبه‌های سومری آراتا با عنوان "سرزمین مقدس حاکمیت قانون " یاد کرده‌اند. برای مطالعه بیشتر: نینگیشزیدا
بی.جی. کوربین عضو تیم کاوش‌های باستانی چارلز ویلیس ۱۹۸۸در کوه آرارات و تیم‌های کاوش چاک آرون ۱۹۸۹و شوکی ۱۹۹۰، مولف کتاب جستجو برای کشتی نوح و کاوشگران آرارات در کتاب هفت کوه تا آراتا، سرزمین آراتا را موقعیت غربی همدان و شرقی کرمانشاه به مرکزیت گودین تپه ذکر کردند.
ترور آر برایس گیزل بوندا را موقعیتی میان پارسوا و ماد می‌داند پارسوآ (Parsūa) یا پارسواس (Parsūaš) یا بارسوآ(َBarsua) یک قبیله مادی ساکن کردستان بوده‌اند. ژاک دوشن- گیمن، پیر لوکو، ژان کلنز، ریچارد فرای و لوئیس دی. لوین و ماریا بروسیوس پارسوآ را واقع در ماهیدشت (باستانی meishta) دانستند. نام پارسوا در کتیبه قره گونوز از دوره ایشپوئینی و منوا (۸۱۴ ق. م) و سالنامه آرگیشتی اول (۷۸۳ ق. م) ذکر شده‌است در کتیبه قره گوندوز نام پارسوآ در کنار نام مِشتا(MeŠta) آمده‌است. براساس اظهارات ترور آر برایس موقعیت گیزل بوندا میان پارسوا (ماهیدشت) و ماد (همدان) سرزمینی شرقی استان کرمانشاه و نیمه غربی استان همدان را شامل می‌شده‌است.
شامشی‌آدادپنجم در لوح خود به سومین لشکر کشی اش به زاگرس در سال ۷۱۸ تا ۷۲۱ پ. م به گذر از رود زاب (Zaban River) و کوه‌های کولار (Kullar) اشاره می‌کند و می‌گوید :بر سرزمین‌های سانبای(Sunbai)، مانایی(Manai)، پرسوای (Parsuai)، تورولای (Taurlai) و سپس مِسای (Mesai) غلبه کردم. آنان به کوه‌های بلند رفتند. سه قله که مانند ابرها از آسمان آویزان بودند و پرنده بر بال آنها هرگز نمی‌آید، سنگرهای خود را ساختند. به دنبال آنان رفتم آن کوه‌ها را محاصره کردم. در یک روز مانند عقاب بر آنها هجوم آوردم، تعداد زیادی از آنها را کشتم. اموالشان، چهارپایانشان، گله‌هایشان، اسب‌هایشان، شترهای (باختری) دو کوهان، تعداد بی شماری از آنها را از کوهستان پایین آوردم. پانصد روستا و شهر از آنان را ویران کردم و درآتش سوزاندم. به گیزل بوندا راهپیمایی کردم. شهر کی ناکی(Kinaki) را تصرف کردم، ویران کردم، و در آتش سوزاندم. از کوه سنگی بیش بیزیدا که گذشتم. تی تا ماش کا (Tita- mashka)از شهر ساسی اَشا(Sasiashu) و کیارا(Kiara) از کارسی بوتو (Karsibutu) با دادن اسب‌هایشان ادای احترام کردند، تمام گیزل بوندا، شکوه و عظمت حیرت‌انگیز من و شروع قدرتمند نبرد من بر آنها چیره شد و شهرهای متعدد خود را ترک کردند. به اوراش، سنگر آنها، عقب‌نشینی کردند (دو تن از پیشوایان گیزل بوندا به منظور جلب عطوفت مهاجمان تعدادی اسب بارکش و عرابه به شیوه هدیه تقدیم کردند ولیکن مؤثر واقع نمی‌شود). بر آن شهر (اوراش) هجوم بردم، تصرف کردم. با خون رزمندگان آنها میدان‌های شهرهایشان را مانند پشم رنگ کردم. ۶۰۰۰ مبارز آنها را من کشتم. پیریشاتی پادشاه آنها را به همراه ۱۲۰۰نفر از مبارزانش زنده دستگیر کردم. دارایی‌های آنها، اموالشان، احشام، گله‌هایشان، اسب‌هایشان، ظروف نقره، طلای فاخر و مس را به تعداد بی شماری بردم. (شهرهایشان) ویران کردم، با آتش سوزاندم. شامشی‌آدادپنجم در سال ۷۲۳ به کاردونیاش لشکر کشی کرد و این سرزمین را نیز ویران و غارت نمود.
ژان بوترو آشورشناس فرانسوی واژهٔ آکدی گیزللو (Gizillu) را برابر واژهٔ سومری گیزیلا(Gizila) به معنی آتش می‌داند. این واژهٔ به صورت گیس (Gis) در زبان کردی به معنای روشنایی و به تعبیری آتش است.

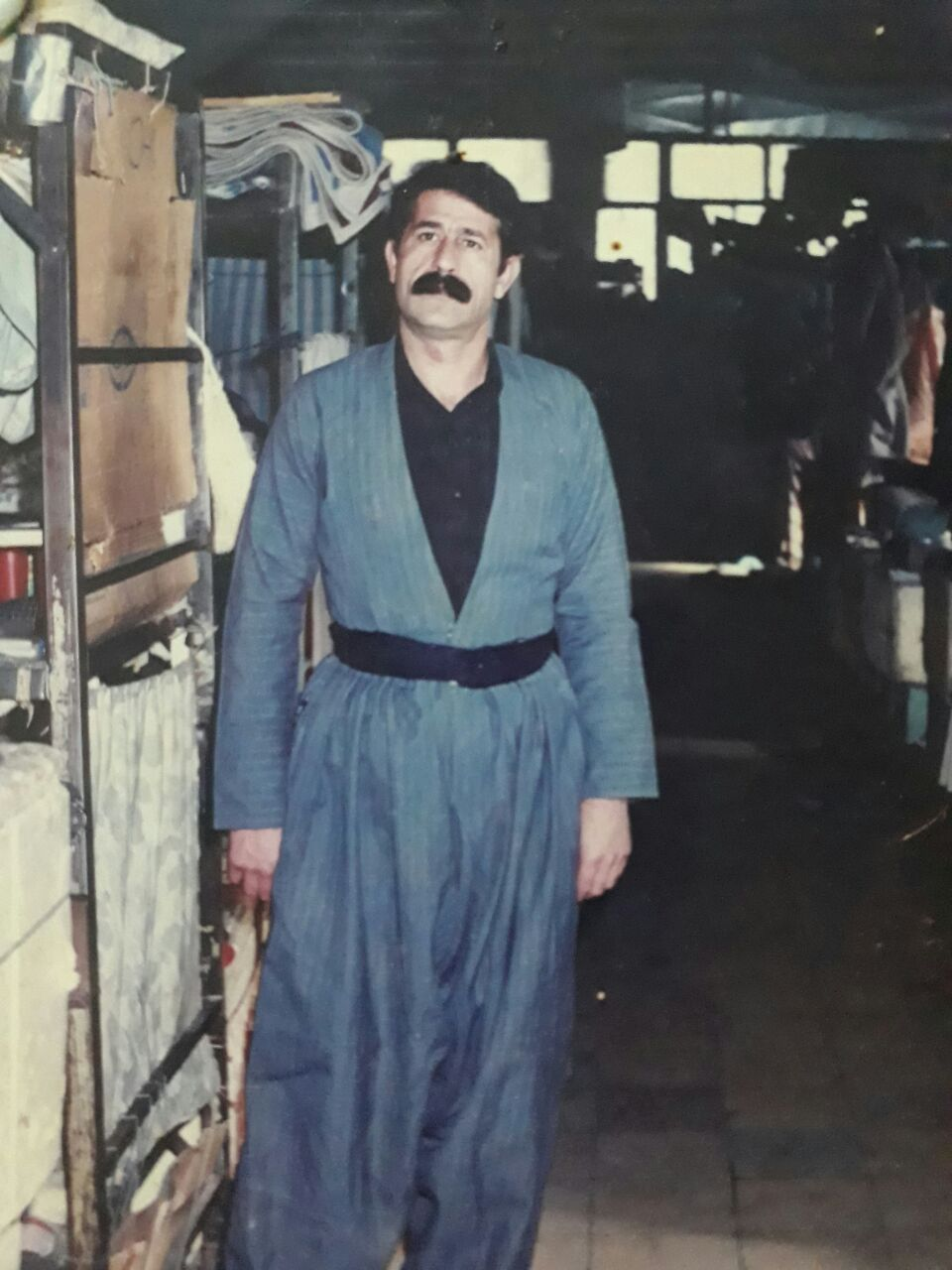
مردی از ایل خزل در نهاوند با پوشش کردی

در ۱۸۰۰ پیش از میلاد پادشاهی به نام یافور در ایزل لو (Izallu) واقع در سرزمین گوتیان (زاگرس میانی) حکومت می‌نمود. او شاهان عیلام و اورارتو را که با زیمیری لیم شاه ماری متحد گشتند را تهدید نمود ابوریحان بیرونی از پادشاهی اساطیری به نام یافول یاد می‌کند و اورا برابر فریدون در شاهنامه می‌پندارد. بیرونی در آثارالباقیه عن القرون الخالیه می‌گوید: «در کتاب‌های سیَر و اخبار که از روی کتب اهل مغرب نقل شده، ملوک ایران و بابل را نام برده‌اند و از فریدون که نزد آنان یافول نام دارد شروع کرده‌اند تا دارا که آخرین پادشاه ایران است .»
پس از شکست کریم خان زند از آزاد خان افغان، افغان‌ها به قلعه پری که مرکز زندیان بود یورش بردند و هفده تن از خان‌های زند و پانزده تن از زنان ایشان را که مادر کریم‌خان نیز در میانشان بود به اسارت گرفت و به سمت ارومیه بردند. در مسیر پس از درگیری، رهایی یافتند و به چمچمال در کرمانشاه گریختند. با پراکنده شدن این خبر، حدود ۰۰۰‘ ۳ سوار و پیاده از کردان خزل چمچمال و ۰۰۰‘۱ سوار و پیاده از جماعت دِلْفان به خدمت خانوادهٔ کریم‌خان پیوستند. آزادخان چون از ورود کریم‌خان به بروجرد و آماده شدن او برای پیکار آگاهی یافت، با سپاهی انبوه عازم نبرد گردید. برخورد ۲ لشکر در «دوآبه سیلاخور» روی داد.  در دوران قاجار امیر ارسلان خان خزل (۱۱۸۴ ه‍.ق -؟) معروف به سپهسالار بر ثلث جنوبی خزل شامل یکصد و هشتاد و پنج روستای خزل از تخت شیرین در نزدیکی بیستون تا درهٔ خرم رود الوند و تا روئین دژ نهاوند حاکمیت داشت. داماد امام‌قلی عمادالدوله و شاهزاده محمد حسن میرزا نهاوندی بود و به مدت ۵ سال به دستور امیرکبیر والی کرمان بوده‌است. محمد ولی خان خزل فرمانده قشون ایران، به علت رشادت‌های بسیار از ناصرالدین شاه درجه سرتیپی گرفت. اسدالله خان خزل معروف به ضرغام السلطان فرمانده سپاه خوانین خزل کرمانشاه در جنگ سالار اشتران و خسرو خان خزایی معروف به بگ میرزا خان از فرماندهان نظامی ایران در جنگ‌های ایران و روس که موفق به شکست دادن لشکر روس در ارس شد از دیگر شخصیت‌های ایل خزل در عصر قاجار در کرمانشاه بودند.وصلت و پیمان خانین خزل و خاندان فرمانفرما موجب سکونت شاهزاده محمد میرزا خزایی معروف به براگوجر در روستای گیوکی در مجاورت روستای چاسه رایل(chasse rail) نهاوند گردید. در گزارشهای محرمانه وزارت امور خارجه انگلیس در ایران قاجاری آمده‌است: در اوایل سپامبر ۴ قافله بزرگ را که عمده حمل آنها تریاک به ارزش ۱۰۰۰۰۰ لیر استرلینگ(یک لیر استرلینگ در ۱۸۹۰ معادل ۲۵۹۸ دلار در ۲۰۲۰میلادی) تخمین شده بود در نزدیکی کنگاور به کلی یغما و غارت شد و همچنین یک عده زوار را لخت نموده‌اند. از جمله آنها قریب ده خانواده از هندیهای انگلیس بوده‌اند که پس از غارت شدن با حالت فلاکت و بیچارگی وارد کرمانشاه شدند. اگرچه اکثر این دزدیها خارج از حوزه حکمرانی نظام السلطنه واقع شدند ولی معزی الیه استعدادی به محل وقوع سرقت فرستادند. چنین راپورت داده‌اند که قسمت عمده دزدیها را طایفه خزل مرتکب شده‌اند و بقیه را طایفه کاکاوند. عقیده عمومی این بود که این سرقتها و شرارتها به اشاره و تحریک سردار اکرم که در نزدیکی هرسین اقامت دارند مبادرت شده. پیش تر در ۲۵ مایلی مشرق کرمانشاه تمام متعلقات استد آمریکایی به‌سرقت رفت و ظفرالسطنه وزیر جنگ که به حکومت معین شده بود اظهار ناتوانی مأمورین دولتی در پیگیری اموال به غارت کرد. در جریان تصرف و قحطی بزرگ ایران بدست روس و انگلیس، مردم خزل در صحنه و کنگاور گندم و غلات را در چاه‌ها، کوه‌ها و زاغه‌ها پنهان و از فروش آن به عمال ظهیرالدوله حاکم قاجاری که با تطمیع خوانین و زور و ستم، غلات را از تمام مردمان کرمانشاه ستانده بود خودداری کردند. بهرام خان خزل از مالکان و خانین خزل به تنهایی چندین زاغه گندم در اختیار داشت که به رایگان میان ایلات و عشایر قحطی زده پیرامون و مهاجر به خزل در هرسین، کنگاور و دلفان توزیع نمود. نیروهای بریتاین(انگلیس) و روس اقدام به گروگان‌گیری چند تن از خانین خزل نمودند که با شبیخون تفنگچیان خزلی در همان شب آزاد و اردوی روس و انگلیس قلع و قمع گردید. پس از آن با اعزام قشون از کرمانشاه دهات خزل توسط نیروهای روس و بریتاین به توپ بسته شد و کنگاور به تصرف درآمد. درنبردهای بعدی کنگاور آزاد گردید. در کتاب طوفان در ایران نوشتهٔ احمد احرار فتح و شکست‌های پی در پی روس و انگلیس در کنگاور را ۱۴ بار ذکر می‌کند. سده‌ها پیش از این بلاذری در معجم البلدان کنگاور را چنین توصیف کرده‌است: در جنگ نهاوند چون مسلمانان به کنگاور وارد شدند. قسمتی از اموال و چارپایان آنان به دزدی رفت و از آن روز آنجا قصراللصوص (کاخ دزدان) خوانده شد.ادیب الممالک در دیوان اشعارش چنین می نویسد:
| چارتن در چار موقع بی محابا بیدرنگ    |  | طرفة العینی زند یک کاروان را یک تنه |
| نجدی اندر دفتر و زرگر بدشت شهریار    |  | طالش اندر جنگل و کرد خزل در گردنه   |
| رستم دستان اگر با جوشن و خفتان و خود |  | زدش آید بازگردد روت و عور و برهنه   |
|                                      |  |                                     |

گروهی از بازماندگان لشکریان کریم خان زند از مبدا کرمانشاه در استان فارس ساکن اند که بخشی از آنان در دوران قاجار به تهران کوچ کرده و در غرب تهران مکانی که شهریار نام گرفت مستقر شدند.جعفر خان خِزِل از خاندان خانین خزل بود که پس از شکست زندیه به ری آمده بودند. جمع خانه یارسان در شهریار توسط جعفر خان خزل تاسیس شد. خزایی‌ها همچنین در روستاهایی از فریدن و داران اصفهان از جمله روستای موغان در مجاورت سینگرد ساکن هستند.

## هیزول (دیاربکر و ارزنجان)

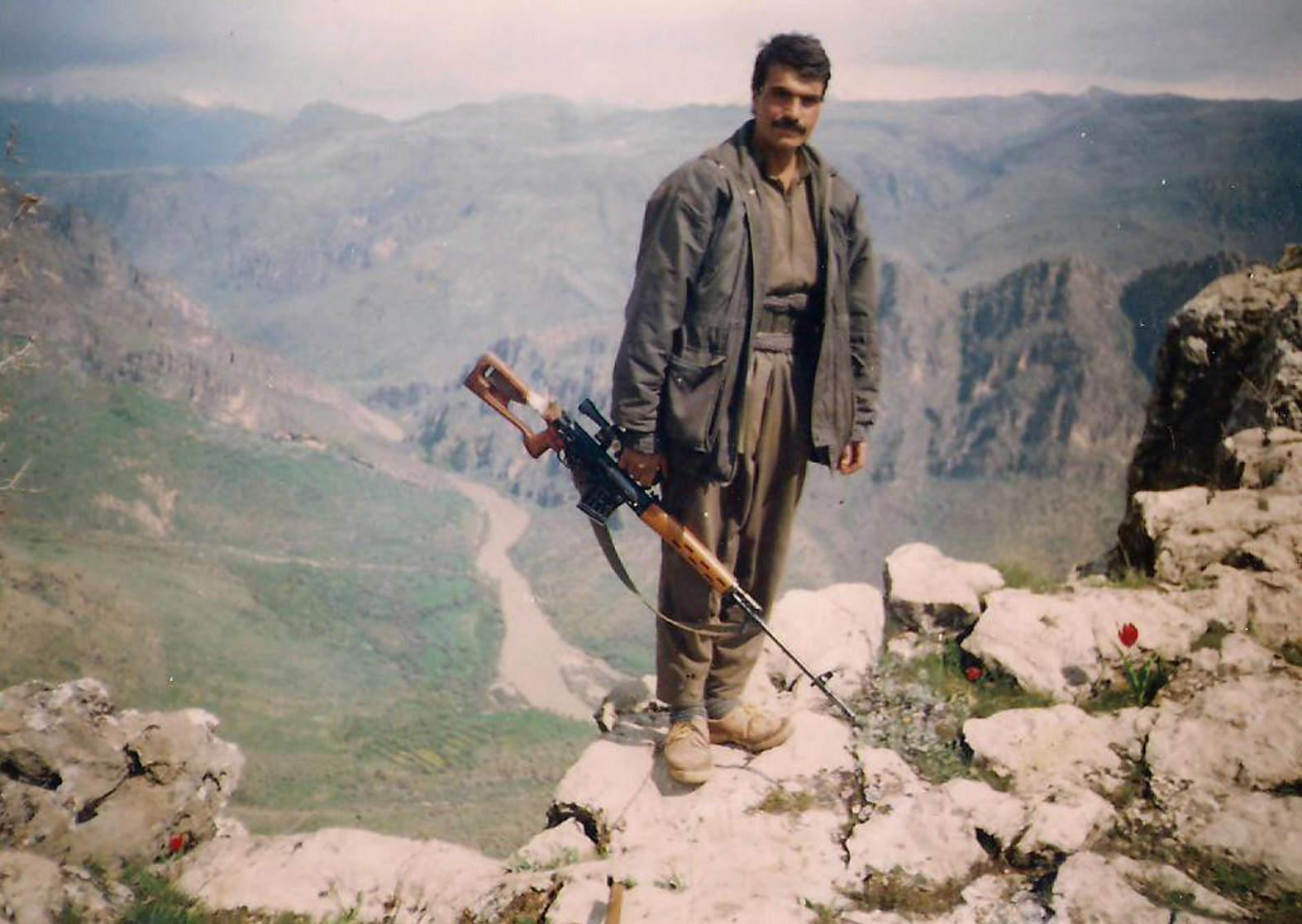
کاظم هیزل رش(حمدو) از نیروهای پ ک ک در زاگرس

هیزول (Izoli-Hizol):از ایلات کُرد کرمانج ساکن در دیاربکر، ملطیه، شانلی اورفا، ارزنجان، بدلیس ماردین آدیامان و… می‌باشد کایا، هیزولی، هیزکی، هیزنی و گاهیزلی و… از مردمان هیزول یا ایزول می‌باشند. جمال ایزول، رئیس فدراسیون انجمن‌های ایزول اعلام کرد " قبیلهٔ ایزول شامل ۳ میلیون عضو بوده و در انتخابات پارلمان ترکیه حضور فعال خواهد داشت. ایزول در تاریخ ارزنجان به صورت هزول لو (hazollu) به عنوان قبیلهٔ کُرد ساکن در مازگیرت یاد شده‌است. منابع دیگر ایزلا (ماردین) را خاستگاه ایزول ذکر کرده‌اند بر اساس برخی منابع تُرک، ایزول‌ها بخش اصلی ارتش جلال الدین خوارزمشاه بودند. سرزمین آنها در مرزهای امپراتوری خوارزمشاه، یعنی بین ترکستان و خراسان در شمال شرق ایران بود. بر اساس کتاب تاریخ وارتو قبیلهٔ ایزول مستقیماً از خراسان به درسیم مهاجرت کردندمهرداد ایزدی در کتاب کُردها ایزولی را معادل هیزولان(Hizolan) گفته‌است. بر اساس اسناد مربوط به ایزول، سلیمان بیگ رئیس قبیله ایزول با خواهر تیمور پاشا مترجم کرد تبار مصری ازدواج کرد به گفتهٔ دکتر فیتز ایزول اجداد او ۱۲ نسل رئیس قبیله بودند و مسکن ابتدایی آنان در ۱۲۰۰ میلادی حدود کوه قرجه داغ (به کردی: قه ره ژداخ) دیاربکر بوده‌است. ادیب یاووز اظهار داشت به علت کنده کاری (کتیبه) در اورفا از سال ۱۱۸۶ در اورفا بوده‌اند و بعدها در مناطق ملطیه و دیاربکر و.. مستقر شده‌اند. سلطان یاوُز سلیم عثمانی در جنگ با شاه اسماعیل صفوی افراد قبیلهٔ ایزول را در دو سوی رود فرات قرار داد از این رو گاهی این قبیله را به نام بَرفراتی می‌گویند. در قرن نوزدهم ایزول به عنوان قبیله ای ساکن در ناحیهٔ پَلو (palu) یاد شده‌است. جمعیت کُردان پَلو در قرن نوزدهم سی هزار نفر گزارش شده‌است که سرزمین خود را اَرگنه-مادن (به کردی: Erğani Madeni) می‌گفتند.ایزوللو (izollu-Îzolî) منطقه ای شامل نواحی غربی استان الازیگ و نواحی شرقی استان ملطیه است. رود فرات ایزوللو را به دو بخش تقسیم می‌کند. پس از احداث سد آتاترک بخش‌های وسیعی از آن به زیر آب رفت. به دلیل وجود قلعه‌های نظامی در ایزوللو نام منطقه به قلعه تغییر یافت با این وجود همچنان به نام ایزوللو شناخته می‌شود. در کتاب سفر اولیا چلبی آمده‌است که قبیله ایزول که امروزه در منطقه زندگی می‌کنند در دهه ۱۶۰۰ میلادی از شانلی اورفا به این منطقه مهاجرت کردند. مردمان دره رود هیزل (Hezil)در شمال زاخو تا کاوان کایا از ایل هیزول می‌باشند، از جمله این نواحی روستای دول هیزلی در شرناق است. رود هیزل از شاخه‌های اصلی رود دجله می‌باشد. این رود از حکاری سرچشمه گرفته و در غرب زاخو به دجله می‌ریزد ویلیام هِجز نخستین رئیس کمپانی هند شرقی در خاطرات خودش۱۶۸۱، نام این رود را به صورت خیسِل و هِیزِل( Heizel,Khisel) آورده است.  مردمان ایل در روستاهای حاشیه سنجار از جمله روستای خِزو (Xezu) و هِزلی (Hezli) ساکن می‌باشند. ایزولی‌ها در در بینگول، درسیم، دیاربکر، اورفا، الازیگ، ملطیه و سیورک به زبان کورمانجی و در منطقه پتورگه ملطیه به زبان زازاکی صحبت می‌کنند.

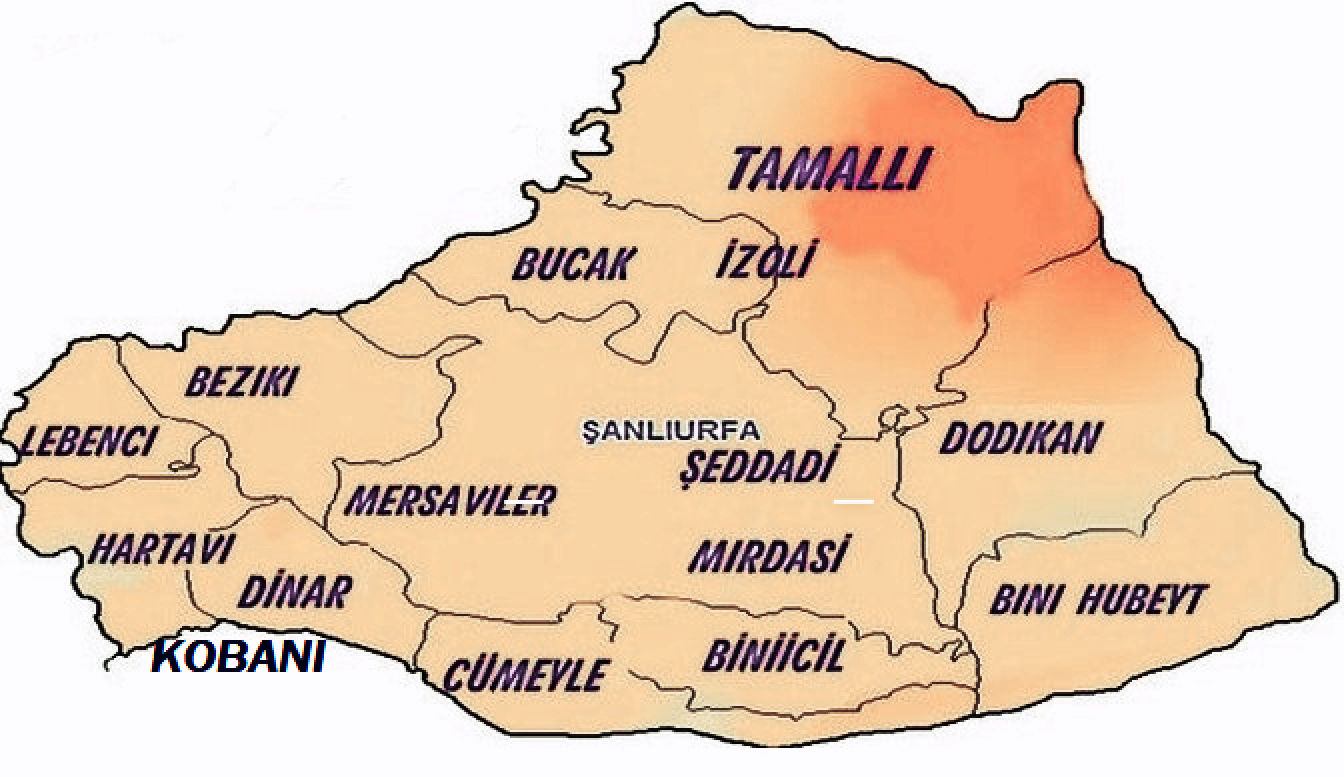
ایلات ساکن در شانلی اورفا

هیزول‌ها علوی(بکتاشیه) و سنی مذهب می‌باشند. هیزول‌ها از طرفداران صفویه و از قزلباش‌ها بودند. پس از جنگ چالدران هیزول‌ها در ماردین-دیاربکر به مبارزاتشان ادامه دادند و شکست خوردند. در شورش شاه اسماعیل دوم که در سال ۱۵۷۷ تا البستان گسترش یافت، قبیله هیزولی از پیشروان شورش بود.در این شورش طوایف خیسور(Xisor) و کاوی (Kavi) نیز شرکت داشتند. هیزولوها در تأسیس دولت مروانی نقش داشتند هِزِل(Hezel) از اصلی‌ترین یاران صلاح الدین ایوبی بودند و در فلسطین سوریه و اسرائیل ساکن شدند و به زبان کردی سخن می‌گویند. دکتر فلیتیز ایزل، از کردهای سوریه به قبیلهٔ هِزِل [HEZEL] اشاره می‌کند و آنان را متصل به ایل خزل از کردهای فیلی ایران می‌داند. پس از جنگ اسرائیل و فلسطین ۱۹۴۸ به دمشق آمدند .. در ۱۹۴۰ سربازان با یورش به روستای کیوکس در ناحیه هزل(Hezel) در ماردین، ۲۹ ایزدی را در یک غار بستند و آنها را زنده سوزاندند. این روستا بعداً سه بار مورد حمله نظامیان قرار گرفت و در هر یورش بسیاری از ایزدی‌ها کشته شدند. در استان اورفا مردمان ایزول عمدتاً در سیورک و حلوان زندگی می‌کنند و هرتاوی‌ها که طایفه ای از هِزل می‌باشند در جنوب شانلی اورفا به ویژه در بیره و آدیامان سکونت داشته، به زبان کُردی سخن می‌گویند و پیرو آیین ایزدی می‌باشند.. پس از جنگ چالدران سلطان سلیم عثمانی مردمان این طایفه را به بورسا برد و سپس به اورفا برگرداند هرتاوی در جوار رشوند از بزرگ‌ترین طوایف آدیامان بشمار می‌روند. هرتاوی در ایران با نام هوره تاوی و به فارسی برآفتابی ساکن در استان کرمانشاه و شهر سنندج و شامل تیره‌های پرهان، پناهی، پَرون یا پروان، پَرنگ و پیری می‌باشد. هرتاوی‌های آدیامان به سبب همجواری با ایل پازوکی (بزیکی) عضوی از اتحادیه قبیله‌ای پازوکی بودند.
جنگ فرانسه و ترکیه و سپس جنگ استقلال ترکیه در شانلی اورفا با مقاومت و پیروزی نیروهای محلی در برابر فرانسه و تخلیه فرانسه از جبهه‌های سوروچ و اورفا خاتمه یافت. عبدالرحمن هَرتاوی زاده، عبدالقادر هَرتاوی زاده، مصطفی هَرتاوی زاده، یوسف هَرتاوی زاده، محمد هَرتاوی زاده و سین دی هَرتاوی زاده از سران طایفه و فرماندهان میدان جنگ بودند. در متن سنگ نوشته ی داریوش در بیستون به موقعیت ایزَلا در موقعیت کنونی ماردین اشاره شده است.ماردین(به کُردی:Mêrdîn) در منطقه ای کوهستانی به نام ایزَلا(Izala) واقع شده است از این رو در گذشته به نام شهر ایزلا شناخته می شده است.

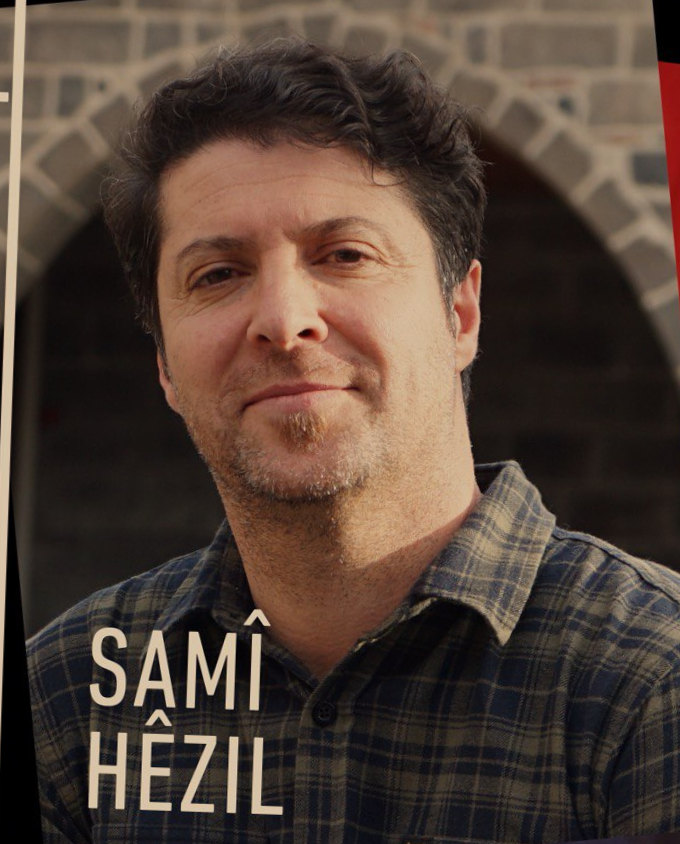
سامی هیزل(Samî Hezil) نویسنده و مترجم کُرد اهل شهر وان

دلیلو ایزولی با نام رسمی حسین یلدیز در ۱۹۴۰ در روستای هولمان، در منطقهٔ مُخیندی، شهرستان مازگرت(Mazgêrd) زاده شد. او اولین فرهنگ لغت کُردی به ترکی را در ۱۹۸۷ شامل ۳۰ هزار واژه در کشور هلند به چاپ رسانید. رضا بیگ هیزولی از سرشناسان طوایف هیزولی در چمشیگزک درسیم از مؤسسان حزب انجمن تعالی کرد با هدف ایجاد کشور کردستان در ۱۹۱۷ بود. حزب و حامیان آنان در ۱۹۲۰ اقدام به قیام نمودند. ارتش ترکیه در ۱۹۲۱ قیام کوچیگیری را شکست داد و اعضای حزب دستگیر شدند. کمال فوزی هیزانی‌زاده در ۲۷ مه ۱۹۲۵ پس از محاکمه توسط دادگاه ترکیه به اتهام حمایت از شیخ سعید اعدام شد. احمد کایا از چهره‌های شناخته شده هیزول در ایران می‌باشد.

## خزل (تیسفون و دماوند)
آن لمبتن در کتابش اشاره دارد به منطقه خزل در غرب کوهستان دماوند که روستاهای آن در هجوم دشمنان ویران گشته و مردمانش کشتار شدند عزالدوله بختیار (دیلمی - آل بویه) پادشاه وقت ایران به یاری آنان شتافت گندم و خوراک به آنان رسانید.
فاتک یا پاتیگ، نامی است که در منابع برای پدرِ مانی پیامبر ذکر شده. او اهل شهر نهاوند بود. او به همراه همسرش مریم کمسرگانی به تیسفون مرکز حکومت اشکانی کوچیده بود(۴۲۱سال پیش از جنگ قادسیه) پس از تولد مانی، پدر و مادرش از هم جدا شدند. پاتک (فتک یا فتق به عربی) به یکی از فرقه‌های مغتسله گرایش افراطی پیدا کرد و مانی را پس از سه یا چهار سالگی با خود به دیر (بدره) می‌برد. مانی از کودکی در میان فرقهٔ مَندایی خزایی (به رومی کسایی و به عربی الخزایی) پرورش یافت. در روایات اسلامی از قول فتک یا پاتک، پدر مانی، گفته می‌شود که او سه روز تمام در آن «بتکده»[؟؟] می‌رفت و این صداها را می‌شنوید: «ای فتک، گوشت مخور، شراب ننوش، و با زنان میامیز» مانی پس از پشت سر نهادن دوران نوجوانی‌اش مخالفت‌های خود را با فرقه‌اش آغاز کرد. بحث اصلی مانی با فرقه‌اش (خزایی) بر سر غسل‌های تعمید و سایر مراسم تطهیر بود. دکره دو جنبه کیش الخزایی را که در ظاهر متضاد هستند را با ارجاع به نظر اپیفانوس بیان می‌کند"نوعی از اجتناب از مناسک ظاهری از یک سو و از سوی دیگر توسل به تعمید یا مراسم تتقدیس به منظور تزکیه به وسیلهٔ یک عنصر مادی یعنی آب که در تماس مستقیم و بی واسطه با بدن شخص مورد تقدیس قرار می‌گیرد دکره معتقد است که اگرچه مانی با مناسک تعمید به شدت مخالف بود اما متقابلا به شدت تحت تاثیر مکاشفات پیشوای مغتسله نیز قرار داشت. مانی که خود را درگیر کیهان‌شناسی و پزشکی کرده بود، تلاش می‌کرد فرقهٔ خود را قانع کند که با «شست و شو» نمی‌توان به «پاکی» [درونی] رسید. «او به بولس حواری ایمان داشت که نوشته بود: کیست تا من را از این تن رها کند؟ در واقع مانی عقیده داشت که تن، زندانی بیش نیست و انتظار بهشت برای این جامهٔ مندرس جسمانی را مردود می‌دانست. و اما روان، نه با «تبرک» مادی، نه با آب تعمید، بلکه تنها با نور معرفت رستگار خواهد شد.» نوشتهٔ روی سکه ای از خاراسین در جنوب بابل به دست آمده و به زبان مَندایی است. می‌گوید: مانی منصوب شدهٔ میترا است.
دانشنامه ایرانیکا از ثبت نام خزاییه در بند دهم سنگ‌نوشته کرتیر در کعبه زرتشت با نام فرقه «مکتک» (mktk-y) از ریشه ایرانی «مک»، نام برده‌است صدها سال بعد ابن الندیم، مغتسله، فرقه ای از مندایی را در صحرا یافت که احتمالاً الخاسایی (Ḥasīḥ) را به عنوان بنیانگذار خود می‌شمردند. نام فرقه به صورت‌های الچسایی (Elchasai)، الکسای(ksai) ذکر شده‌است و در قرن هشتم میلادی تئودور برکونی این فرقه را به نام لکس (Lks) یاد کرده و در کتاب مانویان پارتی به صورت لکسِس (Lxs) آمده‌است نسخه‌های خطی مانوی کلن که در مصر کشف گردید نام این فرقه را به صورت ال کسای (El Ksai) بر گرفته از کاسیا (Kasyā - Kəsē) نشان می‌دهد. زهد این فرقه خوردن گوشت را حرام و حرمت ازدواج را حفظ می‌کرد. در ۲۵۰ میلادی قدیسان الکسائی دو زن به نام‌های مَرسا (Martha) و مَرسانا (Marthana) بوده‌اند. الکِسائیت ها(Elkesaites) در دل ایرانشهر(Erech) زندگی می‌کردند . دانیل خولسن الکسائیت ها(Elkesaites)را کسانی می‌داند که به نام مندایی نیز شناخته می‌شدند و بازماندگان آنها درمیان باتلاق‌های فرات پایین و دجله زندگی می‌کنند. زکریا بشیر اعتقادات گنوسی (عرفان صوفی)کسایی را مؤثر بر باورهای صائبین می‌داند. زکریا بشیر در کتاب War And Peace In The Life Of The Prophet Muhammad آورده‌است: نظریه تاردیو بدون شک درست است و پیامبر اسلام محمد فرقه خاصی در ذهن داشت. شواهدی برای هر یک از نامزدهای مختلف، از جمله فرقه‌های عرفانی مانند الکسائیان یا «صبا حسامیم» وجود دارد الکسایی‌ها به سبب باورهایشان مندایی گفته می‌شدند. مَن (مَنو-مانو) در زبان کردی به معنای اندیشه و دانایی و «دا» به معنای خدا بکار می‌رود.مندا به زبان آرامی به معنای «دانش» است، مانند گنوسیس یونانی. رگه‌هایی از عرفان الکسایی (مندایی) در آیین اهل حق دیده می‌شود مانند مظهریت که در عرفان اسلامی وحدت وجود گفته می‌شود.
کاسایی‌ها(Cossaei-Cassaei)، ساکنین آمادای در غرب همدان و استان کرمانشاه. گزنفون کاسایی‌ها را کاردوخی (Καρδοῦχοι) می گویدکه مسکن آنان در میان کوه‌ها و مردمی جنگجو بودند و تابع پادشاه نبودند.به گفتهٔ دیودوروس کاسایی‌ها خودمختار بودند و هرگز فرمانروای خارجی را نپذیرفتند.پادشاهان پارسی هرگز نتوانستند آنان را تسخیر کنند. گزنفون می‌گوید: یک بار ارتش سلطنتی صد و بیست هزار نفری به آنها حمله کرده بود و به دلیل ناهمواری سرزمین، مردی از این تعداد نیز برنگشت. آنان در امتداد کوهستان اکباتانا مستقر بودند. استرابون کاسایی‌ها را قبیلهٔ کوه نشین جسور و جنگجو در کوهستان ماد ذکر کرده‌است و از شاخه ای از کاسایی که در شمال ماد زندگی می‌کنند نام می‌برد. استرابون کاسایی‌ها را راهزن و یاغی می‌خواند. پادشاهان هخامنشی که سالانه دربار خود را از اکباتانا به بابل منتقل می‌کردند تا زمستان خود را در بابل بگذرانند در مسیر اکباتانا به بابل هدایایی به کاسایی‌ها تقدیم می‌کردند. کاسایی‌ها جناح چپ لشکر داریوش سوم در نبرد گوگمل بودند و در نهایت اسکندر در آخرین نبرد برای فتح پارس در زمستان ۳۲۳ پیش از میلاد به سرزمین آنان حمله کرد. هفایستیون دوست صمیمی اسکندر در این زمان می‌میرد. پلوتارک می‌گوید که اسکندر یکی از شهرهای قبیله «کوسایی» را قتل‌عام کرد"او در چهل روز بیشتر سرزمین کاسایی‌ها را تسخیر و ویران ساخت. پس از مرگ اسکندر، به زودی استقلال خود را به دست آوردند. در کتاب لرستان و تاریخ قوم کاسی به نقل از راولینسون آمده «واژهٔ کاسی به شکل کوسایورلیی بوده و در زمان اسکندر یونانیان آن را به مردم زاگرس و درهٔ سیمره اطلاق می‌کرده‌اند» جان کمپبل در کتابی هیتی ها کاسایی را برابر با کاسی دانسته است.
هوزکی (Hozki) در تلمود از  مردمانی کوه نشین با شهرت هوزکی نام برده شده است که آدولف نوبائر آنان را با کاسایی ها یکی دانسته است.

مسیر لشکر کشی اسکندر مقدونی و موقعیت کوسایی یا کاسایی‌ها جغرافیای همدان. منبع :مقالات پروفسور کوین هربرت، کتابخانه‌های دانشگاه واشینگتن

کاردونیاش(Karduniaš) یا کُردونیاش (Kurduniash)  این نام در تلمود بابلی به صورت کاردونیا (Kardunya) آمده‌است. و در متون آشوری از آن به عنوان کاردو (Kardu) یاد شده‌است. پس از حملات اقوام آشوری و بابلی برای نابودی زاگرس نشینان، کاکریمه معرف به آگوم دوم شاه کاسی فرزند اورزیگوروماش(Urzigurumaš)، بهترین راه برای دفع تجاوزات همسایگان غربی را تصرف سرزمین آنها و تسلط مطلق بر آنها دانست. او خلاف قاعده زمان خویش که رزم و نبرد بود، جنگ فیزیکی را پیش نگرفت. وی بهترین دانشمندان، رزم آوران، ومفرغ کاران (در اصطلاح یونانیان آکاسیها) را به عنوان فراری روانه بابل کرد. این سیاست و ترفند کارساز شد و طی مدتی کوتاه کاسیها توانستند تمام زمام امورات دولتی، اقتصادی، جنگی بابل را به دست گیرند. آنان در این راه برای نفوذ بیشتر به دین بابلی‌ها گرویدند و بدون خونریزی و جنگ به‌طور نامحسوسی بابل را به کنترل خویش درآوردند. بابلیان که به حفظ ارزشهای دینیشان اهمیت می‌دادند و می دیدندکه کاسیها به مسائل مذهبی آنها حرمت می‌نهند و آبادانی پدیدآوردند در خصوص سرنگونگی حکومتشان ایستادگی و مقاومت زیادی نکردند به فرمان کاکریمه پادشاه کاردونیاش، مجسمه مردوک (خدای بابلی‌ها) به بابل بازگردانده شد. کاردونیاش طولانی‌ترین حکومت در میان سایر سلسله‌ها بر بابل. ۳۶ پادشاه به مدت ۵۷۶ سال و نه ماه، تا آنکه در ۱۱۵۰ ق. م دودمان شوتروکی عیلامی بابل را فتح کردند و مجسمه مردوک را بردند. آخرین پادشاه کاردونیاش، انلیل ندین اخی به شوش برده و در آنجا زندانی شد و درگذشت.محمد امین زکی در تاریخ کرد و کردستان می نویسد: «نام آگوم کاکریم در زبان کُردی  آگوم کاکه ریم  است» و کاردونیاش نام کاسایی شهر بابل بوده است. به نظر نمی رسد حکومت کاسایی بر اثر تعرض عیلامی ها منقرض شده باشد، بلکه پس از غلبه آشور دان آشوری بر «زامما» ی کاسایی محتمل است که مردم شهر بابل شورش کرده و حکومت کاسایی را منقرض کرده باشند. در سالنامه پادشاه آشور سناخریب به تفصیل آمده‌است که در دومین لشکرکشی خود به شرق در سال ۷۰۲ قبل از میلاد، او علیه سرزمین کاسی‌ها، که در امتداد رودخانه دیاله بین جبل حمرین و دربند خان قرار داشت، لشکرکشی کرد. کاسی‌ها به کوه‌ها پناه بردند. آرنو فورنه زبان‌شناس هندو-اروپایی گفتار کاسی و هوری‌ها را یک زبان دانسته‌است. در بخشی از مقالهٔ تاریخ کورد نوشتهٔ پروفسور مهرداد ایزدی در کوردستانیکا آمده‌است: چهار مرکز تجاری افسانه ای، آراپها، ملیدی، آراتا و واشوکانی در تجارت بین منطقه ای خود با اقتصادهای خارج از کوهستان محصولات خود را با نام هوری ارائه کردند. با قطعیت، آراپها در کرکوک مدرن، ملیدی با ملطیه، در حالی که آراتا و واشوکان به ترتیب با مکان‌های باستانی غنی گودین تپه (نزدیک کنگاور در جنوب شرقی کردستان، ایران) و تل فخاریا شناسایی می‌شوند. (غرب قامشلی، در غرب - مرکزی کردستان، سوریه). در اواسط هزاره دوم قبل از میلاد، به نظر می‌رسد که فرهنگ و مردم کردستان تحت یک هویت هوری متحد شده‌است. سامرفلد شرق‌شناس آلمانی: اسامی متعدد نسبت داده شده به خدای کاسی فقط به نام‌های شخصی شاهان کاسی گواهی می‌شوند. رودیگر بارتلموس الهی دان آلمانی :اغلب دشوار است که بگوییم کدام یک از نام‌های آنها باید به عنوان نام خدایان؟ تفسیر شوند، و کدام یک از نظر زبانی واقعاً کاسیت هستند (به جای اینکه به‌طور قابل تشخیص بابلی نباشند) علاوه بر این، برخی از کلماتی که به عنوان نام خدایان منفرد شناسایی می‌شوند نیز ممکن است القاب باشند. در حالی که در گذشته استدلال شده بود که همه نام‌های حاکمان اولیه کاسی تئوفوریک بوده‌است، این نظریه اکنون غیرقابل قبول تلقی می‌شود. کاسی‌ها صفات متعددی را به خدای خود نسبت می‌دادند ازجمله سروش (Surosh) مطابقت دارد با سروش امشاسپندان زرتشتی و رشنو(Rashnu) مطابقت دارد با رشن در اوستا زرتشت. گیریشمن گزارش می‌دهد در میان برنزهای لرستان دو تصویر وجود دارد که وی آنها را تصاویر ایزد سروش و الهه اشی مکتوب در کتاب اوستا و دین زردشت می‌داند. این برنزها قدیمی‌ترین تصاویر دینی ایرانیان را می‌رساند که متعلق به دورانی است که یشت‌ها کهن‌ترین قسمت‌های کتاب اوستا شفاهاً به وجود آمده‌است و این امر نشان می‌دهد عقاید اولیه دین زردشت پیش از پیدایی زرتشت در میان کاسی‌ها وجود داشته‌است. بگاش(Bagas) به معنای بزرگ از دیگر صفات منتسب به خدا توسط کاسی‌ها است که در کتیبه‌های هخامنشی به صورت بَگ(Baga) در اشاره به خدا به کار رفته‌است. سوریاش (SuriAsh) کاسی مطابقت دارد با سوریا (Surya) سنسکریت (ایزد خورشید) که معادل میترا دانسته شده‌است. در فرهنگ انگلیسی آکسفورد هم ریشه بودن اسورا با اهورا در دین مزدیسنا به رسمیت شناخته شده‌است.

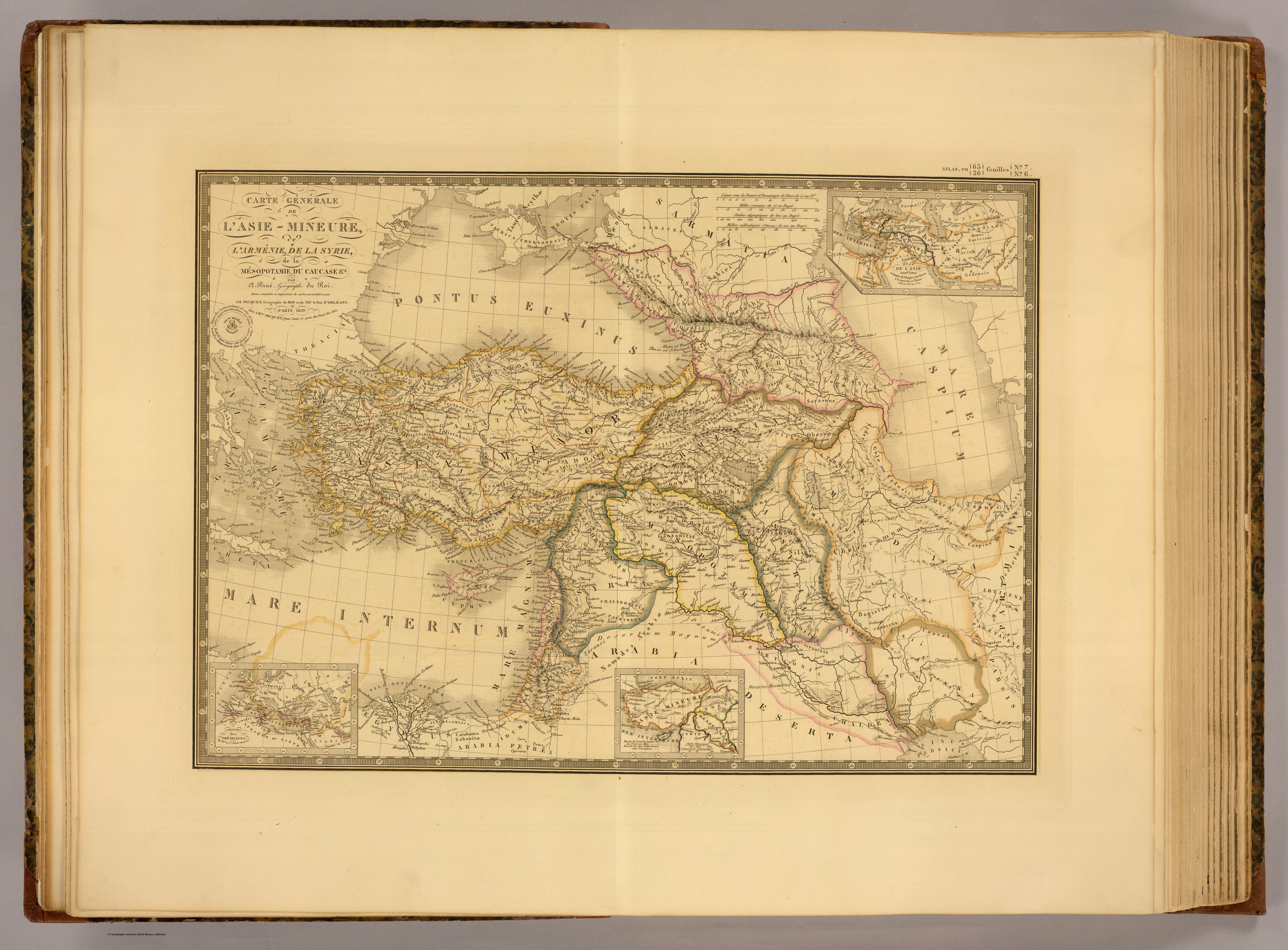
موقعیت کاسایی ها در شرق بگستانه (بیستون) و کاسایی در سرزمین های شمالی عیلام

لورنس وادل مترجم کتیبه‌های آشور و سومر باستان در کتاب خاستگاه فنیقیِ بریتانیایی‌ها، اسکاتلندی‌ها و آنگلوساکسون‌ها وجود مردمانی را یادآور می‌شود به نام کاست در جغرافیای زاگرس شمالی در قلمرو هیتی‌ها. او کاست‌ها را کاسی و قبیله ای جنگجو می‌خواند که رومیان بارها با آنان جنگیدند و آنان را «آته کوتی» می‌گفتند اولین گزارش شناخته شده از فنیقی‌ها به فتوحات فرعون تحوتموس سوم (۱۴۷۹–۱۴۲۵ پ. م) مربوط می‌شود. لورنس وادل نخستین پادشاهی فنیقیه به نام کاسی (Kassi) را متصل و مربوط به پادشاهی کاسی بابل (کاردونیاش) دانسته‌است و نام کاسی را معادل کاتی یا کتی(Catti) برگرفته از گوت(Goth) دارای نژاد و زبان آریایی ذکر نموده‌است که از سرزمین هیتی-فنقیه به خاک اروپا مهاجرت کردند و نخستین پادشاهی خود در جزایر کاسی ایجاد نمودند. فرانسیس هاورفلد مورخ و باستان‌شناس انگلیسی با بیان اینکه جزایر کاسی در جغرافیای باستان نام جزایری است که در جایی نزدیک به سواحل غربی اروپا واقع شده‌اند. هرودوت (۴۳۰ قبل از میلاد) کم از آنها شنیده بود. نویسندگان بعدی، پوزیدونیوس، دیودوروس، استرابون و دیگران، آنها را جزایر کوچکی در سواحل شمال غربی اسپانیا می‌نامندبا این حال هیچگونه منابع فلز قلع در این جزایر یافت نمی‌شود وادل قلع را فلزی می‌داند که کاسی‌های بابل از آن استفاده می‌کردند و تجارت آن را در دست داشتند از این رو واژه‌های یونانی «کاسی تروس»، هندوآریایی‌های باستان «کاس تیرا» و عربی «قصدیر» به معنای قلع املایی دیالکتیک متفاوتی از کاسی است. ویلیام هاج میل منشأ کتیبهٔ سنگ نیوتن را فنیقی دانسته‌است در حالی که بسیاری از باستان شناسان آن را خطی ناشناخته توصیف کردند اما لورنس وادل بر اساس شباهت این خط با کتیبه اوگاموئید هیتی بر روی شیر مرعش در گورگوم کردستان شهری که پیش تر به نام مرکاسی یا مَلکشی شناخته می‌شد، آن را هیتی آریایی دانسته‌است وادل دربارهٔ واژهٔ پرات در کتیبهٔ سنگ نیوتن کشف شده در آبردین شایر می‌نویسد: گذشتگان عنوان «پارت» یا «پرات» و همان‌طور که خواهیم دید، «بارات» یا «بریتان» را بر سرزمینی که در آن سکنی گزیدند نهادند این نام از ریشهٔ پرات و بارات در زبان هیتی‌ها و یکی از قبایل فنقیه است. در آغاز فصل هشتم کتاب «پارتولان پادشاه ایرلند "ایرین Eireann" و نخستین شاه اسکاتلند در ۴۰۰ پ. م حاکم کاسیِ فنقی‌تبار که خود را هیتی معرفی کرد» یاد می‌شود عنوان «کازی» (Kazzi) به وضوح نوعی املای دیالکتیکی «کاسی» است. عنوانی که قبیله هیتی بارات به خود نسبت می‌دادند 
راولنسون سکونتگاه پارت‌ها (اکوس Ancient Greek: Ὧχος) در اطراف کوهی که استرابو در کتاب یازدهم خود از آن به نام پراو کوه (paráú koh) یاد کرده بود را حدود کپه داغ در قوچان می‌داند با این وجود پیر لوکوک می‌گوید در منابع ایرانی شواهد روشنی از وجود قبیلهٔ پارنی یا پرنی (در خراسان) وجود ندارد و مطمئناً مسکن آنان جنوب روسیه بوده‌است جایی که سکاها بودند یارشاطر: وجود زبان پرنی مستقیماً تأیید نشده‌است زبان پارتی یا پهلوی اشکانی یک زبان منقرض شده از خانواده زبان‌های ایرانی شمال غربی بوده‌است.
شواهد کتیبه‌ای برای حضور هیتی‌های اولیه با صلیب خورشیدی کاسی در منطقه اورکنی‌ها، در واقع برای تأیید تاریخی بودن این سنت دیدار کتی‌های اولیه از «جزایر اورکنی» وجود دارد. یادبود بارتولان در دهکده باستانی با نام «بارتل» یا «کلیسای بارتول» است که در حدود نه مایلی شمال بورتی (Bourtie) واقع شده و در شرق آن وارتل و وارت هیل قرار دارد. قدمت کلیسای بارتول به بین سال‌های ۱۱۸۹ و ۱۱۹۹ پس از میلاد برمی‌گردد. تغییر نام سنتی «پارت اولون» توسط راهبان به «بارتل» و «سنت بارتولمیوس» به راحتی از حقایق شناخته شده در تاریخ اولیه کلیسای مسیحی قابل توضیح است. نویسندهٔ «انجیل بارتولمیوس» به دلیل گنجاندن برخی از عقاید خورشیدپرستی آریایی بدعت آمیز (کفر) تلقی شد. به ویژه در ارتباط با فیلیپ که او نیز مانند بارتولان و اندرو نامی غیر یهودی و غیر عبری داشت. و طبق شهادت رومی‌ها، بومی پارس (Persia) بود. وادل از پیچیدگی متناقض و ناامیدکننده‌ای که ناشی از تلاش‌های متضاد متقابل باستان شناسان قبلی که به جای کمک به رمزگشایی، مانعی برای رمزگشایی بود ابراز ناراحتی می‌کند. او می‌گوید: در نتیجه چنین تلاش‌های آشتی‌ناپذیری برای رمزگشایی و ترجمه این کتیبه‌ها، و در عین حال تصور می‌شد که محتوای مفروض آن‌ها اهمیت تاریخی کمی دارد یا اصلاً اهمیتی ندارد، این بنای کتیبه‌ای باستانی با چنین اهمیت منحصر به فردی برای تاریخ اولیه بریتانیا سقوط کرده‌است. عملاً به فراموشی سپرده شد؛ بنابراین در متن «تاریخ شهرستان اسکاتلند» برای آبردین شایر، نه در «بریتانیا اولیه» در مجموعه داستان ملل، نه در «بریتانیای سلتیک» اثر ریس و نه در شهرستان و ناحیه مدرن به آن اشاره نشده‌است. لورنس وادل می‌گوید:
هیتی‌ها و همسایگانشان در شرق، در ایران باستان، میتانی‌ها (که من یافتم، مادهای باستان بودند که به آریایی نیز معروف بودند و خود را «آریا» می‌نامیدند). کار حاضر اولین قسمت از نتایجی است که با استفاده از اکتشافات من در تاریخ گمشده نژاد آریایی و تألیف آنها از تمدن عالی جهان فاش شده‌است. نتایجی را در رابطه با تاریخ گمشده اجداد آریایی خودمان در بریتانیا ارائه می‌دهد. و آشکار می‌کند که آنها، بریتانیایی‌های اولیه، اسکاتلندی‌ها و آنگلوساکسون‌ها، شاخه ای پیشرو از پیشروترین پیشگامان تمدن جهان، یعنی آریایی- فنیقی‌ها بوده‌اند.
-
Hittites and their kinsmen neighbours on the east, in Ancient Persia, the Mitani (who, I had found, were the ancient Medes, who also were famous Aryans and called themselves "Arriya"). The present work is the first instalment of the results disclosed by the use of my new-found keys to the Lost History of the Aryan Race and their authorship of the World's Higher Civilization. It offers the results in regard to the lost history of our own Aryan ancestors in Britain; and discloses them, the Early Britons and Scots and Anglo-Saxons, to have been a leading branch of the foremost world-pioneers of Civilization, the Aryan-Phoenicians.— Austine Waddell، Austine Waddell.The Phoenician Origin of the Britons, Scots & Anglo- Saxons.p.14
اِکوسای(Ecossais): اصطلاحی فرانسوی -اسکاتلندی که به کازی ها(Kazzi) نسبت داده می‌شود در صفحه ۲۱۵ کتاب وادل، او قبایل یا طوایف منشعب از کازی (کاسی) را نام می‌برد: طوایف اسکاتلندی چتان(Chattan)، کیس(Case)، گیولن(Gioln)، آلائون(Alaun)، آلان(Allan)، گیلان(Gillan)، کلونی(Cluny)، بویدن(Boyden) و مورای(Murray) و… ارتباط چتان کازی با چَتی(Chatti) یا هَتی(Hatti) قبیله ای ژرمنی نامشخص است. چَتی‌ها در هِسِن (به آلمانی: Hassi,Hessen) مکانی که نام آن برگرفته از نام چَتی یا هَتی است، سکونت داشتند.تاسیتوس چَتی‌ها را مردمانی با پیکر مقاوم، اندام‌های به هم چسبیده، چهره‌های خشن، و شجاعت بسیار، و می‌گوید برای آلمانی‌ها، آنها هوش و خردمندی زیادی دارند. او سکونت گاه چَتی‌ها را جنگل‌های هرسینی از کوه‌های کارپات در اروپای مرکزی تا جنگل سیاه در دره راین به سمت شرق می‌داند.دو قبیلهٔ باتاوی و ماتیاس منشعب از چَتی می‌باشند که باتاویان به سبب اختلافات داخلی از هسن کاسل به نواحی غربی کوچ کردند. این قبایل در سال ۶۹–۷۰ بعد از میلاد متحد و علیه امپراتوری روم قیام کردند.. باتاوی‌ها در هلند به نام بتوه (Betuwe) در دلتای رود راین شناخته شده‌اند که رومیان آن سرزمین را باتاویا(Batavia)گفتند. نام این قبیله برگرفته از سرزمین باتآوه(batawe) است. در زبان ژرمنی بات(Bat) به معنای خوب و عالی آورده شده. در این زبان آوه(uwe) به معنای آب می‌باشد و باتآوه در ژرمنی به سرزمینی در نزدیک آب گفته می‌شود.
پلینی، در تاریخ طبیعی خود (نوشته ۷۷–۷۹ پس از میلاد)، چاتی‌ها، سوبی‌ها، هرموندوری‌ها و چروسکی‌ها را گروه‌بندی کرد، این گروه را ایرمینون(Irminones), هرمینون(Herminones) می‌نامند که ملتی از قبایل ژرمنی هستند و توسط تاسیتوس به عنوان ساکنان داخلی آلمان ذکر شده‌اند. تاسیتوس در زمان خودش چَتی هارا قبیله ای بیش از اندازه صلح طلب گفته‌است. آخرین گزارش از وجود قبیلهٔ چَتی در آلمان به قرن ششم میلادی بازمی‌گردد و پس آن این قبیله ناپدید می‌شود. برخی محققان بر این باورند که چَتی‌ها در قبیلهٔ فرانک ادغام شدند.  چاتوآری(Chattuarii) مردمانی غیر کوچ نشین در قرن چهارم به عنوان بخشی از قبیله ی فرانک توسط امپراتور جولیان در روهر(تورینگن) ذکر شده اند. چاسوآری(Chasuarii) قبیله ای مستقل از چاتو آری درهِسِن کاسِل که بطلمیوس در جغرافیای خود، چاسواری (Κασουάροι) را در شرق کوه‌های تنکتری و آبنوبا که از شمال به جنوب و موازی با رود راین ، و در غرب کوه‌های هارتز قرار می‌دهد. علی‌رغم وجود نام خانوادگی هزل(Hezela, Hzeel, Hezle, Heezl، اHezel)در بادن بادن و هسن آلمان نمی‌توان ارتباط روشنی میان ایل خزل و قبیله چَتی در آلمان یافت. همچنین این قبیله متمایز از قبیله هَزل یا هازل در فرانسه و انگلستان می‌باشد.هزل(hazel) در ۱۰۶۶ میلادی از نرماندی فرانسه به انگلستان مهاجرت کردند و در انگلستان به نام هَزل (Hazel, Hazell, Hasel, Hasell, Haisel) به معنای سکونت گاهی در نزدیکی درخت فندق یا بیشه شناخته می‌شوند. هزیلو (Hezilo) که با نام هِزِلو و هِتیلو یا اِسیلو (Hezelo, Hettilo or Ethilo) شناخته شده‌است از قبیله ی فرانک بود و احتمالاً آموزش الهیات خود را در بامبرگ گذرانده‌است. در زمان امپراتور هنری سوم، او در سال ۱۰۵۱/۵۲، ابتدا به عنوان استاد کلیسای جامع گوسلار در شمال گوتینگن(Göttingen) و سپس در سال ۱۰۵۳ به عنوان صدراعظم ایتالیا، عضو هیئت روحانی دربار (هوفکاپل) بود. در سال ۱۰۵۴، او جانشین آزلین به عنوان اسقف هیلدسهایم شد. المار شورتهایم مورخ و باستان شناس آلمانی: یک کاهن رومی که در سده چهارم میلادی میزیسته است می نویسد که به گمان او بایستی میهن ایزد مهر در نواحی دور دست بابل باشد.اما هردوت و گزنفون جایگاه آغازین مهر را ایران می انگارند و کتاب های مقدس هندوان و ایرانیان به نام اوستا و وداها به یک ایزد اشاره می کنند.از دیدگاه تاریخی مهر نخستین بار در ۱۴۰۰پیش از میلاد با نام میترا در کتیبه ی هیتی که پیمانی میان پادشاهی میتانی و هیتی است، ذکر شده است.شورتهایم اعتقادات باستانی آلمان ها را مؤثر بر آیین های بعدی از جمله مسیحیت می داند و متنی از اوستای زرتشت را با سخنی از مسیح مطابقت می دهد. و آثار باستانی میترایی متعلق به آلمان از سنگ نگاره ی آیینی مهر ناین‌هایم در هایدلبرگ واقع در بادن-وورتمبرگ،مهراب میترایی کشف شده در شهر بن (نگهداری در موزه ی ایالتی راین)، سنگ نگاره ی آیینی شهر استربورگ (موزه ایالتی بادن) شهر کارلسروهه، تندیس سنگی تولد مهر از سنگ در موزه ی ژرمن -رومی شهر کلن، سنگ نگاره ی زادن مهر از سنگ در شهر هدرنهایم (موزه پیش از تاریخ فرانکفورت)، سنگ نگاره ی آیینی مهر از شهر روکینگن باواریا(موزه شهر هاناو)، نگاره ی سنگی مهرابه ی دوم شهر هدرنهایم (موزه ی ویسبادن)، سنگ نگاره ی یک مهربان میترایی در ویسبادن و اثر باستانی زادن مهر از سنگ که با برج های دوازده گانه احاطه شده است (موزه ایالتی راین -شهر تریر)، ظرف آیینی مهر از شهر کلن، نگاره ی سنگی مهر یافت شده در هایدلبرگ مهرابه ی شهر ریگل در نزدیکی اتریش، اثر سنگی مهر در چهره ی مرکور یافت شده در اشتوک اشتادت (موزه هاناو)، کتیبه ی اهدائی به مهر از شهر ویسبادن، لوح برجسته سفالین با صحنه ی قربانی گاو از شهر تریر، شیر با ابزاری آتشین در دست از مهرابه های هدر نهایم (نگهداری در موزه فرانکفورت)،  نیم تنه ی شیر از شهر هدر نهایم .سنگ نگاره ی آیینی میترایی از دیبورگ(موزه ی دیبورگ)، سنگ نگاره ی معجزه ی آب از استروبورگ، کتیبه ی دیبورگ و سنگ نگاره ی بزیگهایم و آثار بسیار دیگر در آلمان و نیز آثار مهرپرستی کشف شده در ایرلند را نام می برد  رنان(F.Renan) فرانسونی از درگیری سخت میان میترایی ها و مسیحیان در سده ی دوم میلادی خبر می دهد.او می گوید: هرگاه مسیحیت در دوران بالندگی خود به یکی از عوارض مرگ اور دچار گشته بود.جهان یک پارچه میترائیست شده بود. نام خانوادگی کِسِل (Kessel) شناخته شده در هسن و به صورت ون کِسِل(van Kessel) شهرتی خانوادگی در هلند می باشد.کِسل(Kessel) در اسامی برخی از نواحی و شهر های آلمان دیده می شود از جمله :کسل (گوچ) در نوردراین-وستفالن، کِسل (کولباخ) در باواریا، کِسل رودخانه ای در باواریا که به دانوب می ریزد، کِسل ناحیه ای کوهستانی در آلپ باواریا، کِسل قلمرو قرون وسطایی  شامل لیمبورگ هلند و نوردراین-وستفالن آلمان. سرشناس ترین افراد طایفه ی کِسِل(Kessel): مورتیمِر ون کِسِل(Mortimer von Kessel) از خاندان اشرافی کِسِل در گوتا واقع در کِزیل آری(Kezzilari) زاده شد. به سبب موفقیت هایش در جنگ جهانی به او نشان صلیب شوالیه و صلیب آهنین اهدا شد.مورتیمِر ون کِسِل آخرین ژنرال نیروهای زرهی آلمان در جنگ جهانی دوم بود.کارل کِسِل(Karl Kessel) فرمانده نیروی هوایی آلمان نازی در جنگ جهانی و یکی از 27 فرماندهی بود که نشان صلیب آهنین را از هیتلر دریافت کرد.در فوریه 1944 تا  آوریل 1944 سمت فرماندهی کل نیروی هوای رایش راه عهده دار بود. آلبرت کِسلرینگ(Albert  Kesselring)مهندس و خلبان آلمانی در باواریا زاده شد. افسرستاد کل در جنگ جهانی اول و فرماندهی ناوگان دوم هوایی لوفت‌وافه در تهاجم لهستان.فرماندهی حمله فرانسه و پیروزی و دریافت درجه فیلد مارشال1940.فرماندهی نیروی هوای در تهاجم به روسیه و فرماندهی کل جبهه جنوب و تامین کننده تدارکات برای سپهبد رومل در شمال آفریقا بود.با تسلیم ایتالیا و تهاجم متفقین به بدنه اصلی خاک این کشور، فرماندهی واقعی کِسِلرینگ بر جبهه جنوبی از ماه ژوئیه سال ۱۹۴۳ آغاز شدمقر او در شهر رم قرار داشت.او تا 1945 پیشروی متفقین (کانادا آمریکا و انگلیس) را به تأخیر انداختند.

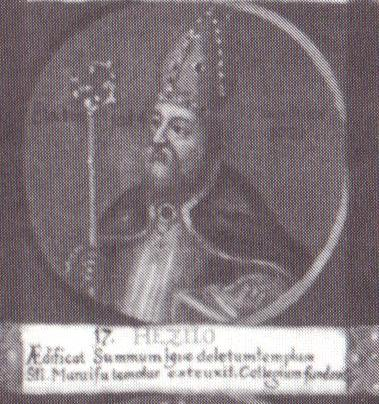
هِزیلو روحانی مسیحی. او کلیسای جامع مریم مقدس هیلدسهایم که در اثر آتش‌سوزی ۱۰۴۶میلادی ویران شده بود را بازسازی و صلیب هِزیلو و لوستر هِزیلو را به کلیسا اهدا کرد.

پالان ها(Palan) مردمانی هیتی در جغرافیای ترکیه کنونی، در ۱۶۰۰ پیش از میلاد با نام پاله در شمال هاتوسا(بغازکوی)، موقعیت دره و دلتای رود قزل ایرماق ساکن و ایزدی به نام زی-پر-وآ (Zi-par-wa) را پرستش می‌کردند. در ایلیاد با نام پیله مِن (Pylémène) یاد شدند در کتیبهٔ هیتی هاتوسا به زبان پالائی به عنوان گفتار مردم پاله اشاره شده‌است. رومیان این سرزمین را پهله گونیه (Paphlagonie) گفتند. مهرداد یکم(Mithridates Ctistes - Mιθριδάτης Kτίστης) و دودمان او مهردادیان در پهله گونیه مستقر بودند. بریتانیکا پایان فرهنگ و تمدن پاله را قرن شانزدهم، در دوران حکومت عثمانیان می‌داند.
الکسایی(Elkesai) پس از فتح تیسفون، بدره و مندلی بدست اعراب گفتار آنان از پهلوی اشکانی به عربی و نام الکسایی به الخزاعی یا خزاعی تغییر یافت. در سال ۱۵۰ قمری جمعیتی از مردمان تیسفون به خراسان منتقل گشتند که در کتاب اقوام و عشایر خراسان نوشته میرنیا، به اعراب خراسان شهرت یافتند از جمله این قبایل سالاری، خزاعی و زنگویی می‌باشند. پاسازیه الخزاعی والی آذربایجان در سال ۳۵ هجری از دودمان الخزاییه می‌باشد. (پاسازیه نامی ایرانی است)  ارتباط دودمان طاهریان خزاعی با دودمان کُرد تبار خزایی در خراسان به درستی مشخص نمی‌باشد. بر اساس برخی منابع طاهریان دارای‌تبار ایرانی بودند و لقب خزاعی را به سبب این که از موالی قبیلهٔ خزاعه بودند به دست آورده‌اند. البته به همین سبب، نسب خود را به قبیلهٔ خزاعه که در دوران دعوت پیامبر از قبایل بزرگ مکه بودند، می‌رساندند. عده‌ای از راویان از جمله ریچارد فرای و باسورث و زرینکوب و مورخان دیگر از یک سو و طاهریان خود نیز از سمتی دیگر خاندان طاهری را منسوب به رستم، پهلوان ایرانی و منوچهر (از تبار فریدون و نوهٔ ایرج)، پادشاه ایرانی می‌دانستند. مورخان بر این عقیده‌اند که علت این نسب سازی‌ها، اهمیت نسب و ریشه هر خاندان در آن دوره بوده‌است که طاهریان و به‌طور ویژه طاهر با تلاش‌های هوادارانشان، توانستند از این راه حمایت و دوستی خاندان‌های محلی (خزایی‌ها) را جلب کرده و از این طریق نفوذ و قدرت خویش را افزایش دهند. شاعر عرب زبان دعبل الخوزاعی تلاش طاهریان برای اثبات اصالت خزاعی طاهریان را مورد هجو و به مسخره می‌گیرد.
کوسایی(koseyi) شاخه ای از ایل ردکی (Redki) در کردستان ترکیه است. کوسایی‌های کرمانج به پنج طایفه تقسیم شده‌اند:مَخاشه (Maxaşa)، دیکو (Diko)، مال کونو (Mala Cuno)، مال خلیفه (Mala Xelife)، کوسه (Kose). بجز طایفهٔ مال خلیفه که در استان موش زندگی می‌کنند، سایر طایفه‌های کوسایی‌ها در میان دره‌های عمیق و کوه‌های عظیم جنوب دریاچه وان معروف به منطقهٔ چاتاک در همسایگی شرقی هیزان ساکن هستند.ردکی یا رتکی خود را قبیله زیلان (Zilan) معرفی می کنند. کوسایی ها در جنگ جهانی در برابر حمله روس ها ایستادند.سرزمین آنان از چالدران تا وان بود. کاسی مان (Kasıman) بازماندگانی از کاسی ها و از بزرگترین طایفه زازا است. در هنگام فروپاشی جکومت تُرک آق قویونلو ، حسین بیگ، یکی از اربابان کرد از شاهزاده اگیل ، قلعه پالو را در سال 1495 فتح کرد. او سلطنت خود را تأسیس کرد که بعدها به نام امارت پالو شناخته شد.کاسی مان در فتح پالو نقش داشتند و در آن شهری با نام کاسیمونا ایجاد کردند.در سال 1507 پالو با ایران صفوی همسو شد. در نتیجه جنگ بین امپراتوری عثمانی و امپراتوری صفوی که به شکست صفویان در نبرد چالدران ختم شد، پالو در سال 1514 توسط امپراتوری عثمانی شکست خورد .در سال 1515 میلادی،جمعیتی از کاسی مان ها به ناحیه گرگر آدیامان مهاجرت کردند.بنیاد کاسی مان ،کاسی مان هارا مردمانی اجتماعی با پیوند خانوادگی بسیار قوی توصیف می کند و جمعیت این طایفه را بیست و پنج هزار نفر دانسته است که اکثریت در شهر الازیگ زندگی می کنند.  کوزلی چان(Kozliçan) یا کوسِل دشان (Kuseldşan) ناحیه ای در درسیم می باشد. ویلهلم استرکر محقق آلمانی مردمان ساکن در آن را قبیله ای به  این نام گفته است.
الکسای(Alxasî) یا الکاس گروهی از کردان علوی و سنی (حنفی) که به کردی کرمانجی و زازاکی سخن می‌گویند اگرچه لهجه الکساییان به سین میلی نزدیک بوده و در گروه گویش‌های جنوبی کردی قرار می‌گیرد. عمدتاً در البیستان و سیورک زندگی می‌کنند اما در دیگر نواحی کردستان نیز سکونت دارند.
مرعش (Mereş)
- البیستان :سوودیلی(Sevdilli), یالین تاش(Yalıntaş)، حسنیلی اورته(Hasenelili Orte)، یالَک یا یالکس(Yalax-Yalak)، تورپاکسار(Torpaxsar)، بش تپه(Beştepe)، دِآگیر(Diyegir)، توپالی(Topalî)، کوسو(Köso)، بیره گانی(Biragani)، گل پینار(Golpinar)، خان(Xan), پَسو(Paso)، کمو(Kamo)، کره کویو(Karakuyu)، مِزره(Mezre)، کلان زوران(Kalanzöran)، کوکه پینار(Kocapinar)، تکستلی(Taxtali)، سَرچه کویسو(Serçekuyusu)، شرفلی(Şerefli)، مَلتوپ(Maltop)، توپَلی(Topalî). مردمان توپَلی و سایر روستا در سال‌های ۱۷۵۰–۱۸۰۰ در جریان قیام علیه عثمانی از هِزرو(Hezro) در دیاربکر به البیستان آمدند.
- اَوشین :کزچومو(Kezchomu) اهالی آن الکسای بودند. هیچ داده جمعیتی حفظ نشده‌است. آنها در جریان نسل‌کشی ۱۹۱۵ آواره شده و بیشتر آنان در راه تبعید جان باختند.
- ملطیه
  - چولک لی(Çolaklı)
  - آرگووان(Arguvan): الهاسو شاگی(Alhasuşağı)، بَلیکان(Balicon)، بالیکان(Bâlikon)، باکسشیکان(Baxşikon)، دیزوما(Dizoma)، کِلان(Kelon)
  - یَزیهان(Yazihan): فتیه (Fethiye) مردمان روستا معتقد اند اجداد آنان از مرعش آمده‌اند.
  - پرتیک خان (Patrîkxan) :هاجی(Hacî)، دره کوی(Derekoy)
- سیواس:
  - گیرین(Girîn): یورتان (Yortan)، آلاکامسار یا آلاکمزار(Alacamezar)
  - شرکیشله(Şarkışla): سَری کایا(Sarikaya)
  - مَکیران(Macîran) :اورنیک(Örenik) در مکیران پرجمعیت‌ترین گروه مردم طوایف ایزولی مانند طایفهٔ کوچگیر(Koçgirî) می‌باشند و الکسای‌ها تنها در روستای اورنیک سکونت دارند.
  - کوچگیر(Koçgirî): سیمیتلی(Cimitli)
- قیصریه Qeyserî: بویوکورتول (Büyükörtülü). در روستاهای اطراف قیصریه جمعیتی از هزبانیان سکونت دارند
- اورفا: سیورک(Sêwreg) بوکاکس (bucax)، الهاس یا کوم کاواک(Kümekavak-Alhas)، دارداگان(Dardağan)، ایلیا سورِن(Ilyasören)، مودان(Modan) چوماکلی(Çomaklı)، های(Hay)
- خراسان: الخاص
- آذربایجان
  - لاچین :الکسسلی(Alxaslî) روستای الکسای‌ها که ارمنیان آن را آرواکان می‌گویند. این مکان در استان کاشاتاق واقع شده‌است.

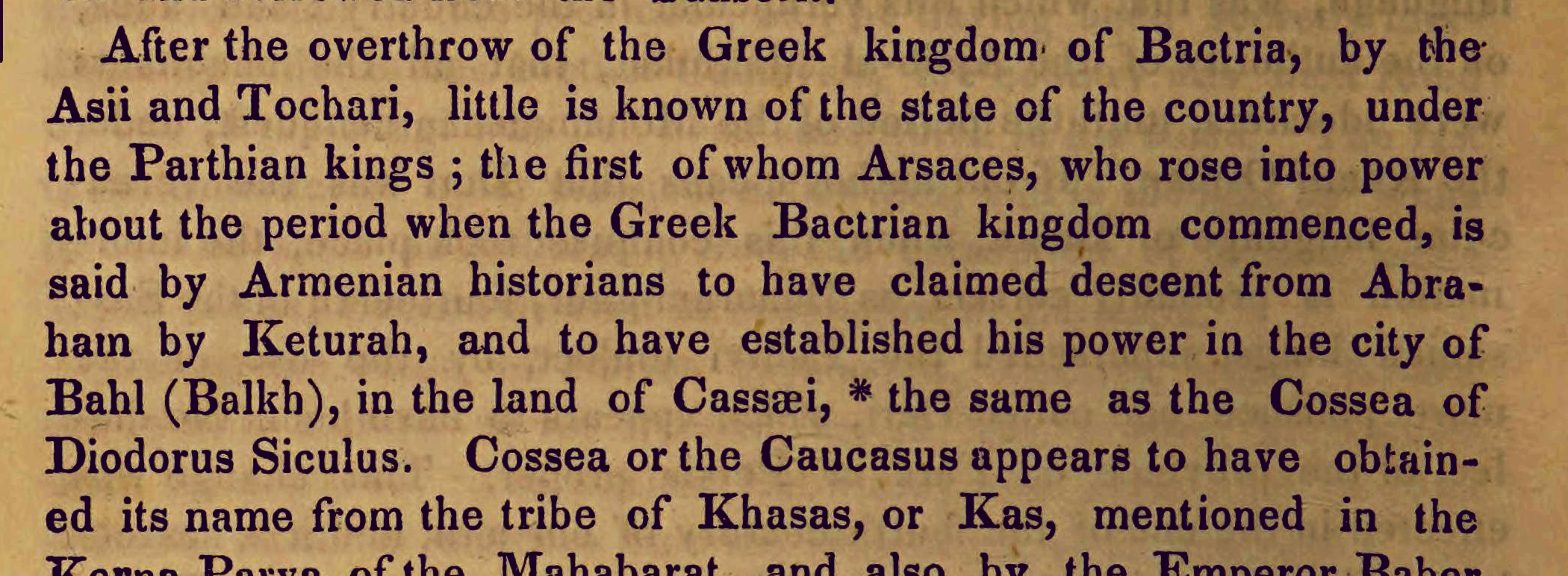
نام قفقاز (به یونانی کاوکاسوس Kaukasos) برگرفته از نام قبیله ی کساس(خساس) یا کاس است. در منابع ارمنی نخستین پادشاه اشکانی به نام آرشاس در شهر بهل(Bahl) واقع در سرزمین کاسایی(Cassaei) به قدرت رسید که همان سرزمین کوسیا در نوشتار دیودوروس است.

  - نام قفقاز (به یونانی کاوکاسوس Kaukasos[۳۴۸]) برگرفته از نام قبیله ی کساس(خساس) یا کاس است. در منابع ارمنی نخستین پادشاه اشکانی به نام آرشاس در شهر بهل(Bahl) واقع در سرزمین کاسایی(Cassaei) به قدرت رسید که همان سرزمین کوسیا در نوشتار دیودوروس   است.[۳۴۹]کلبجر: اکسولزی الکسسلی(Xolezey Alxasli[۳۵۰])

جودت ترکای اسامی الکساس و الهاس را نامی مربوط به یک ایل در عثمانی دانسته‌است. مارک سایکس، کاسیانی(Kassiani) را به عنوان یکی از طوایف خلکانی ایل میلان نام می‌برد و حضور ۵۰۰ خانواده الخاس(Al Khass) در جنوب حلب را ثبت نموده‌است نوری درسیمی خورمک (Xormek) را به عنوان شاخه ای از الکساس در میان مردم اورفا ذکر کرده‌است. خورمک‌ها از مردمان کُرد در کردستان ترکیه به‌شمار می‌روند. سکونت گاه اصلی آن شهرستان چات(Çat) و منطقه کوسان(Kosan) در استان ارزروم و شهرستان مَکیران(Macîran) در سیواس و شهرستان مازگیرت در درسیم می‌باشد. مَکیران دراسناد عثمانی با نام حمید آباد چیت(Çît) نیز آمده‌است. در مکیران ۹۰ روستا وجود دارد که علوی هستند و به زبان کردی و در ۱۰ روستای آن به ترکی صحبت می‌کنند. دیگر مردم مکیران ایزولی، شادی و خیرانی می‌باشند.

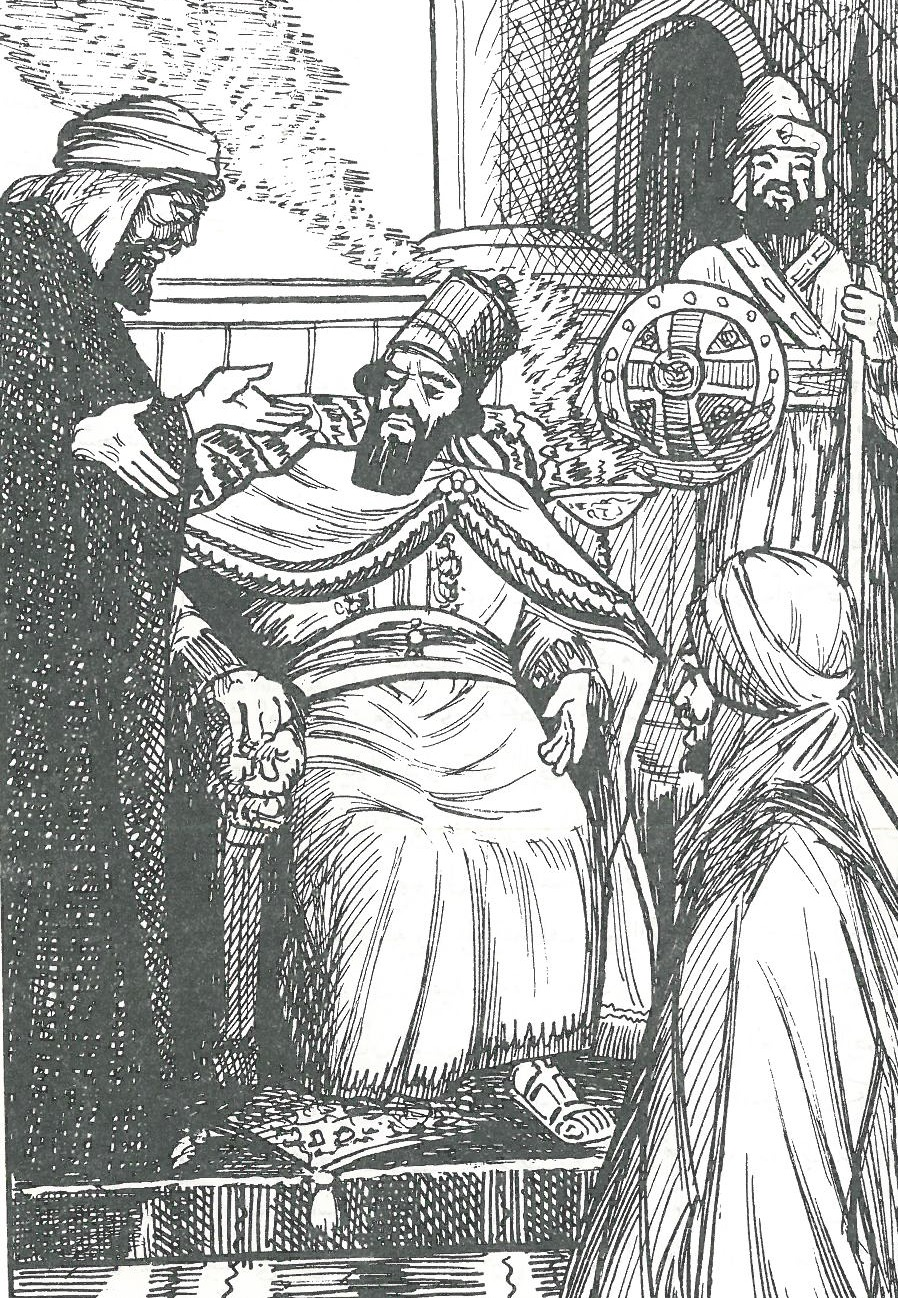
تصویر (1935) ،سیف فرزند زو یزن یا ذی یزن (Dhī Yazan) شاه هیمیار (به رومی: Homeritae ، عربی: حِمیَر که در بندهش: شَمبَران و در شاهنامه به نام هماوران که دوران پس از اسلام به نام کشور یمن شناخته می شود.)در حال درخواست کمک نظامی از خسرو انوشیروان، پادشاه ساسانی. در کتاب شهرستانهای ایرانشهر آمده است که : هیمیار (Himyar) توسط فریدون، پسر ادوین(آبتین)، ساخته شد و تحت حاکمیت ایرانیان بود. در صفحه ۲۲۰ از کتاب فاتحان میمک ذی یزن به عنوان فردی از ایل خزل معرفی شده است. مسعودی آورده است که: «انوشیروان بدو وعده داد که در جنگ با سیاهان به یاری او برخیزد اتیوپیایی های مسیحی تحت حمایت ژوستین دوم امپراطور روم به یمن هجوم بردند.سیف فرزند ذی یزن یک سال در ایران حضور داشت او در دیدار با انوشیروان پدرش ذی یزن را یاد آور گشت و انوشیروان نیز او را بنواخت و سپس با سران و سرداران خویش رایزنی کرد. به فرمان خسرو هشتصد تن به فرماندهی وهرز دیلمی عازم یمن شدند. ذی یزن که با کمک دولت ساسانی توانسته بود مسیحیان را شکست دهد در سال 578 توسط اتیوپیایی های مسیحی کشته شد.وهرز دیلمی باری دیگر با نیرویی متشکل از 4000 نفر برای بیرون راندن اتیوپی ها به یمن بازگشت و پس از شکست آنان تا ظهور اسلام هشت مرزبان ایران بر یمن حکومت کردند. مجلسی در بحار الانوار به نقل از شیخ صدوق در کتاب کمال الدین آورده است: چون سیف بن ذی یَزَن حاکم مقتدر یمن دو سال پس از میلاد پیامبر صلّی الله علیه و آله در حبشه پیروز شد، هیئتی از مردم و اشراف و شعرای عرب نزد او رفتند تا به او تبریک بگویند در راس این هیئت عبدالمطّلب (پدر بزرگ محمد)سخنرانی نمود.پادشاه گفت: تو کیستی ای سخنران. عبدالمطّلب پاسخ داد: من عبدالمطّلب بن هاشم هستم. پادشاه گفت: یعنی خواهرزاده ما؟ گفت: آری. پادشاه با سخاوت و روی خوش با ایشان گفتگو کرد و وعده ی حکومت محمد را به او داد و فرمان داد از ایشان پذیرایی کنند. این روایت نشان دهنده ارتباط دودمان ذی یزن از ایل خزل با خاندان خزاعه عرب است که بر اساس آن سیف فرزند ذی یزن، مادر عبدالمطّلب "حبی بنت حلیل بن حبشیه خزاعی" را خواهر خود خطاب کرده است.

در جلد یک کتاب جُمَل من انساب الاشراف نوشتهٔ بلاذری آمده‌است مردمان قبیلهٔ خزاعه مکه براثر نوعی بیماری جمعی کشته شدند بازماندگان به‌طور متمرکز در خان یونس فلسطین طبق آمار ۱۹۴۵ میلادی، ۹۹۰ نفر جمعیت داشتند همچنین چندین خانواده از خزاعه در دیوانیه عراق و اهواز سکونت دارند که دارای شجره نامه مشخص می‌باشند که نسب خود را به قبیلهٔ خُزاعه در مکه می‌رسانند .علمای عرب دربارهٔ نسب قبیلهٔ عرب زبان الخُزاعه اختلاف دارند با این وجود شجره نامه ای که بر اساس آن نسب قبیلهٔ الخُزاعه به نیای آنان مازن بن العضد از قحطان می‌رسد شناخته شده تر است. قحطان به همراه قوم خود، از منطقه بابِل یا شمال شبه‌جزیره، به سرزمین یمن رفت. قبائل قحطانی در این منطقه حکومت‌هایی را همچون مَعین، قَتبان، حِمیریان و سَبائیان تشکیل دادند و تمدن‌های یمن و فعالیت‌های عمرانی قبل از اسلام، مربوط به قحطانیان بوده است. برخی از قبائل قحطانی پس از انحطاط دولت‌های جنوب و ویرانی سد مأرب از یمن مهاجرت کرده و در مناطق مختلف شبه جزیره عرب منتشر شدند از جمله قبیله خُزاعه به منطقه مکه و اوس و خزرج به مدینه، مهاجرت کردند. در تاریخ اعراب قحطانیان و عدنانیان را عرب مستعربه (عرب دخیل غیر خالص) دانسته اند. خُزاعه یکی از قبائل قحطانی بشمار می رود. در جنگ جمل، عمروبن حَمِق فرمانده پیادگان خزاعه در سپاه علی بود و در جنگ صفّین، بسیاری از خزاعیان در سپاه علی جنگیدند. از آن میان، عبداللّه بن بُدَیل و سلیمان بن صُرَد فرمانده پیادگان سپاه علی بودند و ریاست همه خزاعه با عمروبن حَمِق بود. شماری از خزاعیان سپاه علی در این جنگ کشته شدند اندیشه‌های عرفای پیامبر اسلام محمد و حضور قبیله ای به نام الخُزاعی در مکه احتمال روابط محمد با الکسایی‌ها و ریشه‌های ایرانی او را را تقویت می‌کند. الخُزاعی قبیله ای که در دورهٔ پادشاهی ساسانیان در یمن سکونت داشتند. از آنها هنگام جنگ با قصی بن کلاب نام آورده شده، قصی بن کلاب (جد چهارم محمد) با شکست خزاعی‌ها، حاکم مکه شد و با حبی بنت حلیل بن حبشیه خزاعی ازدواج کرد. حدیثی در جلد اول الاستیعاب فی معرفه الاصحاب نوشتهٔ ابن عبدالبر و کتاب اسدالغابه فی معرفه الصحابه نوشتهٔ ابن اثیر روایت شده‌است که می‌گوید «او (پیامبر) از خزاعه و خزاعه از اوست.»
ماديريوس، زادگاه مانی در منطقه ای به نام کوسی قرار داشت. کوسی که با نام های کاسه (Cutha-Cuthah)، کاس (Cuth) و به سومری گودوآ یاد شده در عربی به صورت کوثی نوشته، در ۲۵‌ کیلومتری جنوب مدائن قرار دارد و به نام تل ابراهیم شناخته می شود. عزالدین بن اثیر زادگاه ابراهیم را در کوسی میداند. ابن سعد در کتاب طبقات الکبری می نویسد که جد مادری ابراهیم، کربانه(Karbana)، کسی بود که رود کوسه(Kutha) را کشف کرد. طبری در تاریخ الانبیاء و الملوک می گوید: مادر ابراهیم نوبا یا آنماتالا (Nuba or Anmatala) نام داشت، که او دختر کریتا (Karita) بود، کسی که رود کوتی را حفر کرد. یاقوت حموی در صفحه 488معجم البلدان آورده است: از امام اول شیعیان علی پرسش شد: آیا تبار شما از قریش است؟ و  پاسخ دادند: ما از کوسی هستیم. این مطلب توسط ابن منظور در کتاب لسان العرب تکرار شده است.چهاردهمین جد محمد و علی خزیمه نام داشت که فرزند مدرکه معروف به ابو خزیمه و مقلب به بأبی هذيل بود به این سبب او را أبا الهذيل می گفتند، او از نواده گان ابراهیم بود. مدرکه نیا و جد قبیله هذیل در مکه شناخته می شود .مرکز این قبیله شهر مکه بوده است.اصمعی درباره ی قبیله ی هذیل آورده است: «هذيل أكراد العرب... لشدة مداومتهم للحروب». نجد ابن بسام،  مورخ عرب درباره هذیل گفت: در حجار هیچ‌کس نتوانست آنها را شکست دهد. یاککو همن-آنتیلا اسلام شناس فنلاندی ارتباط تباری علی با مردمان کوسی را علت حمایت ساکنان کوسی یا کوتی (Kutha) از او میداند و می گوید: سنگرهای اولیه شیعیان تا حد زیادی در منطقه کوتا (Kutha) قرار داشتند. کوسی در تورات دو بار با نام کوتوم ذکر شده است. پیش از جنگ ایران و اعراب رستم فرخ هرمز سردار ایرانی در کوسی اقامت داشت و در دوران اسلامی با عبور لشکریان اسلام از آن اهمیت یافت و در عصر عباسی میدان جنگ بین آل امین و مامون بود. خاندان هارفوش (به عربی: حَرفوش) از خزاعی که در بعلبک (هلیوپولیس» شهر خورشید) امارت هارفوش را بنا کردند.گسترش آیین شیعه در شام با حضور این خاندان و قبایل عرب هَمدانی صورت گرفت.عثمانی ها در ۹۹۹ هجری قمری هارفوشیان را خراج گذار دولت عثمانی کردند و در ۱۲۷۳هجری قمری به حضور هارفوشیان در قطنا(Qatana) و بعلبک پایان دادند .ترکان جمعیتی را قتل عام کردند و بازماندگان به جزیره ی کرت تبعید و برخی به دمشق گریختند.قطنا که در منابع یونانی  " کاتانیا " یا " کاتانی " ذکر شده است به نام "وادی العجم" نیز شناخته می شود در ناحیه ی کوهستانی هرمون (جبل‌الشیخ) قرار دارد. هارفوشیان جزو نخستین امیران لبنان بودند که بر ضد حضور ابراهیم‌پاشا و لشکر مصر در لبنان قیام کردند
کوسارا (Kussara) در ملطیه به عنوان خاستگاه سلسله ای که پادشاهی قدیمی هیتی ها را تشکیل می داد، یاد می شود. آنان پس از ایجاد دولت هیتی در بغازکوی، ایالتی به نام کیزوواتنا(Kizzuwatna) در شمال مادنلی و غرب غازی عینتاب(Gazi hatab) کنونی تاسیس کردند. در سال ۱۱۸۰قبل از میلاد به دنبال هجوم ترکیبی کاسکاها ، فریگی ها،بالکانی ها و آشور ویران شد و پادشاهی هیتی از سوابق تاریخی ناپدید گشت و بسیاری از قلمروهای آن به تصرف آشور درآمد. لورنس وادل، آسترووه(Astiruwa) آخرین پادشاه هیتی تبار در کارکمیش(واقع در شانلی اورفا کنونی) که  توسط سارگون دوم آشور در ۷۱۸ق.م کشته شد را با پدر اولین پادشاه آریایی هند، ثبت شده در مهاباراتا و تاریخ بودایی هند به نام دِهتراسترا (Dhr̥tarāṣṭra) که در حدود۸۰۰-۹۰۰ پیش از میلاد می زیست یکی دانسته است. لورنس وادل ادامه می دهد : ختی آری ، یا «هیت‌ها» یا شاخه شرقی آریایی‌ها که از دشمنان بالکانی-آشوری گریخته و به هند حمله کردند و با آریایی‌سازی، هند را متمدن کردند، اکنون با مشاهدات بیشتر من مشخص شد که این قوم نیز خود را در حماسه‌هایشان با عنوان  هیتی- Hitt-ites می‌خواندند. آنها خود را به زبان بومی پالی اولیه ی خود "ختی آریو" می نامیدند و بعد ها به کشاتریا آریا آن را سانسکریت کردند. خاندان دِهتراسترا در ابتدا پادشاهی پالی زبان (pāḷi)، ماگد ((600–200 BCE)) را در حاشیه رود گنگ ایجاد کردند. وادل مردمان چترال (Chitrāl) را تنها بازماندگان هیتی تبار در جغرافیای هند معرفی می کند.مردمانی که به نام خو وار (Khō-Wār) چترالی و کهواری شهرت دارند. بررسی های ژنتیک صورت گرفته در سال ۲۰۱۹نشان داد چیترالی ها یک جمعیت ترکیبی از اجزای ژنتیکی غرب آسیا و جنوب آسیا می باشند. زبان آنان، کهواری است اما به گفتاری های دیگری از جمله پالوله، دامیلی، کلاشه، یدقه، وخی، فارسی و پشتو نیز سخن می گویند.گئورگ مورگنستیرنه خاطرنشان کرد: «کهواری، از بسیاری جهات، کهن ترین زبان در میان تمام زبان‌های مدرن هند است، که بخش بزرگی از زبان سانسکریت را حفظ کرده است. به زبان کهواری  آرنیا، چتاری، قشقری نیز گفته می شود.گئورگ مورگنستیرنه در کتاب عناصر ایرانی در خووار (Khō-Wār) زبان کهواری را در خانواده زبان های شمال غربی ایران قرار می دهد. در سیصد سال گذشته آثار ادبی چترال تحت تاثیر ادب فارسی قرار داشته است. چترال تنها ۲۳کیلومتر با مرز تاجیکستان فاصله دارد.چترال در طول تاریخ خود مورد تهاجم ترکان و هپتالیان و کوشانیان هند قرار گرفته است.خاندان حاکم چترال سلسله کاتور بود که توسط شاه کاتور (۱۵۶۰) تأسیس شد.او سلسله ی مغول در چترال را سرنگون کرد.خاندان حاکم چترال نسب خود را از یک عارف صوفی به نام بابا ایوب می دانستند.این شاه نشین تا سال ۱۹۴۷پا بر جا ماند و در این سال تحت حاکمیت پاکستان درامد.
کوساره(Kossarh) : پادشاهی نو هیتی بود که در شمال غربی سوریه کنونی و استان هاتای در جنوب ترکیه واقع شده بود جایی که پالاستو نام داشت. این پادشاهی مدتی پس از فروپاشی امپراتوری هیتی، در قرن یازدهم پیش از میلاد توسط  "تایتا" رهبر قبیله هیتی تاسیس شد و منطقه نسبتاً وسیعی را در بر می گرفت شامل دره آمیک (Amik)، انتاکیه، مادنلی(Madenli)، حصه(Hassa) و کورتولوس(Kurtuluş). ترور آر برایس قلمرو پالاستو را در دره آمیک و غرب حلب، مهرده(maˈħarda) و شیزر در جنوب دانسته است.. بنای یادبود ملکه کوپاپیا همسر تایتا در شیزر قرار دارد. قلعه های باستانی شیزر در ۲۸کیلومتری شهر حمات (Ḥamāṯ) واقع شده است. شهر کینالوا (Kinalua) به مدت ۲۰۰ سال پایتخت پالاستو بود. آشور ناصیرپال دوم پالاستو را تحت انقیاد خود درآورد.استعمار آشوری تا زمان سلطنت آشوربانیپال ادامه داشت. در هجوم آشور، خزازو(در کتیبه آشور: Ḫazazu) و قلعه آریبوآ در سرزمین  لوهوتی به مرکزیت هَزریک (Hazrik) و بندر سوکاس در ساحل دریای مدیترانه ویران و بیت آگوسی (استان حلب) تسلیم آشور شد.آشور ناصیرپال  سربازان لوهوتی را خارج از شهرهای تسخیر شده‌شان به چوب بست. جوزف هالیوی شرق شناس یهودی-فرانسوی کالکیس (Khalkìs) را مرکز پادشاهی ذوبه(هیتی) دانسته است در حالی که اسناد متأخر آشوری کشف شده در دمشق، الکیسوه (Kissoué) را مرکز پادشاهی ذوبه نشان می دهد  در اول سموئیل ، گفته شد که پادشاهان ذوبه با شائول ، پادشاه اسرائیل(سامریه) جنگیدند(Samuel 14:47) در عهد عتیق، فصل یازده کتاب پادشاهان رزون (عبری:Azar-Yao)معروف به هیزیون(Hezion) شاه ذوبه و دشمن فرمانروای سامریه، سلیمان ذکر شده است. هیزون به همراه بازمانده ای به نام حداد از شاهی اِدوم علیه سلیمان جنگیدند.بر اساس سندهای کورخ ، هادادزر شاه هیتی از نوادگان هیزیون (اول سموئیل 14:47، دوم سموئیل 8:3-12) شش بار با شلمانسر آشور جنگید و بار دیگر با ایرولنی از خاندان هیتی پَریتا در حلب ائتلافی متشکل از یازده پادشاهی را در نبرد کرکر علیه پادشاهی آشور رهبری کردندپس از مرگ هادادزر فرزندش هزائیل (ẖzāʾēl) شاه آرامیا شد او ۴۲ سال حکومت کرد، یورام پادشاه سامریه و پادشاهی یهودا را شکست داد. دو حمله ی آشوریان را دفع کرد و شهر گات که در زمان شائول یا داوود پادشاه تصرف شده بود را بازستاند کتیبه ی هزائیل در تاش هادتو (Hadātu) در ۳۰ کیلومتری کرچمیش و در جوار شهر کوبانی قرار دارد.کتیبه ی هزائیل به نام تخت هزائیل شناخته می شود.  آخرین پادشاه این سلسله رزین در طول سلطنت خود، خراجگزار آشور بود. او علیه تیگلات پیلسر سوم شورش کرد. تیگلات پیلسر سوم در لشگر کشی سه ساله اش به آرامیا، غارت چهارپایان، بریدن مزارع و درختان سپس محاصره و ویران سازی دمشق و سرکوب رزین را انجام داد. پس از خروج تیگلات پیلسر سوم (2 پادشاهان 16:7–9)،احاز پادشاه یهودا فرستاده ای به نزد تیگلات پیلسر سوم -پادشاه آشور- فرستاد، گفت: من بندهٔ تو و پسر تو هستم و از او در برابر دشمنانش طلب یاری نمود. پس از آن احاز دمشق را به تصرف درآورد و زرین را اعدام کرد جمعیتی از کرد ها در شهر ارزین و دورتیول اسکندرون و قری خان زندگی می کنند. چیای کۆرمانج (جبل الاکراد) که محل اسکان چهار قبیله ی کُرد است در جنوب هاتای قرار دارد و بین سه استان سوریه تقسیم شده است. کوه هزی (Hazzi) مرز طبیعی میان استان هاتای ترکیه و استان لاذقیه سوریه مرتفع ترین محل در چیای کۆرمانج است. در اسناد هوری و هیتی این کوه به نام هَزی(Ḫazzi :𒄩𒊍𒍣) )و (Ḫazi:𒄩𒍣) آمده است. یونانیان این کوه را کاسیون (Κασιον)و کازیوس (Kazios) گفتند.لین فاکس خاطرنشان می کند: «نام هیتی تا قرن نهم [پیش از میلاد] در فرهنگ نو هیتی تداوم یافت و بنابراین وقتی یونانی ها در سمت شمالی کوه هَزی مستقر شدند، همچنان قله اصلی آن را «کوه کاسیوس» نامیدند.نام‌های تئوفوریک یونانی کاسیودورا (Kassiodora) و کاسیودوروس (Kassiodorus) بیانگر اهمیت مذهبی این کوه نزد یونانیان است شهر کساب در دامنه ی جنوبی آن قرار دارد. شهر آوارین (Avarîn) که در عربی عفرین خوانده می شود در منطقه چیای کۆرمانج بنا گردیده.امارت کیلیس، امارت کردی بود که تا زمان فروپاشی سلسله ایوبیان در سال ۱۲۶۴ بر نواحی کیلیس و حلب حکومت می کرد. حاکمان این امارت از نوادگان شیخ فخرالدین، یکی از بزرگترین فیلسوفان ایزدی بودند که به دلیل روابط حسنه با خاندان ایوبی، صلاح الدین ایوبی حکمرانی منطقه ی کوساره به مرکزیت شهر کیلیس در نزدیکی عفرین را به آنان سپرد.شیخ مند به عنوان فرمانروای شاهزاده ای منصوب شد که از حلب و دمشق تا کیلیس، مرعش در ترکیه امروزی امتداد داشت .در دوران حکمرانی خاندان جان پولاد (عربی : جنبلاط) مقر حکومت به شهر حلب منتقل شد، در پایان این شاهزاده توسط حکومت عثمانی از میان رفت. پنج طایفه ی بومی عفرین عبارتند از:
- آمکی (Amkî): از بلبل تا رکو و شیه ساکن اند.
- بیان(Biyî) : ساکن در بلبل
- شِخیان (Şekhi) :بلبل، رکو و تا کوه خستیان
- خستی (Xastî): بخش مابتان تا کوه خستیان
- کومی (Cûmî) در منطقه ی گیندارا

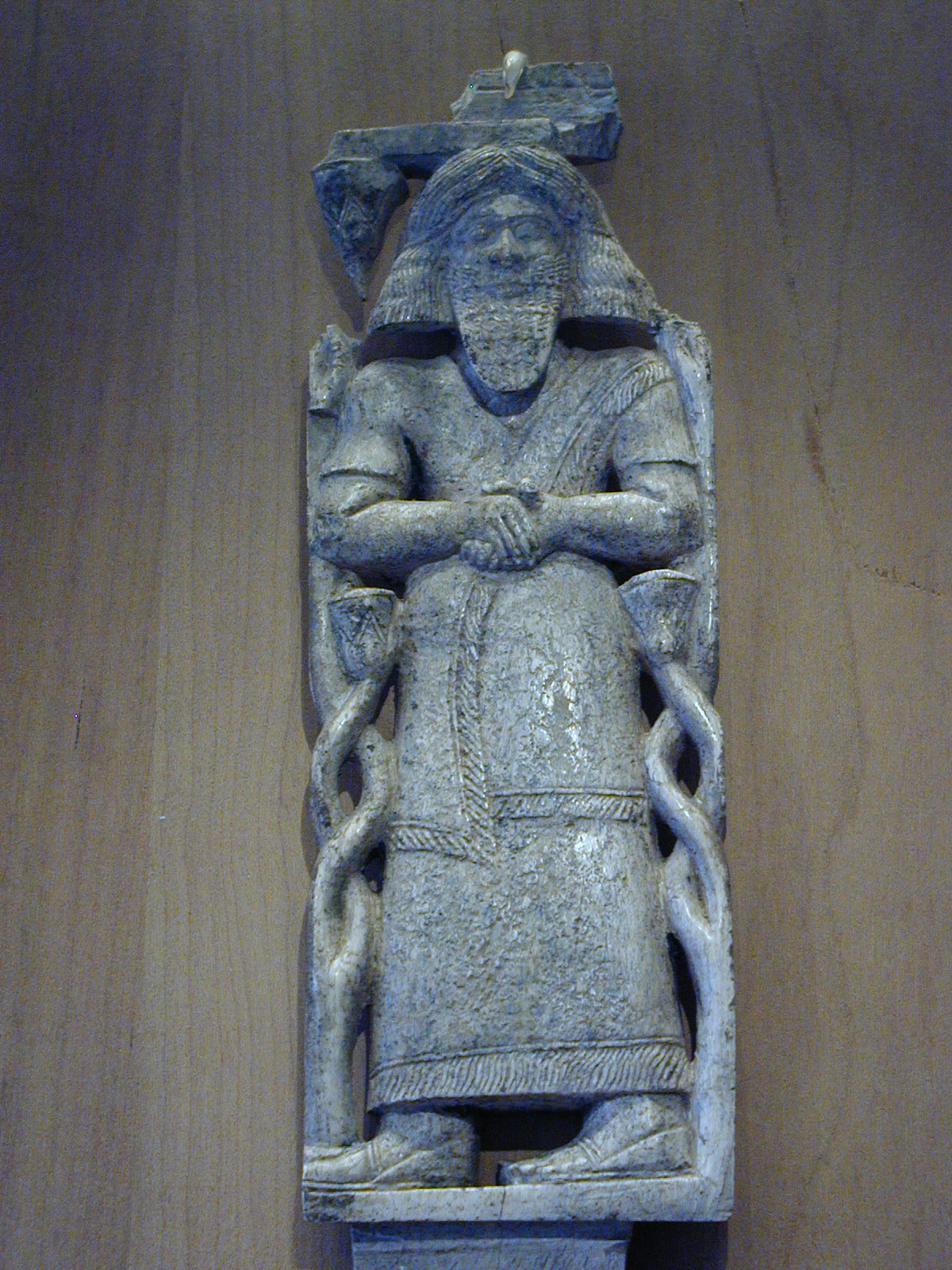
هزائیل، شاه هیتی تبار

همچنین جمعیتی از روباری، زاگی، دینی، روژکی و شکاک در عفرین زندگی می کنند.عفرین شامل ۲۵۳ روستا است از جمله روستاهای آن خِزیانه علیا و پایین (Xaziyana Jêrîn) در مابتان و اکسِل(Axcel)و کوسانلی (Kûsan)  می باشند. روستای خَزِویه (Khazewiye) و خیدریه (Khidiriya) با ۱۴۱۳و ۲۷۰۸نفر جمعیت از بزرگترین روستاهای عفرین بشمار می روند. الدقوقی طوایفی به نام  خاصوغلو در رقه و ملطیه و غازیانلودر کیلیس  و کاسیکانلو در دیاربکر، ماردین، مرعش، آدیامان ملطیه و رزکان و رقه در سوریه را نام برده است.
اسامی نواحی و افراد مرتبط با ایل خزل در لوح و کتیبه های آشور دیده می شود از جمله گزارش لشکرکشی شلمنسر شاه آشور که فرمان پوست کندن یکی از بزرگان شهر پرتوکه در گیزل را صادر می کند. در اشارات دیگر تیگلات پیلسر یکم (1150 قبل از میلاد) سرزمین قبیله ی پوروکوزی (Purukuzzi) شناخته شده در حکاری و وان ترکیه کنونی را فتح می کند.توکولتی-نینورتای یکم قلمرو های پوروکوزی، شاریند، مهری و آلوخین را از کوتی بر می شمارد و در کتیبه خود نابودی و در آتش سوزاندن آن پس از تصرف قلمرو های آلزی، آلایا، مدنی، نیهانی، تبورزی، شوباری، کوتموهی و مومی که از کورتی ها بودند، اشاره می کند. بار دیگر تیگلات پیلسر اول به سبب آنچه "دریغ کردن خراج و مالیات توسط پوروکوسی ها و آلزی ها" گفته شد، لشکر خود را رهبری و سرزمین های آلزی و پوروکوسی(Purukussi) که نافرمان بودند را کشتار و ویران می سازد.آشور-ناصیر-پال برای سرکوب شورشیان شهر کازی (Kazi) در مجاورت رود زاب سفلی اقدام می کند و پس از گذر آن شهر با سنگر مردمان بیست شهر از داگارا، بارا، کاکزی، سرزمین لولو، بوناسی، موسینا. لاربوسا، دژ کرتیارا، دور-لولوما، بونیسا ... روبرو می شود .شلمنسر یکم آشور در لشکرکشی به کوتموهی یا کوموهی (دیاربکر) : از آن سرزمین کوتی ها(Kutî) که تعدادشان به اندازه ستارگان بهشت بی شمار است و غارت بلدند بر من فرود آمدند و با من جنگیدند و دشمنی برانگیختند. برای آشور و ایزدان بزرگ، سرورانم، دستم را به دعا بلند کردم و گفتم: آنها صادقانه به من وعده حسن نیت خود را دادند. اردوگاه لشکر خود را پشت سر گذاشتم، برگزیده‌ترین یک سوم ارابه‌هایم را برداشتم، با آن‌ها به میان نبرد شتافتم. از مرز سرزمین اوروادری تا سرزمین کوتموهی، مناطق دورافتاده، سرزمینی گسترده، اجساد میزبانان بیشمار را من ریختم. با خون اجساد رزمندگانشان دشت وسیع را پر کردم.
خزای یا خازی (Khazi یا Khazay) یکی از اقوام باستانی ذکرشده در متون تاریخی و فهرست‌های تحوتموس سوم، فرعون مصر،مربوطه به ۱۴۵۰ پیش از میلاد بوده است. بر اساس منابع تاریخی، موقعیت این قوم در نزدیکی Tell el Kussis، در شمال غربی مگیدو، مشخص شده است.در متون تاریخی، خزی در کنار خاتی (Hatti) و دیگر اقوام آناتولی ذکر شده است. برخی از محققان معتقدند که خازی‌ها ممکن است بخشی از یک کنفدراسیون قومی بوده باشند که در مناطق کوهستانی شرق دریای مدیترانه سکونت داشتند و احتمالا تحت نفوذ تمدن‌های بزرگ همجوار مانند کاسی‌های بابل، هیتی‌ها و مصر باستان قرار داشتند.وَرزانا شاه خزی ، در یکی از نامه‌های تاریخی مربوط به جنگ‌های جنوب سوریه ذکر شده است. در این نامه، او به شاهزاده توشولتی (Tushulti) نوشته است که شهرهای مختلفی از جمله ماتی(Mati) مورد حملهٔ خبیری‌ها قرار گرفته‌اند و شخصی از این شهر نجات یافته است. فلندرز پیتری در کتاب سوریه و مصر: بر اساس نامه‌های تل العمارنه صفحات 184 و 185 به مکان‌هایی مانند خزی (Khazi)، اوگاریت (Ugarit) پرداخته است .او توضیح می دهد : اوگارت (Ugarit): منطقه‌ای در شمال سوریه، در ساحل (نامه‌ی 152؛ اخبار دریافتی از طریق دریا در نامه‌ی 178)، که در شمال دور، در مرزهای ادعاهای مصری (نامه‌ی 171) قرار دارد.تنها منطقه‌ی باارزش در ساحل شمالی گوبلا (Gubla) دهانه‌ی رود اورونتس (Orontes) است که باید منطقه‌ای مهم بوده باشد اما در غیر این صورت ذکر نشده است.در مشرف بر این منطقه جبل أکراد (Jebel Okrad) قرار دارد که شبیه به اوگارت (Ugarit) به نظر می‌رسد، اما در واقع فقط به معنای "کوه کردها" (جمع: أکراد / أکراد یا Akrad/Okrad) است.با این حال، این احتمال وجود دارد که همان‌طور که کردها، یا کاردوخی‌ها (Carduchi)، در دوران یونانیان تقریباً در همین مناطق امروزی زندگی می‌کردند، این کوه نیز در همان دوران این نام را گرفته باشد و سرزمین اوگارت (Ugarit) همان سرزمین أکراد (Okrad) یا کردها (Kurds) بوده باشد.شواهد موجود این مکان را به وضوح مشخص می‌کند، حتی اگر نام آن کاملاً تطبیق داده نشود.اوشتیرُو (Ushtiru): احتمالاً در قسمت‌های بالایی دره‌ی لیتانی (Litany) قرار داشت، زیرا در مسیر دشمنان شمالی که به خازی (Khazi) و عزیزیه (el 'Azziyeh) نزدیک می‌شدند، واقع شده بود (نامه‌ی 252). اما  ماریو لیورانی خازی یا خزی را در  مکانی دیگر شناسایی نموده است . او در کتابش نوشته است :خزی یا خازی (Khazi) در بقاع لبنان (Lebanese Beq'a) در عربی امروزی: تل حزین (Tell Hizzin) قرار داشته است.
کزل لو (kazallu) : کزَل له(Kazalla) که در متن اصلی "فهرست سال واراد سین"  به خط اکدی یا سومری، نوشتار این‌گونه است:
| mu ka-sà-[al-l]u-ukki ba-g[ul]     | مو کسالو اوکِکی باگول |
| ‘Year: Kazal[l]u was destro[yed].’ | سال: کزالو ویران شد. |

نوشتار کزل‌لو به شکل «ka-sà-[al-l]u-ukki» بیانگر تلفظ آن است. این مکان در منابع دوره بابلی قدیم (Old Babylonian) معمولاً به شکل «ka-zal-lu» نوشته می‌شده است.در گواهی های دیگر در متون کیش و ماری به صورت  کسالوک(Kasaluk) یا کاسالوک یافت می شود 
قلمروی باستانی در میان رودان می باشد که در شمال غربی آداب، در حدود ۵۰ کیلومتری شمال بابل، واقع شده بود.در دوران پادشاه کاشتوبیلا(Kashtubila)،کازالو علیه سارگن اکدی در قرن ۲۴ یا ۲۳ پیش از میلاد جنگید.  سرزمین کزل لو  اولین اطلاعات موجود درباره کزل لو به تسخیر آن توسط سارگن اول آکدی اشاره دارد. به نظر می‌رسد این شهر مقاومت کرده و سپس ویران شده باشد. پس از آنکه بخشی از امپراتوری آکدی شد، دوبار در سال‌های ۲۲۸۴ و ۲۲۶۰ پیش از میلاد شورش کرد، اما هر دو بار شکست خورد. در اواخر همان قرن، موفق به دستیابی به استقلال شد.پس از سقوط امپراتوری آکدی، اور به قوی‌ترین دولت در سومر تبدیل شد. کازالو توسط فرمانداری که متحد اور بود، اداره می‌شد. پس از سقوط اور، قلمرو  کزل لو  شروع به رشد کرد و کنترل بیشتری بر منطقه خود به دست آورد.در آثار منابع مربوط به سال های ۲۰۰۰-۱۹۰۰ پیش از میلاد نام  دو پادشاه مستقل کزل لو  به نام  نامرات و لوگال-آواک که تابع ایسین یا هیچ قدرت دیگری نبودند به چشم می خورد . از سال ۱۸۹۷ پیش از میلاد، کیش و بابل، دو شهر در حال رشد، تلاش کردند تا از سلطه کزل لو آزاد شوند و سرانجام موفق به این کار شدند. پس از نبردهای سال ۱۸۸۳ پیش از میلاد، کزل لو همچنان قدرت منطقه‌ای خود را حفظ کرد.در سال ۱۸۶۱ پیش از میلاد، بابلی‌ها به کزل لو اعلان جنگ کردند و در سال ۱۸۵۴ پیش از میلاد، پادشاه این شهر، یاخزیر-ایلو(Yakhzir-ilu)، را کشتند. سپس در سال ۱۸۳۵ پیش از میلاد، کزل لو برای مدتی تابع لارسا شد و پس از چند ماه استقلال خود را بازپس گرفت. اما در حدود سال ۱۸۰۰ پیش از میلاد بدست حمورابی فتح و بخشی از امپراتوری بابل شد.
دانو ماش دا(dnu-muš-da) ایزد یکتای قلمرو کزل لو درنیمه اول هزاره سوم پیش از میلاد آمده است.او با صفات آگهی دهنده و ایزد باران خوانده می شد.آنتوان کاویگنو و مانفرد کریبرنیک سومر شناس و آشور شناس در کتاب دایره‌المعارف آشورشناسی و باستان‌شناسی آسیای باستان آورده اند :  نام [دا]نوماشدا (Numushda) از نظر ریشه‌شناسی قابل توضیح نیست و به احتمال زیاد نه سومری است و نه اکدی، بلکه منشأ زبانی دیگری دارد. این نام آخرین بار در متون مربوط به سلطنت حمورابی گواهی شده است ، پس از فتح مرکز فرقه در کزل لو پرستش او در میان رودان پایان یافت 
تریور برایس در کتابش با عنوان " پادشاهی هیتی‌ها " آورده است :حمله به بابل نمی‌توانسته با هدف اعمال حاکمیت بر منطقه انجام شده باشد؛ زیرا بابل به‌سادگی از آناتولی و مرکز قدرت هیتی‌ها بسیار دور بود. با این حال، گمان می‌رود که این حمله هیتی ها  به بابل به دوران سلسله آموری حمورابی پایان داد و باعث شد کاسایی‌ها به قدرت برسند. بنابراین، ممکن است این حمله از طریق اتحاد با کاسایی‌ها یا به‌عنوان تلاشی برای جلب حمایت آن‌ها صورت گرفته باشد. آگوم (کاکریمه)رهبر کاسایی ها در ۱۵۸۰ پیش از میلاد ،  از حلوان و مسیر خانقین به بابل لشکرکشی و آن شهر را فتح نمود  لورنس وادل هیتی ها راکاسایی می پنداشت وادل در کتاب خود می گوید: مهاجرین هیتی در غرب  از جملهِ آنان پارتولان، شاه هیتیِ ایرلند که خود و قبیله ی او پارات، را «کازی» (Kazzi) دانستند   خواستگاه شاهان هیتی آناتولی در کوسارا قرار داشت  و ازدواج دختران کاسایی با شاهان هیتی مانند ازدواج دختر کاداشمان انلیل اول  با شاه هیتی و دختر بورنا-بوریاش دوم، شاه کاسایی، با شاه هیتی سوپیلولیوما دوم با هدف تقویت  روابط بین خاندان ها صورت گرفت . در دو کتاب به اتحاد کاسایی ها و هیتی ها برای فتح بابل اشاره شده است .
۱. براساس تحلیل Richardson (2007, pp. 25–26)، کاسی‌ها ممکن است با هیتی‌ها متحد شده و از حمله آن‌ها به بابل در سال ۱۵۹۵ پیش از میلاد حمایت کرده باشند.
۲. Freu, Klock-Fontanille & Mazoyer (2007, pp. 111–117) اشاره می‌کنند که این اتحاد احتمالی به سقوط دودمان آموری و به قدرت رسیدن آگوم دوم از دودمان کاسی‌ها منجر شد.
۲۲۰ سال پس از اشغال کزل‌لو بدست حمورابیِ آموری، کاسایی ها بابل را فتح نمودند.کزل لو منطقه‌ای باستانی در جغرافیای مرکزی میانرودان است که شامل نواحی بغداد، فلوجه، و مناطق شرقی و جنوبی‌تر تا بابل می‌شود. این سرزمین با عنوان «جغرافیای مادیروس» شناخته می‌شود و محل سکونت ایل خزل بوده است.تهاجم هیتی‌ها و کاسایی‌ها به میانرودان، برخلاف روایت‌های تحریف‌شده که بخشی از تلاش‌های سیستماتیک اعراب برای انکار حاکمیت و مالکیت تاریخی ایرانیان بر میانرودان است و آن را اقدامی برای سلطه بر بابل می‌دانند، با هدف آزادسازی کزل لو صورت گرفت.

## فرهنگ
جامعه ی خزل از واحد های کوچک به نام خیزان(Khizan) تشکیل شده، خیزان اصطلاحی کُردی است که به چند خانواده، با ریشه ی مشترک و پیوند های فامیلی که در یک مکان سکونت دارند، گفته می شود. ایرج افشار ایل خزل را چنین توصیف می کند: خصلت مردم این ایل به گونه ای است که همواره پیوندهای خویشاوندی بر کلیه روابط حاکم است.

### آیین و رسوم

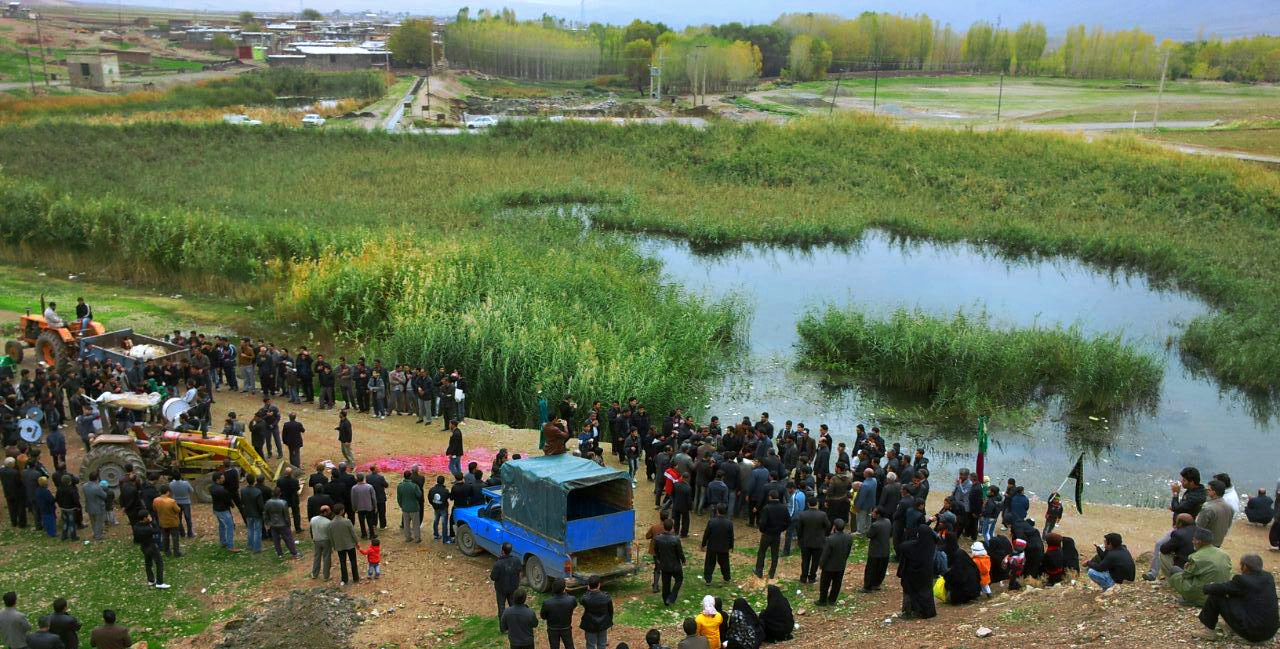
قربانی کردن گاو در سراب ماران، کرمانشاه

گاوبران (گاو ربایی): این مراسم با نیایش طلب باران به درگاه خدا (در گذشته احتمالاً آناهیتا) انجام می‌شود. این مراسم هر ساله در روستاهای خزل انجام می‌شود و طی آن یک گاو یا گوسفند در مجاورت چشمه آب قربانی شده به شکلی که خون قربانی در چشمهٔ آب وارد شود. دربندهای بیست‌ونه تا سی‌وچهار اوستا آمده است که ضحاک که در پی نابودی جهان برمی‌آید قربانی‌های فراوانی را به درگاه آناهیتا پیشکش می‌کند تا آناهیتا او را در نابودی هفت اقلیم یاری دهد، ولی آناهیتا دست رد بر سینه ضحاک می‌زند. پس‌از اینکه ضحاک از درگاه آناهیتا مأیوس بازمی‌گردد، فریدون عزم جزم می‌کند که با پیشکش کردن قربانی به درگاه آناهیتا، حمایت او را در شکست دادن ضحاک به دست آورد و آناهیتا خواسته او را بر آورده می‌کند. گاو نماد خیر و برکت بوده و ثرَئیتَونَه در اوستا (فریدون) پیش از آنکه در پی انتقام جمشید باشد، به دلیل کشته شدن گاوش توسط ضحاک از وی کینه به دل داشت.بر اساس متن شاهنامه پایتخت و تختگاه فریدون شهری بود به نام  «کوس»  و زادگاه ثرَئیتَونَه (فریدون) در اوستا «وارنه» ذکر شده است. نویسندگان معاصر مکان های مختلفی را به عنوان وارنه شناسایی نموده اند از جمله قلعه ایرج، مربوط به دوره ساسانی در شهرستان ورامین روستای ورکه لاریجان در طبرستان و ناحیه ای به نام وَرِن در دهستان هرازپی جنوبی شهرستان آمل. در ادبیات شفاهی ایل خزل زادگاه فریدون  تپه باستانی وراینه نهاوند با قدمت ۷۰۰۰ سال پنداشته می شود. ویار فریدون نام بخشی عریض با کف سنگی از رود گاماسیاب را مسیر عبور لشکر فریدون از گاماسیاب به سوی قلعه ضحاک دانسته و دشت وسیعی معروف به جاجنگ در بخش کاکاوند دلفان را محل نبرد فریدون با کاکویه نواده ضحاک می پندارند. در سال ۱۳۸۰ با بررسی‌های صورت گرفته توسط یعقوب محمدی فر,  بقایای معماری سنگی , گونه‌های متنوعی از سفال در اطراف سراب ماران شناسایی‌شد که  گاهشماری این گستره را از گودین VI, دوره ساسانی, و صدر اسلام طبق بندی نمود. محققان هنگام بررسی محوطه سراب ماران موفق به شناسایی چند ردیف از سنگ‌های پاک‌تراش  با ملاطی به سانِ آنچه در بنای نیایشگاه آناهیتا کنگاور کارشده بود, شدند. شناسایی نشانه هایی از سنگ تراش هایی که حدس زده شد از سنگ‌های این بخش برای معبد آناهیتا استفاده‌شده است و  پراکندگی سنگ‌های صیقلی در محوطه و چیدمان سنگی مانند دیوار به گونه منظم که بعید نیست دنباله آن نیز در زیرخاک مدفون باشد توضیحی بر اهمیت معنوی تپه سراب ماران است. رسم دیگری به نام هاله هاله مربوط به نیایش طلب باران در این محل انجام می شود.
مِرآزه وَر: پس از پایان چله کوچک زمستان، در ابتدای اسفند به مدت پنج روز و شامل مجموعه ای از آداب و مراسمات بوده، از جمله نوبران (عیدی بران)، تهیه سومِنو (سمنو)، دید و بازدید، عید نو، آشتی کنان و خون بس و…. .
خواستگاری :برای آگاهی یافتن از توانایی داماد در ادارهٔ زندگی، پدر عروس اورا به مدت مشخصی به کار وامی‌دارد، از جمله کار در مزرعه و کار در جوشکاری و آهنگری و…
عروسی :مراسم ازدواج در خِزِل دو تفاوت نسبت به مراسم ازدواج در سایر نواحی کرد نشین دارد: ۱-هنگام ورود عروس به خانه ای که قرار است در آن زندگی کند اقوام داماد، دست و پا و صورت او را با ذکر دعا و با آبی که پیش تر دعا داده شده‌است غسل می‌دهند. ۲-پیش از پایان مراسم عروسی عروس و داماد هر کدام ظرفی از سمنو و حنا را در دست می‌گیرند، پسرانِ مجردِجوان در سوی ایستاده و عروس با قاشق کوچکی سمنو بر دهانشان می‌گذارد و دخترانِ مجردِ جوان در سوی دیگر ایستاده و داماد بر دست آنان حنا می‌گذارد و آنان برای خوشبختی این زوج دعا می‌کنند. در مراسم ازدواج برخی مناطق خِزِل نشین از حلوا معمولی یا حلوا کُردی استفاده می‌شود.
عزادارای :مراسم عزاداری در خِزِل به شیوه ای خاص برگزار می‌شود که شامل آداب گوناگونی است. این آداب شامل: ۱-حضور خویشان و آشنایان در مراسم ۲-دفن میت ۳-مور خوانی ۴-شیون کردن (زنان زیر گونه‌ها و مردان پیشانی را خراش می‌دهند) ۵- حضور چند نفر به مدت سه شب با فانوس بر سر گور شخص فوت شده ۶-شو شام (آب گوشتی که در شب پس از خاکسپاری تناول می‌گردد) ۷- ایجاد حجله (تخت یا کرسی ایی که بر آن پیراهن، عکس و برخی لوازم شخصی شخص فوت شده قرار می‌گیرد و با پارچه‌های سیاه تزیین می‌شود) ۸-چَمَری (نوعی موسیقی غم‌انگیز که در مراسم عزاداری نواخته می‌شود) ۹-سمنو یا آش چم (چماش) (برای مراسم چهلم شخص فوت شده سمنو یا آش چم پخت می‌شود و سایرین که از آن می‌خورند، برای فوت شده دعای خیر می‌کنند) ۱۰-نو عید (پیش از نوروز در ایام مهر آزه وَر خویشاوندان پارچه و لباس رنگارنگ برای خانوادهٔ عزادار می‌برند. این مراسم در سدهٔ اخیر با اولین عید مذهبی (عید فطر عید قربان عید مبعث و…) نیز برگزار می‌شود) ۱۱-میان مردم خِزِل رسم بر این است که در نیم روز (ظهر. هنگامی که آفتاب وسط آسمان است) به مزارستان بروند. مردمان خزل باور به نامیرایی داشته بر اساس این باور شخص با مرگ نمی‌میرد بلکه همچون دانه ای در خاک کاشته می‌شود. متوفی را گویی همچون دانه ای در خاک می‌کاشتند (دفن می‌کردند). و زنان که نماد زایش و زندگی هستند گونه‌های خود را همچون خاک می‌خراشیدند و با چرخاندن دستان خود و «وی وی» گویان در واقع «وای» که به باوری «ایزد باد» است را طلب می‌کردند تا بوزد و ابرها را به این سو بیاورد و در پی آن باران ببارد و دانهٔ در خاک کاشتهٔ آنان را بپروراند…
شاماران : شاماران یا شاه ماران یکی از الهه‌های آیین میترائیسم است. این افسانه به عنوان میراث ناملموس در ایران ثبت ملی شد.
آئِره پَره : جشنی به مناسبت پایان برداشت محصول و آغاز کوچ عشایر خزل در ابتدای پاییز که با سپاسگزاری از خداوند و توزیع نذر و میرووِز (برابر زکات در اسلام)، تقدیس آتش و رقص و پایکوبی است. آتش در خزل نماد برکت، عدالت، زندگی و پاکی بوده، در سنت‌ها و باورهای خزل جرم هستی از ستارگان و به تعبیر دیگر آتش پدید آمد که آن را «مِر» می‌خوانند و مِر یا انرژی به شکل آتش در چهار محل تصور شده‌است. نخست آتش در وجود آدمیان و جانوران که آن را مِر یا مهر می‌گویند و هوتیر یا همان قلب را مرکز مهر می‌پندارند(میرو در زبان کُردی برابر فارسی آدم یا انسان است). دوم آتش ستارگانی چون خورشید که سبب رشد گیاهان می‌شود و دیگر آتشی در کنترل و اراده خداوند که مقابل او تصور شده و چهارم آتشی که انسان آن را شعله وَر می‌سازد و در کنترل انسان است.

### دین و باور

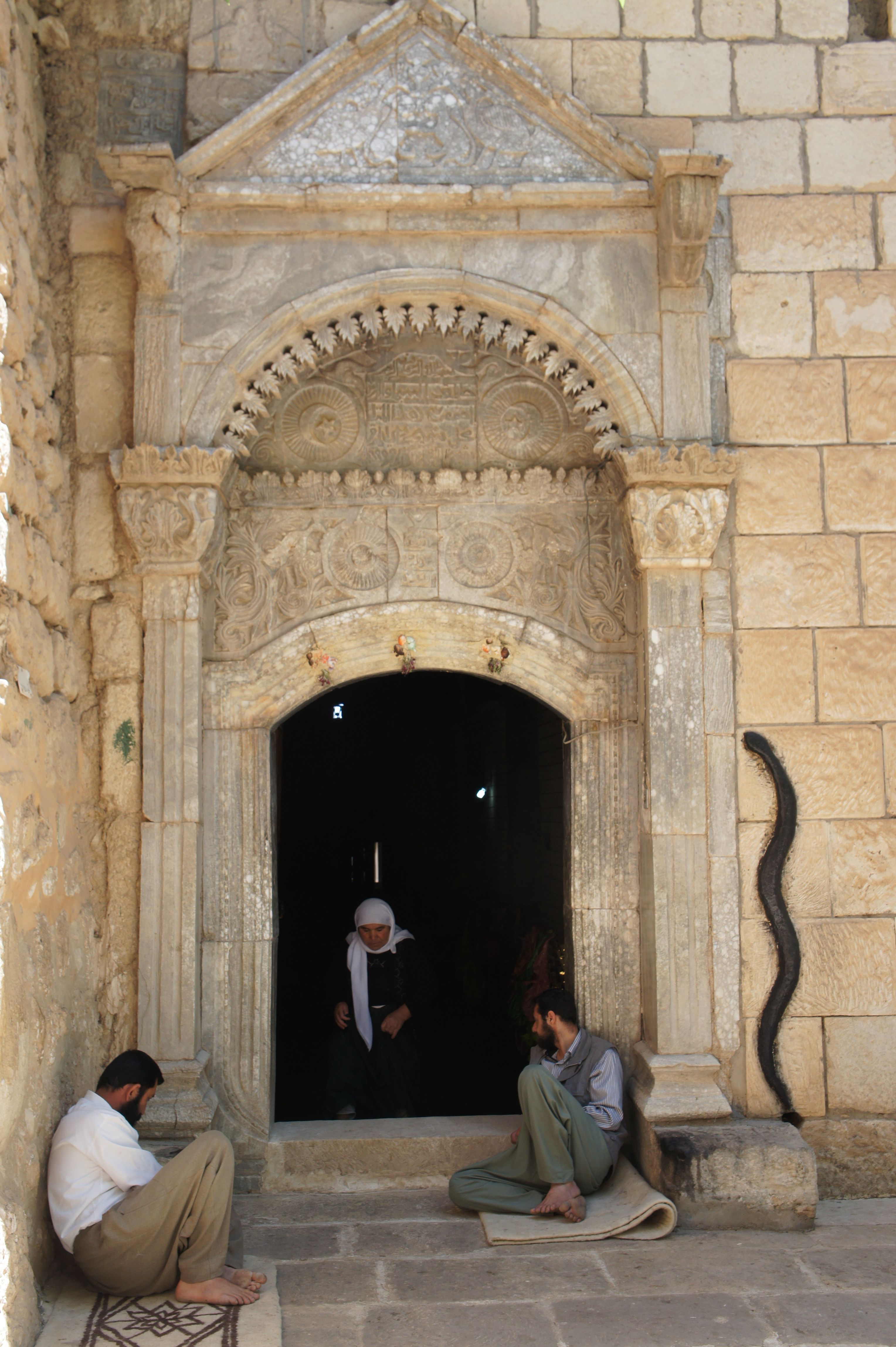
ورودی معبد لالش

مردمان خزل در ترکیه و عراق پیرو آیین ایزدی می‌باشند در عراق و ایران نیز جمعیت بسیار زیادی از مردم خزل پیرو ادیان همسو با ایزدی می‌باشند. ایزدی به کردی Êzidî (تلفظ: إزدی) از ادیان باستانی رایج در کردستان است و پیروان آن در عراق، ایران، ترکیه، سوریه ارمنستان و آذربایجان زندگی می‌کنند. بخشی از مردم ایل خزل در کرمانشاه و همدان پیرو اهل حق می‌باشند و گروه دیگر مردم خزل اگرچه مسلمان شیعی محسوب می‌شوند اما رسم و رسومات آیین یاری از جمله نذر مال داوتی، جشن خاونکار، قسم کر داوت و … را انجام می‌دهند. نخستین بار احمد تیمور پاشا بود که در کتاب «الیَزیدیه و مَنشاء نحلَتِهِم» به این مسئله اشاره می‌کند که :از ایزدی پیش از قرن ششم هجری قمری در تاریخ اشاره ای نشده و این هنگامی است که شیخ عدی به میان آنها آمده و طریقهٔ «عدویه» را در میان آنها بنیان نهاده‌است. ابوفراس در کتاب خود (تألیف ۷۵۲ هجری قمری) آنها را به همین نام خوانده‌است. در کتب مقدس یارسان و خصوصا کتاب « نامه سرانجام » در مورد هفت تن پیران که آخرین فرد آنها « بابایادگار » است نیز نشان از پرستش مهر توسط این گروه در ادوار کهن میدهد .
«ابوسعید محمد بن عبدالکریم سمعانی» (درگذشته به سال ۵۶۲ هجری قمری) در کتاب «الانساب» می‌نویسد: «جماعت بسیاری را در عراق در کوهستان حلوان و نواحی آن دید که ایزدی بودند و در دیه‌های آنجا به صورت مردم زاهد اقامت داشتند و گِلی به نام «حال» می‌خورند. این گل را برای تبرک از مرقد شیخ عدی برمی‌دارند و آن را با نان خمیر می‌کنند و به‌صورت قرص درآورده و گاه گاه می‌خورند و آن را «برات» نامند.»
دین ایزدی شامل دو کتاب است: «جلوه» که در آن اصول اعتقادی ایزدی بیان شده‌است و کتاب دیگر «مصحف رش» (کتاب سیاه) شامل مجموعه ادعیه و سرودهای آن‌ها در ستایش بزرگان‌ایزدی می‌باشد.
کاکه‌ای‌ها (اهل حق) شیدلی‌ها و علویان که در مناطق کردنشین ایران، عراق، ترکیه و سوریه و در جوار ایزدی‌ها زندگی می‌کنند، از این دسته مذاهب به‌شمار می‌روند و همگی این وجه مشترک را دارند. آداب نیایش جمعی‌شان همچون نذر و نیاز و قربانی به یک‌دیگر شباهت دارد و با صوفیان مسلمان مشترک است. نزدیک‌ترین آیین به ایزدی، چه در باور و اساطیر، همچون اعتقاد به ملائک هفتگانه و تناسخ و سنت‌ها و آیین‌ها، یارسان می‌باشد که در عراق «کاکه‌ای» و در ایران «اهل حق» نامیده می‌شوند.
ایزدی‌ها همانند مسلمانان و زرتشتیان روزانه پنج بار به شیوه خود نماز می‌گزارند، اما قبله‌شان در چهار بار از این نمازهای پنج‌گانه، خورشید است و در نیم‌روز، مقبره شیخ عدی بن مسافر. (شیخ عدی، صوفی عرب تبار که قرن ششم هجری می‌زیسته‌است و به باور مورخان، بنیان‌گذار کیش ایزدی است)

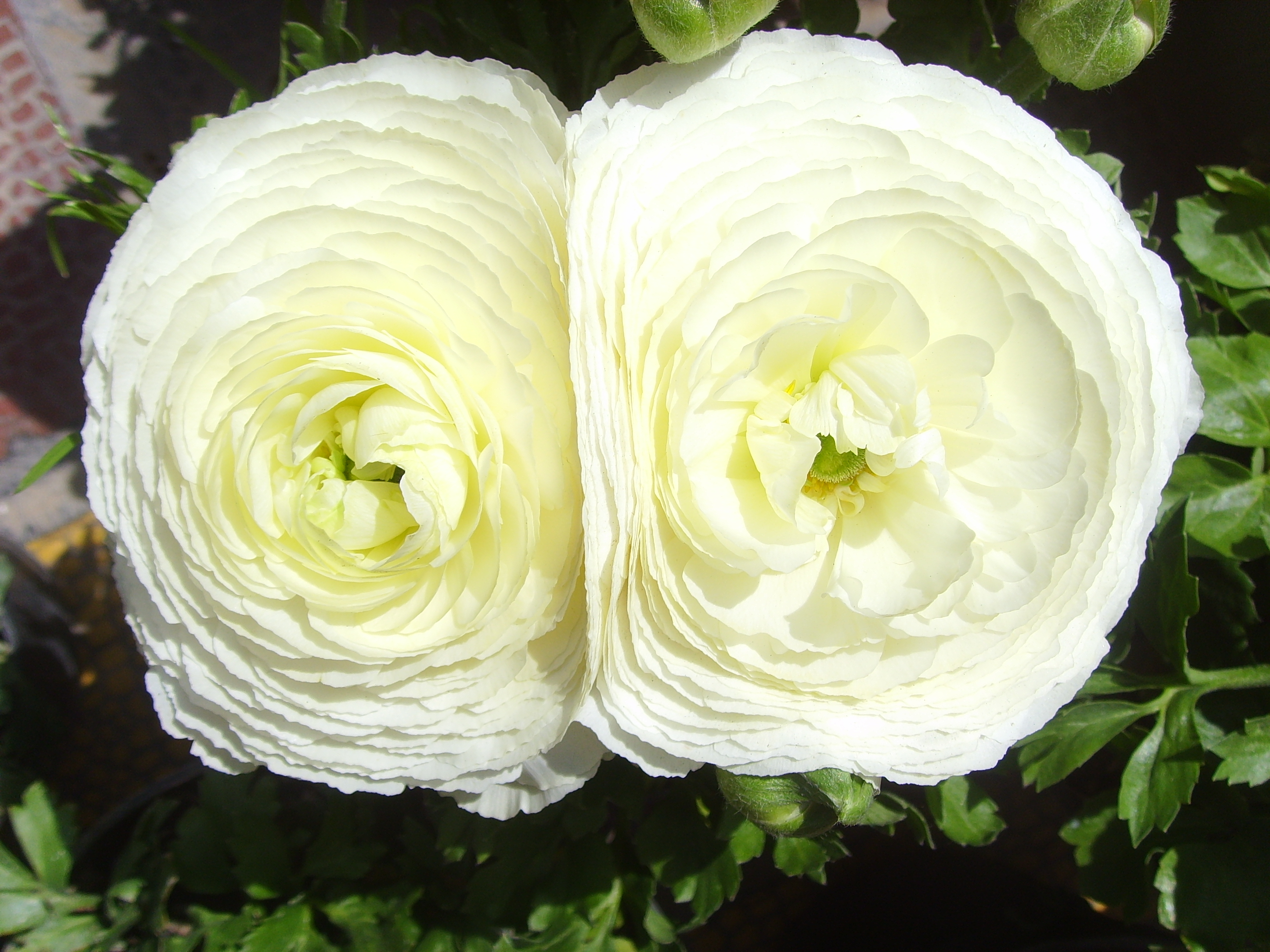
حمد و ستایشی را که تو از این یک‌دانه گل می‌نمائی اختصاص به خدا دارد؛ یعنی حمد از آنِ خداست. گل جلوه‌ای از جَلَوات خداست. ظهوری از مظاهر خداست. تو اسم گل بر روی آن نهاده‌ای! در زیر حجاب این اسم، خدا را پنهان نموده‌ای! اسم را بردار! غیر خدا چیزی نیست.

ایزدیان در تفسیر زندگی پس از مرگ، به تناسخ[عتقاد به زنجیره وار بودن حیات و بازگشت روح] باور دارند. ایزدیان باور دارند که پس از مرگ ارواح انسان‌های شرور به کالبد حیوانات یا نباتات نزول پیدا خواهد کرد، اما ارواح صالحین به بدن انسان جدیدی در خواهد آمد. تناسخ روح وابسته به استحقاق و شایستگی ایشان نمی‌باشد، بلکه به لطف ملک طاووس نیز بستگی دارد. در بند۱۲کتاب جلوه از قول ملک طاووس نقل می‌شود: «اگر بخواهم او را دوباره و سه باره به دنیا می‌آورم، یا به عالم دیگر از راه تناسخ ارواح برمی‌گردانم.»در سدهٔ اخیر محقیقان و مراجع دینی ایزدی چنین بیان داشته‌اند که آیین ایزدی برگرفته از آیین زرتشت است در یارسان مظهریت به معنای یکتایی هستی است که با وحدت وجود در عرفان اسلامی مطابقت دارد. محمد غزالی (م ۵۰۵ق) بیان می‌کند که «هیچ وجودی غیر از خداوند نیست … وجود فقط به یکتا حقیقی متعلق است.»
محمد علی سلطانی دربارهٔ هاتف اصفهانی می‌گوید:خاندان هاتف از مهاجران اردوباد به اصفهان بوده‌اند، احتمال دارد و دور نیست که مراسم ایزدی‌ها را به گونه‌ای دیده باشد و این تعبیر از مقولة تحمیل خواسته بر متن یا مصادره به مطلوب نیست؛ زیرا اکثر عناصر شعری او با موارد آیینی کُردهای ایزدی تطبیق دارد و بدون رؤیت مراسم و آگاهی از سیر اندیشه ایزدی، منظوم ساختن آن بدین ترتیب بعید می‌نماید. ‏ «مغ و مغ‌زاده، موبد و دستور» که هاتف، مهرپرستی را با زرتشتی‌گری درآمیخته است و مراتب سه‌گانه در محضر «پیر» را بدین ترتیب برشمرده است. دستور مشاور و وزیر میر و همان باباشیخ منظور باشد، «دستور» در مراسم علویان نیز جایگاه ویژه دارد. در برخی اشعار او «میر» جلب توجه می‌کند که ویژه ایزدی‌هاست و میر همان «مهر» است و ارتباطی با «امیر» عربی ندارد و کردها پس از اسلام، سران حکومت و نیز سادات علوی را «میر» می‌گویند و کردهای ایزدی هم رهبر سیاسی و مذهبی خود را «میر» می‌نامند. ترتیب نظم و صحنه تخیل و تصویر شعر او بیانگر آیین و مراسم کردهای ایزدی است در چندین ترجیع‌بند هاتف، آیین سماع که از آیین اعتقادی کردهای ایزدی است به چشم می‌خورد. سلطانی پیدایش آیین ایزدی را دوران پیش از اسلام می‌داند و یاد می‌کند: کُردهای ایزدی پس از اسلام پاسدار هسته‌های اصلی اعتقادی و اجتماعی خود بودند و به هیچ وجه ادبیات، زبان، رسوم رسمی و آداب زیربنایی اعراب و دولت عثمانی را در طی هزار سال نپذیرفتند. پیر خزایی (به کُردی: پیر خه زایی) زیارتگاهی در شهر سقز است.
بنیاد اندیشهٔ مندایی همان ثنویت، یا دو بن‌نگری است. دو گوهرِ روح و مادّه از آغاز آفرینش با هم در ستیزند. اساطیر مندایی بیشتر دربارهٔ اقلیم ازلیِ نور، آفرینش زمین و انسان، و سفر بازگشتِ روح به سرچشمهٔ سرزمینِ نور است.
مردمان خزل در دِل ایرانشهر تا مندلی، نی خزل و میمک تا دیر پس از حمله اسکندر به ایران و ازهم پاشیدن امپراتوری هخامنشی حافظ آیین و دین خودبودند. اسکندر نسخ اوستای موجود در تخت جمشید را سوزاند و به دنبال او سلوکیان به دنبال براندازی آیین زرتشت از سرتاسر امپراتوری بودند. سلوکیان هلنیسم را در ایران گسترش دادند. حکومت سلوکیان در سال ۶۳ پیش از میلاد خاتمه یافت. اشکانیان پس از سلوکیان تلاش بسیار برای احیای آیین زرتشت انجام دادند پس از آن اردشیر بابکان جانی تازه به دین زرتشت داد و دستور داد تمام نسخ به جای مانده جمع‌آوری شود و آتشگاه‌های متعددی در تمام ایران پدید آمد. در تمام این دوره مردمان ایل خزل آیین میترا را با نام مکتب الکسای در میان خود حفظ نمودند. آنان آموزه‌های دینی خود را بر اساس کتابی استوار کردند که ادعا می‌کردند یا از بهشت آمده‌است یا توسط فرشته ای به الکسای(Elkesai) داده شده بود. بخش‌هایی از این کتاب که در آثار پاپ‌های کلیسا یافت و توسط هیلگنفلد الهی دان آلمانی جمع‌آوری شده‌است. به ذن مورخان تاریخ کتاب نامشخص است. ریچل و هارناک آن را به نیمه دوم یا پایان قرن دوم میلادی نسبت می‌دهند، در حالی که دیگران، به دنبال بیانیه هیپولیتوس (L.c.) آن را در حدود ۱۰۰ میلادی قرار می‌دهند. اپیفانیوس این کتاب را دکترین افرادی می‌داند که «نه یهودی هستند. نه مسیحی و نه از مشرکان، بلکه در میان اینها جایگاهی میانی داشتند» آنها صریحاً بر «حاکمیت شریعت» پافشاری می‌کردند و معتقد بودند که «مردان مومن باید ختنه شوند و طبق قانون زندگی کنند». در کتاب کلیمنتیه (نوشته شده در ۱۱۰ میلادی) آمده‌است:الکسای‌ها تأکید کردند که به قربانی کردن امری بر پاتریارک نشده‌است، و آن را به کلی محکوم کردند.
کیسانیه یک فرقه اسلامی شیعه بودند که در طول جنگ داخلی دوم مسلمانان ظهور کردند. آنها از طرفداران مختار بن ابی عبید ثقفی (قیام‌کنندهٔ طرفدار علویان)بودند و به امامت محمد بن حنفیه، پس از کشته شدن برادر ناتنی اش حسین در نبرد کربلا، اعتقاد داشتند. نام این فرقه برگرفته از نام ابوعمره کیسان بود. سیریل گلس و یوستون اسمیت باور کیسانیه را متأثر از آیین مزدک دانسته‌اند. مزدکیه توسط مزدک و تحت تأثیر باورهای مانی شکل گرفت. هاینتس هالم شیعه‌شناس آلمانی، کیسانیه را در ادامهٔ باورهای گنوسی که در در عراق رایج بود دانسته‌است. شاخه ای از کیسانیه به نام فرقه ابومسلمیه (به نام ابومسلم خراسانی) شناخته شده‌است. این فرقه معتقد بود که امامت از سفاح به ابومسلم رسیده‌است. آنها همچنین معتقد بودند که منصور ابومسلم را نکشت، بلکه کسی را که شبیه ابومسلم بود و ابومسلم زنده است.دانشمندان تاریخ و عقائد گروه‌های مختلفی چون اسحاقیه، خرمدینیه، حریانیه، برکوکیه، سنباذیه، برازبندیه را از ابومسلمیه شمرده‌اند تبار ابومسلم خراسانی در ارتباط با خاندان خزایی و مسائل دیگر نمی‌تواند گواهی ارتباط میان میترائیسم الکسای در عقاید ایل خزل و مذهب کیسانیه شیعه باشد.

### ادبیات
هوره نوعی ترانه کُردی است که در ایلام، کرمانشاه، لرستان و کردستان رونق دارد. هوره در مقام های گوناگون آن مانند مور، کوچر و سوارچر به نام نواحی مختلف باقیماندۂ آوازه های باستانی است که نمونه های مربوط به ستایش اهورامزدا و دعاهای آن پس از ظهور اسلام منسوخ شد و دیگر شکل ها و مقام های آن با پذیرفتن تغیرات چندی باقی مانده است کلمه هوره و نام گذاری آن قدمتی هفت هزار ساله دارد و به دوران پیامبری زرتشت می رسد.گات های یسنا که بخش مهمی از اوستا است به صورت منظوم نگاشته شده و مردمان برای خواندن آن و نیایش اهورامزدا آوازی سر می دادند که آن را هوره نامیده اند هوره در دستگاه ماهور اجرا می شود و ویژگی اش این است که آواز با تحریزهای حلقی بسیار اجرا می گردد هوره حاوی مضامینی مانند مرگ، طبیعت، اندوه، رنج و شادی است که بیشترین بخش این ترانه در بردارنده شادی و عشق است.برخی مقام های هوره عبارتند از :بان بنه ای، بنیری چِر، دودنگی، باریه، غریبی، ساروخانی، گل و دره، پایه موری، قطار، هجرانی، مجنونی، سحری، طرز رستم  و  هَی لاوه . نوع دیگر هوره به نام "هوره چمری " مخصوص مراسم عزا و غم است و ویژگی آن عدم رعایت وزن شعری در بیشتر موارد است  مور آواز باستانی زاگرس نشینان است. مور ها تک بیت هایی با وزن هجایی و سرشار از اندوه و ناراحتی هستند.روح الله خالقی مور یا مویه را در دستگاه چهارگانه معرفی می کند برای مطالعه بیشتر: ادبیات کُردی
برخی واژه ها در زبان کردی ایل خزل ایلام و کرمانشاه
| فارسی      | کردی  | هجی کردن | فارسی         | کردی      | هجی کردن   | فارسی         | کردی   | هجی کردن | فارسی        | کردی    | هجی کردن  |
| ---------- | ----- | -------- | ------------- | --------- | ---------- | ------------- | ------ | -------- | ------------ | ------- | --------- |
| دگرگونی    | گورین | guarin   | پوشاک         | جِل.جِلته   | jel.jelta  | اندیشه        | رامان  | raman    | آتش          | آگر.آیر | ager.ayer |
| درد        | ژان   | zhan     | عمل خیر, صواب | گرَهو      | geraho     | مروت ,انسانیت | میروت  | mirovat  | منبع         | آماژ    | amazh     |
| ممنوع      | نِیژه  | neizha   | آهنگ          | مِیژوک     | meizhuk    | موضوع         | میژار  | meizhar  | رقیب         | هامال   | hamal     |
| سود        | وَرَدای | varaday  | غلتیدن        | گِل        | gel        | تجربه         | کِرباز  | kerbaz   | مرتب.نظم     | پوریا   | porya     |
| صدا،بانگ   | دَنگ   | dang     | آمدن          | هات       | hat        | عشق           | اِیررِش  | eirresh  | نتیجه،هوده   | پیوَرد   | peyward   |
| زایش، رویش | مِزین  | mezin    | دل            | هودیر     | hudir      | قُربان         | خِربان  | kherban  | اکنون        | ایسکه   | iska      |
| رایزنی     | راویژ | ravizh   | خواستن        | خوآز.هوآس | khoaz.hoas | جذاب          | آلانیر | alanir   | فرق.تفاوت    | جِواز    | jewaz     |
| کوه        | چیا   | chiya    | ماجرا         | چیرو      | chiro      | موج           | پِله    | pela     | ذوب شدن      | توه     | tuva      |
| انگیزه     | مِوَست  | mewast   | سَواد          | بَرهَش      | barhash    | خورشید        | هور    | huar     | خوابیدن،خفتن | هوتِن    | huaten    |

### پوشاک
پوشاک خِزل متناسب با عقاید و فرهنگ اجتماعی پدید آمده‌است و عنصر شرایط اقلیمی و آب و هوا تأثیری بر نوع پوشش مردمان خزل نداشته‌است. نجابت و سادگی دو ویژگی پوشاک خزل بوده که هدف آن رفع شهوت، ایجاد امنیت اجتماعی و حفظ حریم خانواده بوده‌است. در فرهنگ خِزل پوششِ عالی نماد شکوه، جلال و جبروت و برهنگی استیصال، شرارت و نابکاری دانسته شده‌است. این آداب در ملل همسایه از جمله آشور دیده می‌شود. در آشور باستان(۱۱۰۰–۱۴۰۰ پیش از میلاد) قوانین اجتماعی مشابهی وضع گردید در قوانین آشور کنیزان و روسپیان از داشتن پوشش و حجاب معاف بودند. در کتاب «زنان در خاور نزدیک باستان» آمده‌است: مرد یا زن [بیوه] یا زن [آشوری] که به گذرگاه اصلی شهر می‌روند، سرشان [برهنه] نباشد. یک فاحشه نباید خود را حجاب کند، باید سرش برهنه باشد. پوشش ایل خزل بر پایه اعتقادات و اندیشه های مذهبی خزل شکل گرفته است.نور تجلی مادی‌ خدا و خود(جسم انسان) از نور دانسته شده است که با کالبدی (تن پوش و جامه) فاخر آراسته می شود. چنان‌که در فرهنگ خزل هرکه جامه اندیشه ی خود را به تن می کند. پوشش عالی نشان از فضیلت و دانایی می دهد و رنگ سیاه در خزل به معنای نبود نور و عدم معرفت دانسته شده از این رو پوشاندن تن با جامه سیاه را نیک نمی دانند. پوشش مردان و زنان در خزل متفاوت از یکدیگر می‌باشد. پوشاک خِزل به صورت محدود در استان ایلام حفظ گردیده‌است و سایر مردمان ایل خِزل پوشش خود را از دست داده‌اند.
پوشش زنان: سرون(Sarvan) زنان مقداری از موی طرفین سر خویش را پس از بافتن در دو طرف صورت آویزان کرده و به آن چَتر (Čatr) می گویند که فقط برای زیبایی بوده و بقیهٔ موی سر پوشانده می‌شود. سرون نوعی پوشش سر برای زنان است که متشکل از کلاه یا عرقچین و یک گلونی(Gwełwany) یا هِراتی که به دور عرقچین پیچیده میشود و مقداری از آن برای زیبایی به سمت پشت آویزان میگردد. گاهی نیز از هَبر (Habar) که نوعی سرپوش مشکی، از جنس مخمل و سه گوش است به جای سرون استفاده میشود. تاکاری (Tâkâri)نوعی سرپوش زنانهٔ حریر یا نخی مربع شکل و بزرگ است که از گولونی ضخیمتر می باشد. زمینهٔ آن نیز سیاهرنگ و منقش به خطوط باریک و رگه های نازک قرمز تیره یا سبز و دارای ریسه در حاشیه است. وقتی این نوع سرپوش به دورسر بسته میشود حجم بزرگی را به صورت دایره وار حول سر ایجاد میکند و مقداری از اضافهٔ آن به پشت سر آویزان می‌گردد. تاوریشی(Tavrişî) نوعی شال سبک و نازک‌تر که سر و شانه‌ها را می‌پوشاند. روسری یا بانسری (Bânsary) و شال سر. دو نوع چادر در خزل رایج است نخست چادری کوتاه تا خط کمر را پوشانده و سفید رنگ است، چادر دیگر قتره (Qatra) برخلاف چادرهای مرسوم دیگر، بزرگ است و دو آستین گشاد دارد. سورِک (Sorek) سربندی از پارچه ای نازک و رنگین که عروس در هنگام ازدواج به سر می‌بندد و اغلب به رنگ قرمز، شکری یا صورتی است. کمرچین (Kamarčin) در گذشته بالاپوش عمدهٔ زنان نوعی پالتو به اسم کمرچین بود که به علت استفادهٔ فراوان از نوارهای زربافت در تزیین آن، زیبایی خاصی داشت. جنس کمرچین از مخمل، رنگ آن قرمز، جگری، سبز، سرمه ای یا مشکی و آستین‌های آن بلند بود. جلوباز دوخته میشد و کمربند و دو جیب با دهانهٔ کج در طرفین داشت. کمرچینهای مشکی و سرمهای (رنگهای سنگین) مخصوص خانم‌های مسن بود. امروزه استفاده از این نوع پوشش در نزد زنان ایلامی تقریباً منسوخ شده است و فقط معدودی از زنان کهنسال در فصل سرما از آن استفاده می‌کنند. یل (Yal) نوعی کت زنانه از جنس مخمل که همچون کمرچین تزییناتی از نوارهای زربافت دارد. از این پوشش که آستیندار بود و جیب‌هایی در طرفین داشته برای حضور در مهمانیها استفاده میشود. بلندی آن تا بالای زانو و جلوباز بوده و دکمه هایی برای بستن بر روی آن تعبیه شده بود. کولنجه (Kwełanja)کولنجه نوعی دیگر از بالاپوشهای زنان این منطقه است که از نظر رنگ، جنس، دوخت، تزیینات و کاربرد همانند کمرچین و البته از آن کوتاهتر و بالاتر از زانو بوده است. سخمه (Soxma) این نوع بالاپوش کاملاً شبیه جلیقه است از جنس مخمل و در رنگهایی شاد و روشن تهیه می‌شود، فاقد آستین بوده و حداکثر تزیینات را دارد؛ به‌طوری که در جلو و پشت آن از انواع آویزهای نقره ای، سکه‌های قالبدار و قروشی، گوی، اَقراج و نوارهای زربافت و سیمبافت استفاده می‌شود. نوع و مقدار تزیینات آن نیز به وضع مالی افراد بستگی دارد. کراس یا شیو (saü/Kerâs)همان پیراهن بلند و آستیندار است بلندی این پیراهن تا روی پاست و گاهی در ناحیهٔ کمر مقداری تنگ میشود؛ ولی پایین آن کاملاً گشاد است. ژیر کراس (kerâs žêr)نوعی تنپوش زنانهٔ نخی با آستین حلقه ای یا کوتاه و یقهٔ گرد است که در زیر کراس یا پیراهن میپوشیدند و بیشتر از رنگهای سفید، صورتی و آبی تهیه می‌شود. بلوز: نوعی بالاپوش است که بلندی آن تا کمر میباشد و از انواع پارچه‌ها با جنسها و طرحهای ساده یا گلدار تهیه میشود. این باالپوش هم به شکل آستین بلند و هم آستین کوتاه دوخته میشود که بیشتر زنان جوان آن را همراه با دامن استفاده میکنند؛ البته دختران جوان و نوجوان بلوز را همراه شلوار میپوشند. قیون (Qaêywan)پارچه ای بلند و یکرنگ است که به عنوان شال به دور کمر بسته می‌شود جوراو (jurâw) در گذشته استفاده از جوراب در بین زنان منطقه مرسوم نبوده است؛ ولی امروزه استفاده از جورابهای موجود در بازار معمول است. شال کمر: در گذشته زنان منطقه از لچگ (laĉeg)برای بستن کمر به هنگام کار کردن استفاده میکردند. کلاش (Kełâš) در گذشته زنان منطقه از نوعی کفش به نام کلاش استفاده می‌کردند. زیرهٔ این نوع کفش از چرم ضخیم یا لاستیک بوده و قابلیت ارتجاعی داشت و رویهٔ آن را به وسیلهٔ نخهای تابیده شده از پشم گوسفند میبافتند.
سه طرح نیلوفر (زندگی)، چرخ (میترا یا خورشید) و عقاب (منسوب به اهورا مزدا) بر انواع پوشاک زنانه خِزل دیده می‌شود.
پوشش مردانه: لباس مردان ایلام، نشانگر مردانگی، بزرگ منشی و جایگاه اقتصادی و اجتماعی آنان در جامعه بوده است. کراس (پیراهن) جلوبسته و بدون درز که بلندی آن به زانو میرسد آستین بلندی دارد که با ملایمت از سرشانه به سوی مچ دست تنگ شده، چسبان و اندکی چین دار میشود. کووآ (قبای کُردی) روی کراس پوشیده می‌شود. بلندای آن تا مچ پا است و در دو نوع آستین دار و بدون آستین دوخته شده که نوع بدون آستین همچون شنل بوسیله دو نوار از طرفین یقه در زیر گلو گره می‌خورد و نوع آستین دار نیز دو نوار در میان تنه دارد. چوخا به نیم‌تنه‌ای می‌گویند که جلو باز است و بر روی پیراهن پوشیده می‌شود؛ قدِ این جامه تا بالای زانو و دارای آستین است کَپنَک از جنس نَمد و بدون آستین است.
- چهره مردی هیزانی
- رقص و پایکوبی در جشن نوروز روستای گروس در چمچمالِ کرمانشاه
- نوروز در فرهنگ ایل خزل - منطقهٔ کارزان در ایلام
- گورستان باستانی آسنگران (آهنگران) در کارزان - ایلام
- جمعی از بزرگان ایل خزل در ایلام با پوشش محلی
- منطقهٔ بوجان در دامنه‌های کوه الوند تویسرکان که ساکنین آن خِزلی‌های لُر زبان می‌باشند.
- تپه باستانی ضحاک یا دیور گوجر در استان کرمانشاه با با شمارهٔ ثبت ۱۲۱۵۸ به‌عنوان یکی از آثار ملی ایران به ثبت رسیده‌است
- زیر قلعه در استان ریزه، کشور ترکیه - در قرن سیزدهم توسط هماشن‌ها بنا گردید
- پوشاک آماتونیان ترکیه
- حاج احمد خزایی از روستای خورخوره (راست) به همراه حاج موسی عیسی زاده از روستای آغبرزه (چپ) از ریش سفیدان طایفهٔ مامدی شکاک

## نظریه مبدأ غیر کردستانی
- دائرةالمعارف بزرگ اسلامی دربارهٔ ایل خزل می‌آورد: خِزِل، از ایلات لُر شیعی‌مذهب که به گویش لکی سخن می‌گویند. بر اساس روایات محلی، خزلها نسب خود را به ابوالفضل العباس و قبیلهٔ بنی‌هاشم می‌رسانند و بدین سبب، تمام موفقیتهای خود را در زندگی، به‌ویژه در نبردها، مرهون لطف و مهربانی ایشان می‌دانند گروهی از جمله جواد صفی‌نژاد و سکندر امان‌الهی بهاروند،  مجتبی رضوانی گیل کلایی خزل‌ها را از طایفهٔ عرب خزعل می‌دانند که به هنگام فتح ایران به دست سپاهیان اسلام به نهاوند آمدند و مدتی در آنجا سکنا گزیدند و سپس به منطقهٔ شیروان ـ چرداول مهاجرت کردند. برای تأیید این نظر وجود ناحیه‌ای به نام خزل در محدودهٔ شهرستان نهاوند امروزی را دلیل می‌آورند.[۵۵۸]
- صدا و سیمای مرکز ایلام به نقل از جعفر خیتال: ایل خزل از ساکنین اصلی بخش‌های شیروان و چرداول یعنی دهستان کارزان و آسمان آباد و سرابله هستند. آنان از ایلات بزرگ و معروف و قدیمی استان ایلام به‌شمار می‌آیند که همگی برادر و از یک نسل هستند. جد بزرگ آنها به نام شیخ خزعل از قبیله بزرگ عرب خزاعل از صدر اسلام بوده که پس از فتح مسلمانان در مناطق مختلف بلاد فارس سکونت نموده‌اند. سالیان درازی بلاد فارس تابع ماه‌های (ایلات) کوفه و بصره بوده‌است[۵۵۹]

تئوری قفقازی بودن ایل خزل و ارتباط آن با «کازی کوموخ» (لاک‌ها) یا خزرها بر اساس کتاب مرآت البلدان مطرح می‌گردد که در آن آمده‌است:مسعودی مورخ گوید: انوشیروان در باب الابواب دیواری بنا کرده که طول آن چهل فرسنگ است و مقصودش منع طایفه سریر و خزل ولزگی بود که به ایران حمله نیاوردند.